# Bảo tồn loài hổ

Hổ là động vật nguy cấp và đã được cộng đồng quốc tế có các giải pháp để bảo tồn

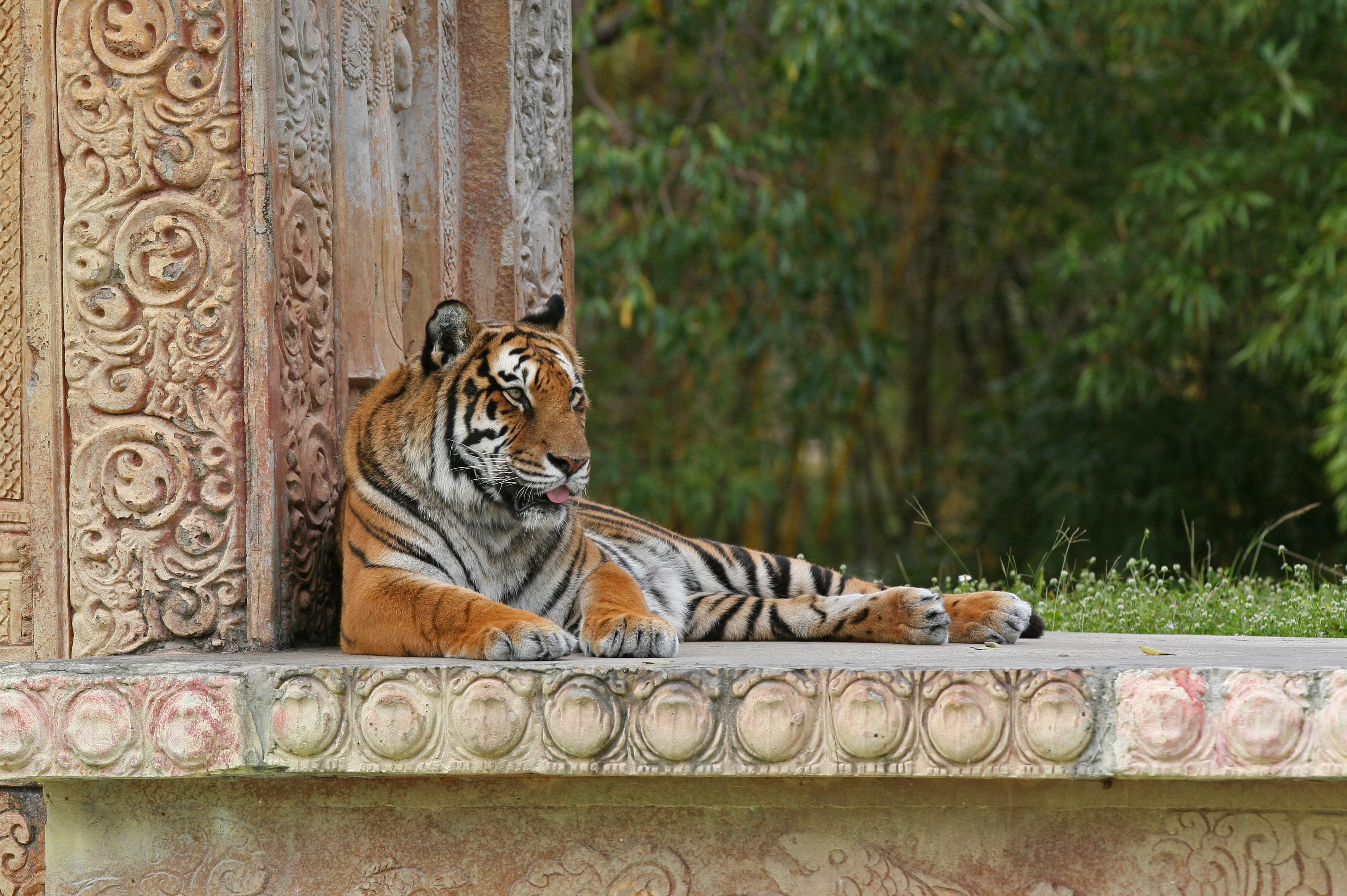
Hổ ở vườn thú Miami

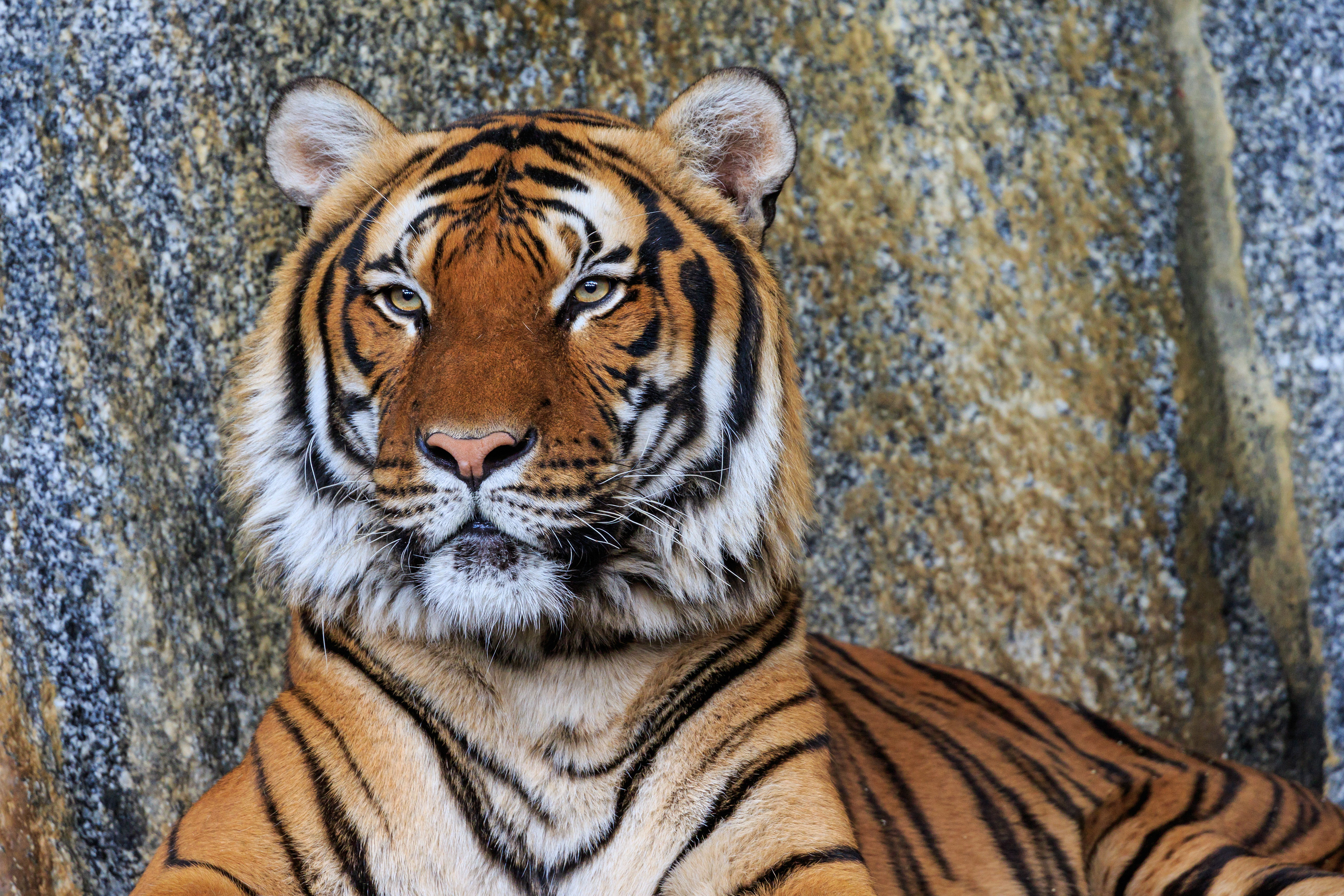
Hổ Đông Dương là phân loài hổ nguy cấp ở Việt Nam, Campuchia, Thái Lan, Myanmar

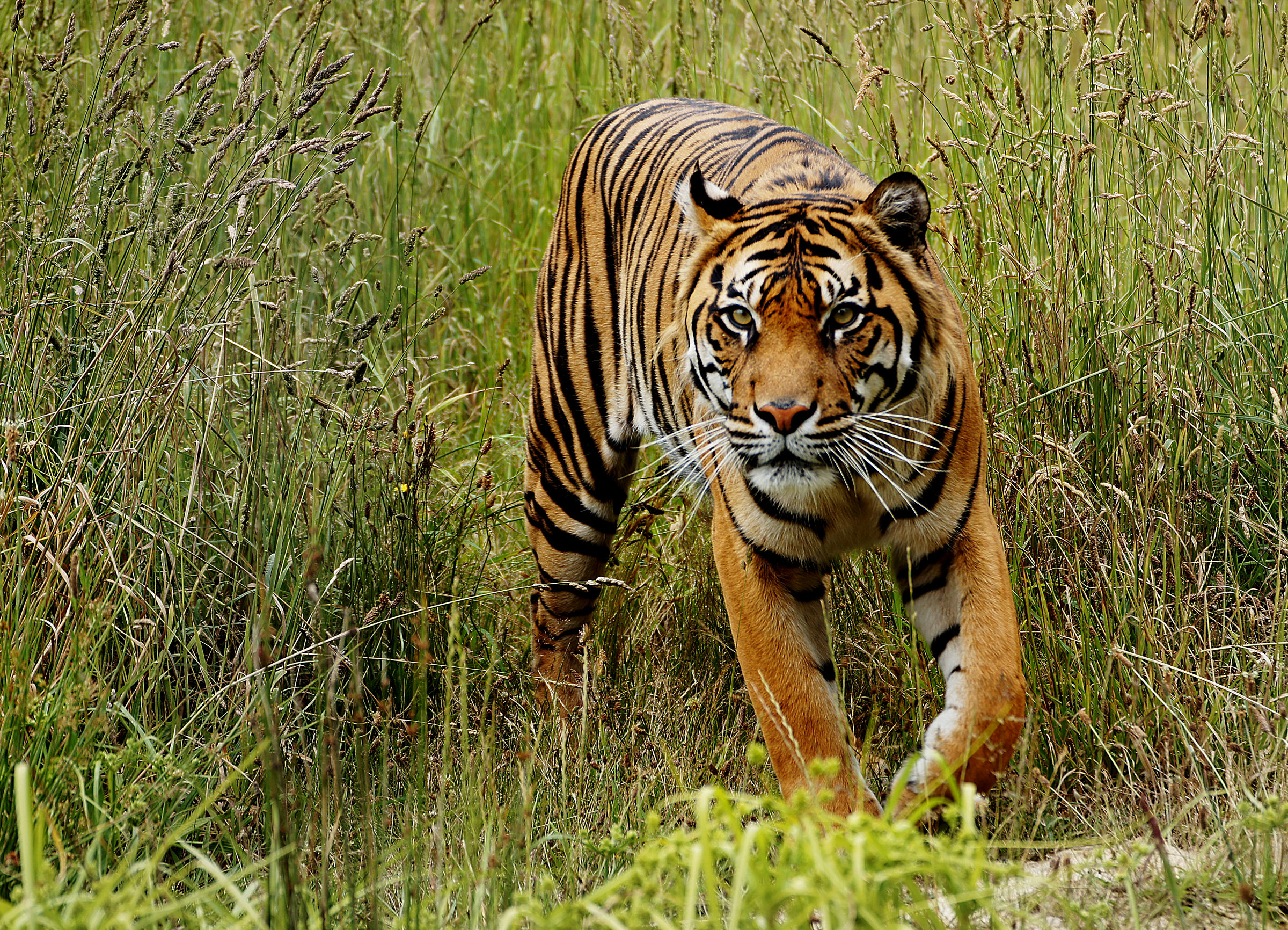
Phân loài hổ Sumatra đang gặp nguy cấp và có nguy cơ tuyệt chủng như người anh em của nó là hổ Bali và hổ Java

Bảo tồn loài hổ (Tiger conservation) là việc thực hiện các giải pháp, hành động để bảo tồn, giải cứu loài hổ, ngăn chặn tình trạng loài hổ đang có nguy cơ tuyệt chủng và biến mất vĩnh viễn khỏi địa cầu. Số lượng hổ trên thế giới giảm 95% trong vòng 100 năm qua. Tương lai của những con còn sống bị đe dọa bởi nạn săn trộm, tình trạng phá rừng và biến đổi khí hậu. Những mối đe dọa với đời sống của hổ hoang dã trở nên rõ ràng và nguy hiểm, số lượng hổ trong tự nhiên ước tính chỉ còn khoảng 3.200 cá thể, giảm mạnh so với mức 100.000 năm 1900. Tình trạng săn bắn trộm và mất dần môi trường sống đã tác động đến loài động vật này.
Những nỗ lực ngăn chặn sự tuyệt chủng của loài hổ sẽ được đẩy mạnh trong năm 2010 sau khi Quỹ Bảo tồn Thiên nhiên Thế giới (WWF) đưa hổ vào vị trí hàng đầu trong danh sách những loài động vật bị đe dọa. Những nỗ lực ghi nhận được của cộng đồng quốc tế có thể kể đến là những cam kết và ủng hộ của một số quốc gia về bảo vệ hổ, sự thống nhất về Ngày Quốc tế Hổ như là một biểu tượng, việc thành lập các Dự án hổ, cũng như thành lập khác khu vực bảo tồn hổ ở một số nơi tại các quốc gia. Từ năm 2008 đến nay có hàng trăm vụ buôn bán trái phép hổ được phát hiện và xử lý.

## Tổng quan

### Số lượng
Loài hổ một thời đi lang thang xuyên suốt khu vực Châu Á đến tận Siberia, hổ có chín phân loài khác nhau, chúng sinh sống suốt từ Đông Pakistan, khắp vùng Đông Nam Á, cho đến các khu rừng Bắc Siberia, số lượng của chúng ước tính đến thế kỷ 19 (vào những năm 1900) là 10.000 con trên toàn thế giới. Nhưng loài hổ hiện nay đang bị đe dọa do nạn săn bắt và buôn bán trái phép, quần thể hổ hoang dã còn bị suy giảm do mất môi trường sống và suy giảm nguồn thức ăn. Số lượng loài hổ hoang dã trên toàn cầu đã bị suy giảm nhanh chóng với một số phân loài đã bị tuyệt chủng. Trong số 9 phân loài của hổ, có 4 phân loài đã biến mất vào thế kỷ 20, đó là các loài hổ Java, hổ Bali, hổ Hoa Nam và hổ Caspi. 

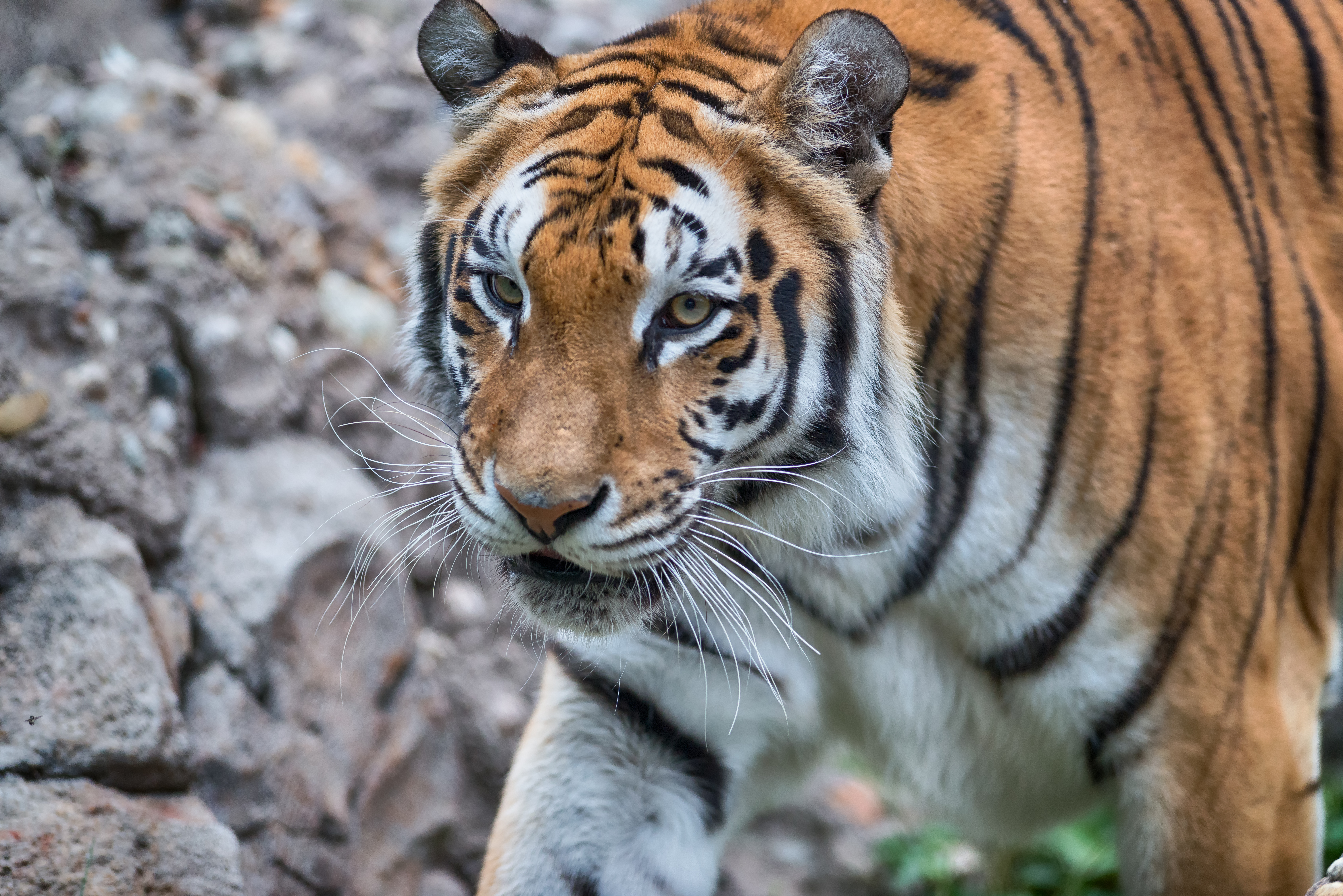
Trên thế giới hiện nay, tổng số cá thể hổ trong tự nhiên chỉ khoảng từ 3.000-3.500 con

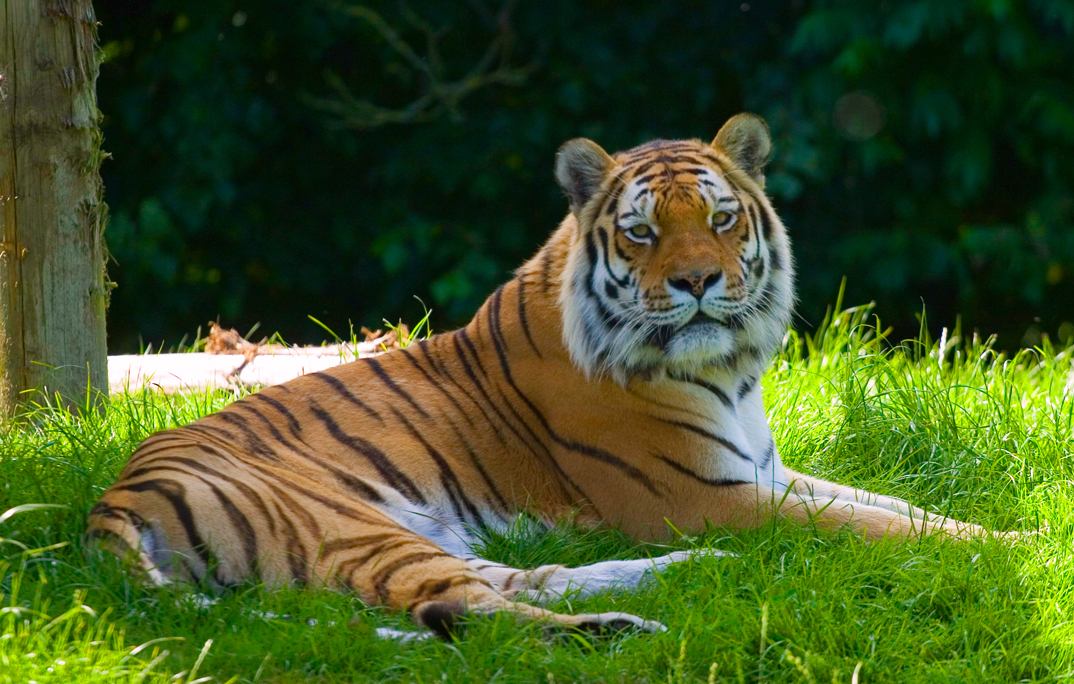
Một con hổ tại vườn bách thú tại Anh

Về số lượng các loài hổ còn tồn tại trên thế giới, có nhiều con số thống kê ước tính khác nhau, dao động từ khoảng 3.000 đến dưới 4.000 con hổ được cho là còn sống trong tự nhiên và so với trước đây là 10.000 cá thể. Ngày nay, hổ chỉ còn tồn tại rải rác trên khoảng 7% lãnh thổ mà trước kia chúng từng sống:
- Theo Liên minh Bảo tồn hổ quốc tế (ITC), chỉ còn khoảng 3.500 cá thể hổ hoang dã trên toàn cầu, trong đó được phân bố chủ yếu ở Ấn Độ, tổ chức này cho biết, trong 15 năm qua, quần thể hổ ở những quốc gia có hổ phân bố đã giảm đi nhanh chóng, từ 10.000 cá thể xuống còn 3.500 cá thể như hiện nay[5].
- Theo Quỹ Bảo tồn Thiên nhiên Thế giới (WWF) vào năm 2010, hiện nay chỉ còn khoảng 3.200 con hổ còn sống trên hành tinh, Số lượng hổ giảm tới 95% trong vòng một thế kỷ qua, WWF đưa hổ vào vị trí hàng đầu trong danh sách những loài động vật bị đe dọa[6].
- Theo báo cáo thống kê tại Hội nghị Thượng đỉnh về hổ năm 2010 tại Nga cho biết trên thế giới tổng số hổ hiện còn trong hoang dã được thống kê là 3.200 con. Cách đây một thế kỷ số này là 100 ngàn con[3][7]. Ngoài Nga, có 12 quốc gia còn có số hổ hoang dã khá mỏng gồm Bangladesh, Bhutan, Kampuchia, Trung Quốc, Ấn Độ, Indonesia, Lào, Malaysia, Miến Điện, Nepal, Thái Lan và Việt Nam[3].
- Theo Hiệp hội Bảo tồn động vật hoang dã (WCS, Mỹ) và Đại học Cambridge (Anh), số lượng hổ trên thế giới hiện còn chưa đầy 3.500 con, trong đó chỉ có khoảng 1.000 hổ cái trưởng thành, cũng theo hiệp hội này, hổ là loài nguy cấp do bị đe dọa nghiêm trọng bởi nạn săn bắn trộm, phá hủy môi trường sống và khan hiếm thức ăn[8].
- Theo Tổ chức bảo tồn Panthera và Các chương trình châu Á của Hiệp hội Bảo tồn Thiên nhiên hiện nay số lượng hổ trong tự nhiên chỉ còn khoảng gần 3.000 con, trong khi cách đây một thế kỷ khoảng 100.000 con hổ trên thế giới[9].
- Theo Cơ quan điều tra Môi trường (EIA) tại London, chỉ còn lại chưa đến 4.000 con hổ tồn tại trong tự nhiên, trong khi săn bắt trộm tại Ấn Độ đang ở mức cao nhất trong vòng 15 năm qua[10].
- Theo thông tin của Giám đốc về loài của WWF-Greater Me Kong thì số lượng hổ còn lại tại 13 quốc gia có hổ thì đến năm 2015 chỉ còn 3.890 con[11].
- Theo công bố tại Diễn đàn Hổ toàn cầu (GTF) diễn ra ở New Delhi của Ấn Độ vào tháng 4 năm 2016, số lượng cá thể hổ còn sống trên khắp thế giới hiện nay là 3.890 con[12].

Các nhà bảo vệ môi trường cho biết chỉ còn vài ngàn con hổ sống ở nơi hoang dã, khó có thể hy vọng đến năm 2022, số lượng hổ toàn cầu đạt trên 6.000 cá thể. Số đang bị nhốt giữ nhiều hơn số này rất nhiều. Quỹ WWF cho rằng nếu không có hành động thì đến năm 2022 sẽ không còn một con hổ hoang nào cả. Hổ đã tuyệt chủng hoàn toàn trong tự nhiên tại Campuchia, Lào và Việt Nam, trong khi chỉ còn lại khoảng 50 con tại Trung Quốc.
Hàng nghìn con khác được cho rằng bị bắt giữ trên khắp Đông Nam Á. Khoảng 5.000–6.000 bị nhốt trong khoảng 200 trung tâm nuôi giống tại Trung Quốc. Trong khi chỉ còn chưa tới 4.000 con tồn tại trong tự nhiên, kém xa số lượng bị nuôi nhốt trong các trang trại, sở thú. Các bộ phận cơ thể của khoảng 1.600 cá thể hổ đã bị các nước châu Á bắt giữ trong giai đoạn 2000-2014. Rất khó để biết được đâu là bộ phận cơ thể hổ hoang dã, đâu là từ hổ nuôi nhốt, nhưng không thể tất cả đều là hổ hoang dã.

### Nuôi nhốt

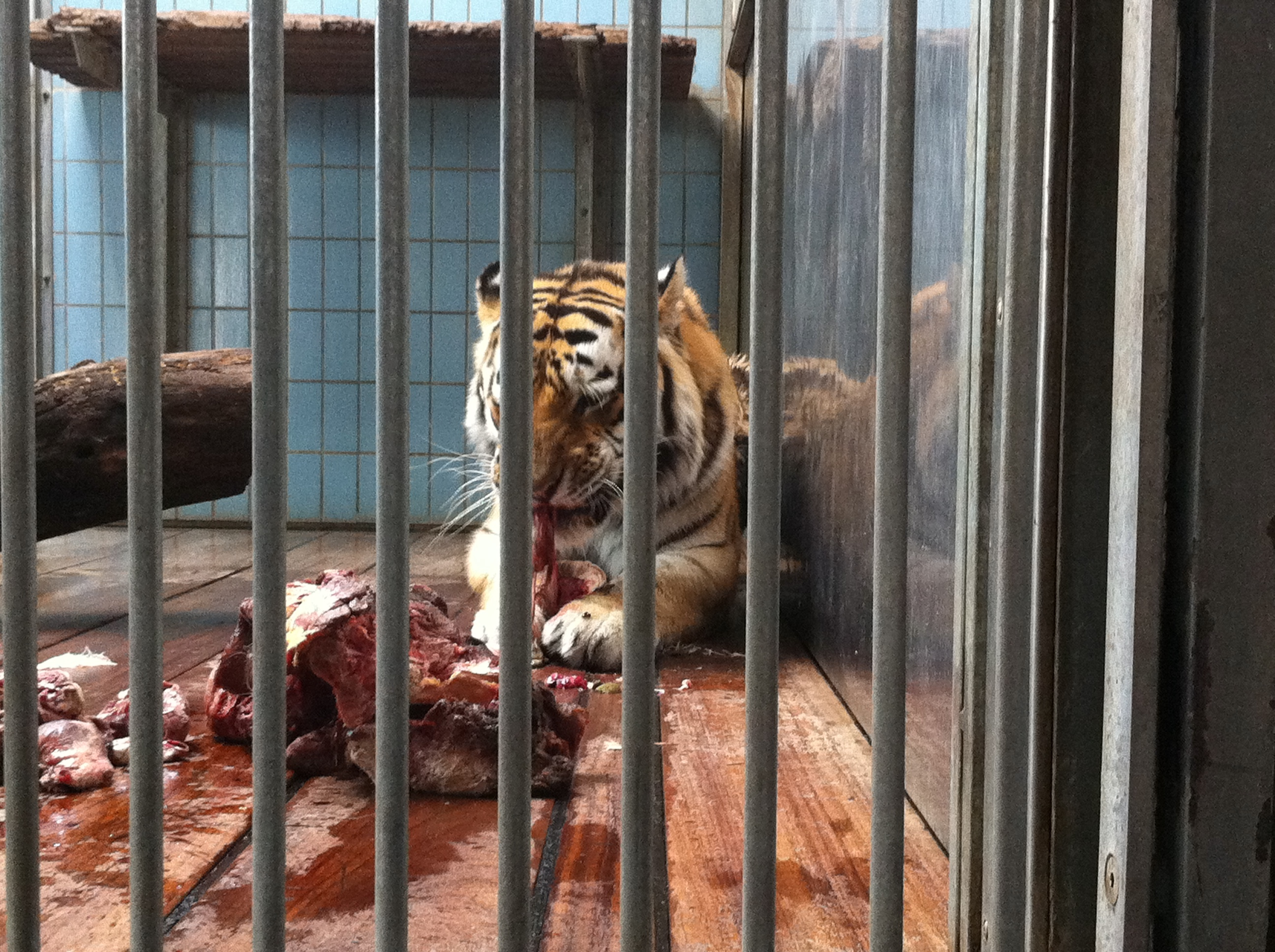
Một con hổ được nuôi nhốt

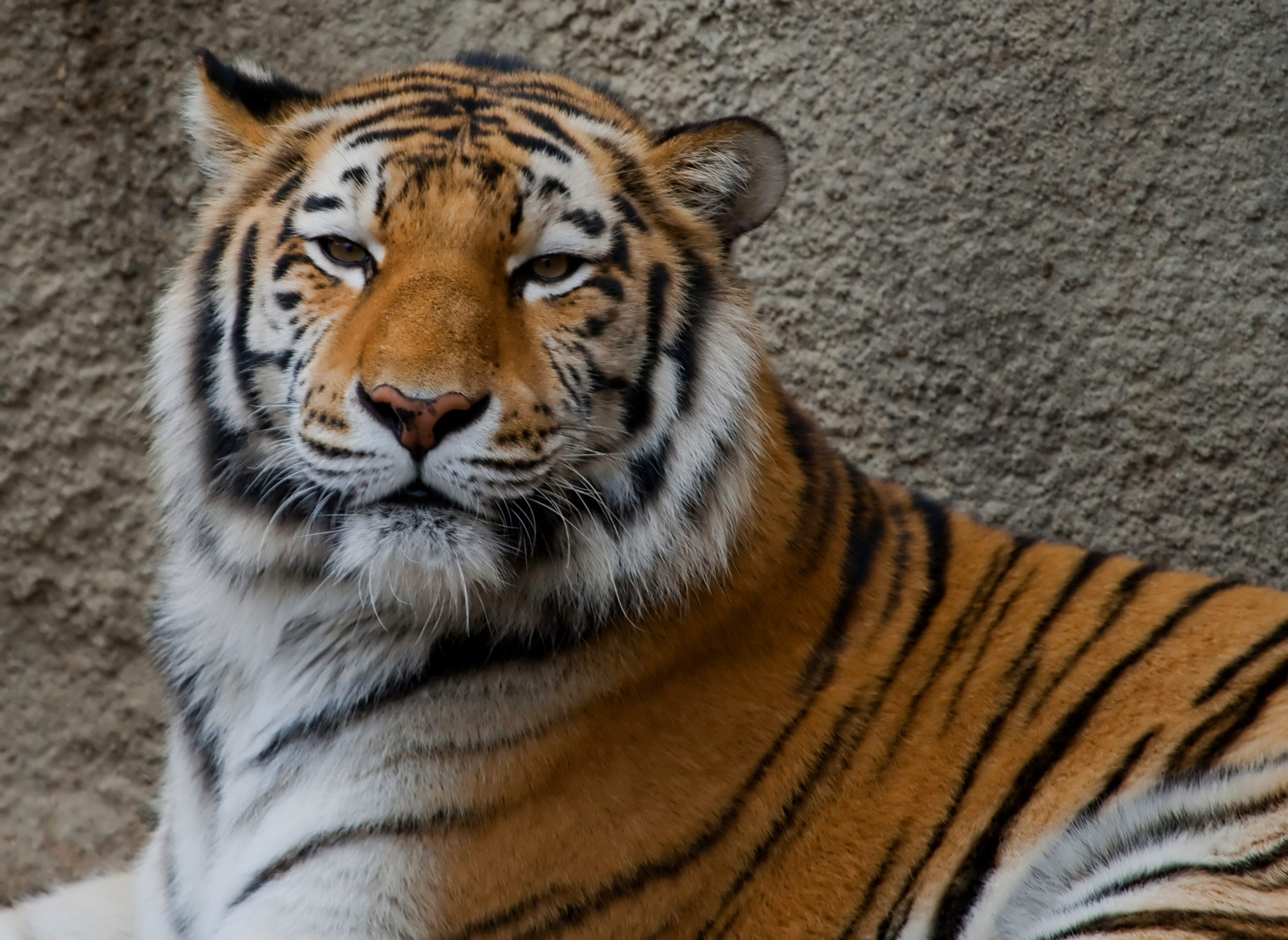
Một con hổ nuôi nhốt ở Mỹ

Hiện có hơn 5.000 con hổ đang bị nuôi nhốt tại Trung Quốc và khoảng 1.450 con tại Thái Lan, 400 con tại Lào (nuôi hổ tại Lào rồi chuyển qua Nghệ An). Ngoài ra, còn có nhiều vườn thú tư nhân và những cá nhân tự nuôi hổ tại các nước, chủ yếu tập trung tại châu Á. Trong thập kỷ qua, hoạt động nuôi nhốt hổ đã phát triển nhanh chóng và là một ngành có lợi nhuận cao, núp dưới vỏ bọc bảo tồn. Sự tồn tại của những trại như vậy đang làm gia tăng nhu cầu đối với các mặt hàng xa xỉ cũng như các loại thuốc đông y cổ truyền của Trung Quốc, gây nguy hại cho số ít những cá thể hổ hoang dã còn lại.
Các trại nuôi đang phát triển mạnh cả về số lượng và quy mô, trong bối cảnh nhu cầu trên thị trường đối với xương và các bộ phận cơ thể hổ tăng nhanh, trong khi lượng hổ trong tự nhiên giảm mạnh. Chủ các trại thường tuyên bố họ đang nâng cao nhận thức của mọi người về tình cảnh của hổ, và nói rằng những con vật được nuôi nhốt sẽ được đưa trở lại tự nhiên. Những cơ sở nuôi hổ đó chỉ vì lợi nhuận, và hầu hết bị tình nghi liên quan đến hoạt động mua bán phi pháp các bộ phận cơ thể hổ. Những nơi như vậy cất trữ lượng lớn các bộ phận cơ thể hổ trong các kho đông lạnh. Những nơi được xem là bảo tồn hổ lại đang bí mật bán các bộ phận cơ thể của chúng ra chợ đen để thu lợi lớn.
Nhiều chủ trang trại nuôi hổ có liên quan trực tiếp đến việc cung cấp hổ cho đường dây buôn bán hổ trái phép, nhiều trại hổ khác bị tình nghi là có liên quan đến các hoạt động trái phép liên quan đến hổ. Rất nhiều trong số hàng trăm bộ phận cơ thể hổ bị thu giữ tại châu Á từ những con vật nuôi nhốt, nhiều quốc gia, trong đó có Thái Lan, cho biết các biện pháp được triển khai để ngăn chặn những hoạt động buôn bán phi pháp. Bất chấp các lệnh cấm được quốc tế áp đặt đối với hoạt động buôn bán này, những tuyến biên giới lỏng lẻo giữa Thái Lan, Myanmar, Lào và Trung Quốc giúp những kẻ buôn lậu dễ dàng tuồn các loài động vật. Một khi các bộ phận cơ thể hổ được đưa tới Trung Quốc, món lợi những kẻ buôn bán thu được là rất lớn.
Bất chấp một hiệp ước quốc tế được ký năm 2007, cấm việc nuôi hổ để lấy các bộ phận buôn bán và trang trại nuôi hổ phải bị đóng cửa, thực tế lại đang diễn ra theo chiều ngược lại. Hoạt động buôn bán các bộ phận cơ thể hổ nuôi nhốt vẫn gia tăng, trong khi nhu cầu trên chợ đen đối với hổ hoang dã ngày càng cao lên. Hơn 5.000 con hổ đang sống trong các chuồng cọp tại các "trang trại hổ" ở Trung Quốc. Việc mua bán các bộ phận cơ thể của hổ bị cấm trên toàn thế giới, nhưng những chủ sở hữu các "trang trại" này không đóng cửa trang trại với hy vọng lệnh cấm sẽ được dỡ bỏ.
Các trại nuôi hổ không giúp ích gì cho việc bảo tồn hổ hoang dã mà việc buôn bán các sản phẩm dù hợp pháp hay phi pháp từ các cơ sở đáng sợ này đều đang kích thích nhu cầu thị trường, làm gia tăng hoạt động săn bắt trộm, dẫn tới sự tuyệt chủng của hổ hoang dã. Các nhà hoạt động bảo vệ động vật hy vọng rằng vụ bê bối tại ngôi đền ở Kanchanaburi (Chùa Hổ) tại Thái Lan sẽ có giá trị cảnh tỉnh. Nhưng để chấm dứt hoạt động buôn bán một trong những loài động vật oai vệ nhất thế giới cần phải có một cuộc cách mạng văn hóa khác tại Trung Quốc.

## Nguyên nhân

### Tổng quát

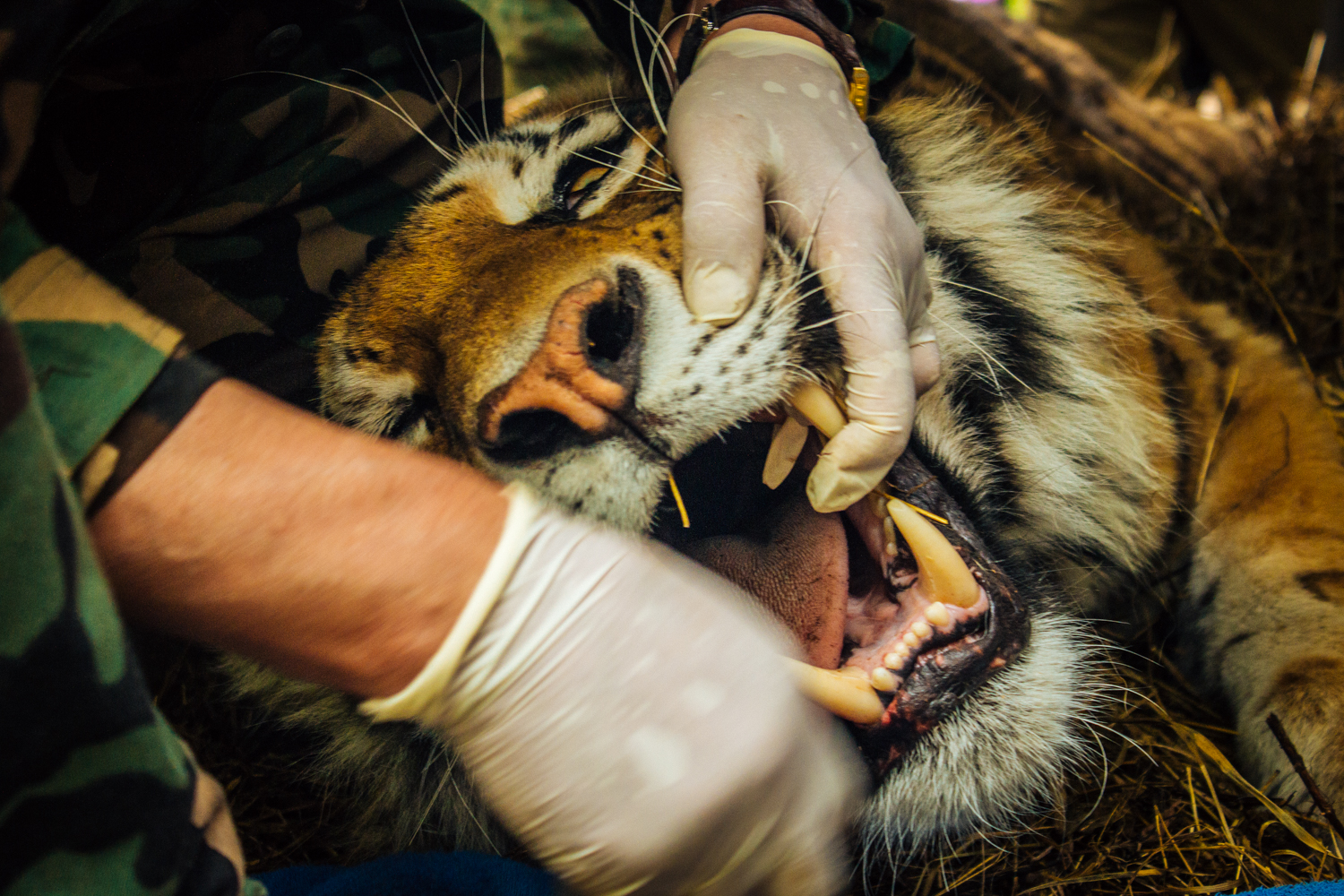
Một con hổ đang bị bắn gây mê

Một trong những nguyên nhân gây nên tình trạng suy giảm số lượng hổ trầm trọng chính là do nạn săn bắn, buôn bán trái phép và sự xuy giảm sinh cảnh, nguồn thức ăn của loài hổ, trong đó, hiểm họa lớn nhất với hổ gồm hoạt động săn bắn và sự suy giảm của con mồi Những con hổ hoang dã hiện nay sống thành từng đàn nhỏ và phân bố ở những nơi biệt lập với thế giới bên ngoài. Tình trạng đó khiến chúng dễ mất mạng bởi hoạt động săn trộm và sự suy giảm của con mồi.
Số lượng hổ giảm mạnh trong thế kỷ qua do nhiều hoạt động của con người. Da hổ được coi là món hàng quý giá tại nhiều quốc gia, do đó, những kẻ săn trộm ráo riết săn lùng hổ để lấy da. Nhiều người muốn mua các bộ phận khác trên cơ thể hổ để làm thuốc. Những kẻ săn trộm cũng hạ sát nhiều loài động vật vốn là con mồi của hổ như hươu, nai, hoẵng, lợn rừng, dê rừng. Tình trạng đó khiến nguồn cung cấp thức ăn của chúng giảm, buộc chúng phải tấn công gia súc của nông dân để có cái ăn dẫn đến xung đột giữa con người và hổ hoang dã.
Một trở ngại chính khác đối với việc phục hồi loài hổ là tình trạng loài hổ đã mất dần môi trường sống do các nông dân lấy đất để canh tác và các cánh rừng đã bị chặt phá để làm đường, xây đập và khai thác mỏ. Diện tích rừng ngày càng thu hẹp do con người phá rừng để sản xuất nông nghiệp và làm đường do đó, hổ đang bị dồn vào những khu rừng nhỏ hơn, nơi số phận của chúng trở nên mong manh hơn. Biến đổi khí hậu cũng là một hiểm họa với hổ ví dụ như ở rừng đước khổng lồ thuộc quần đảo Sunderbans (kéo dài từ Ấn Độ tới Bangladesh) là nơi sinh sống 70% loài hổ Bengal. Nhưng trong vòng 50 năm tới, 70% diện tích rừng đước có thể biến mất do nước biển dâng.

### Đông y

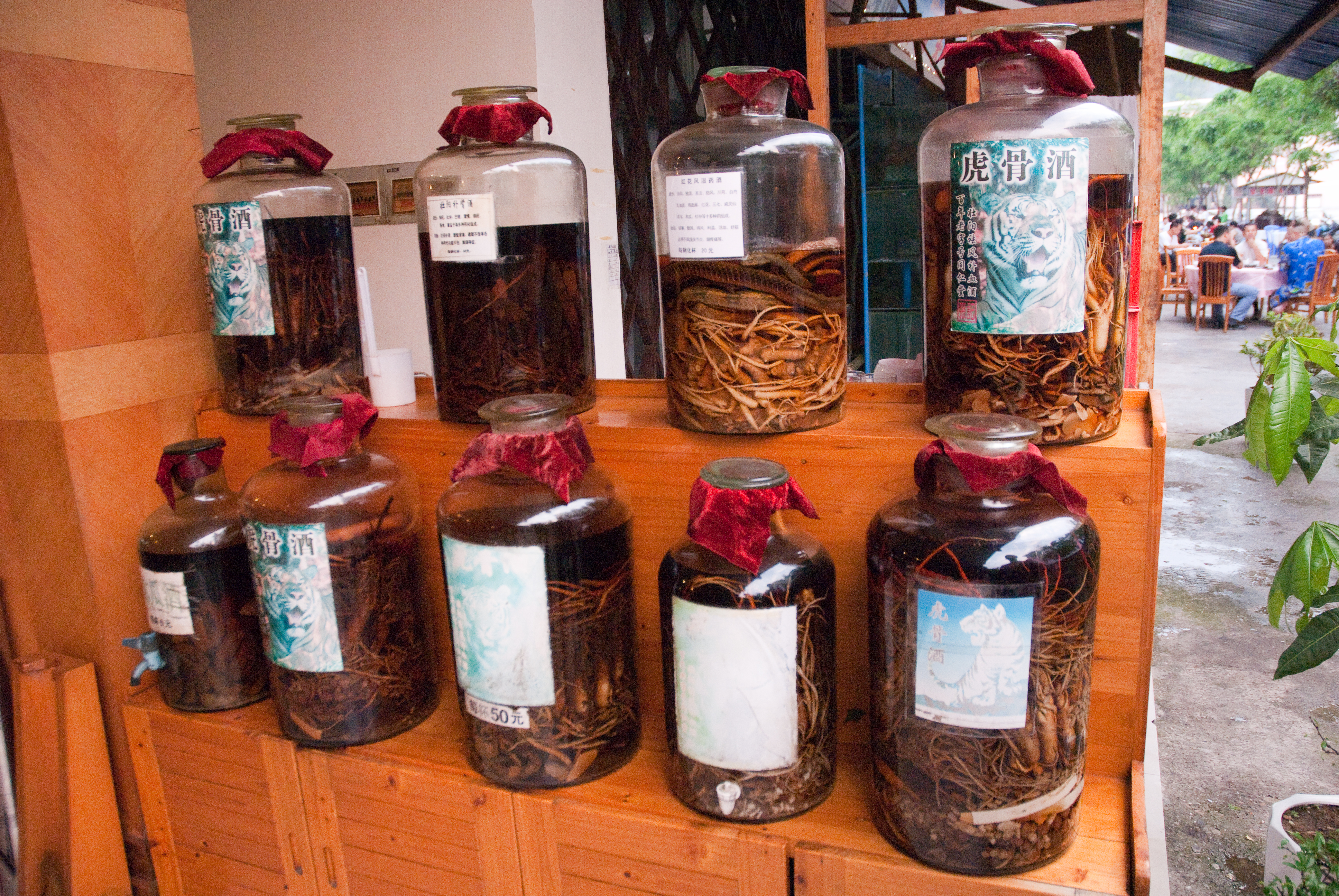
Rượu cao hổ cốt được bày bán ở Miến Điện

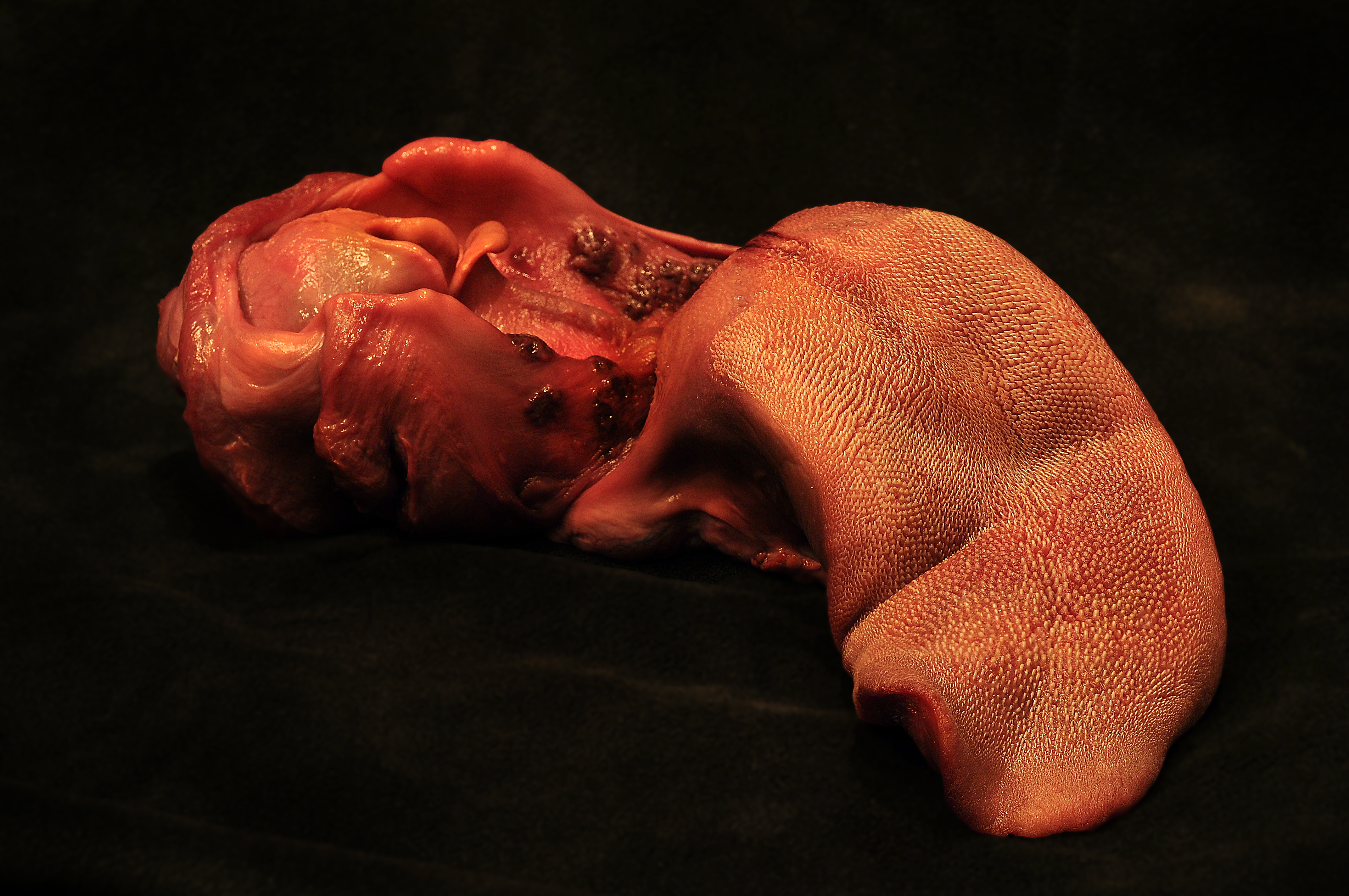
Một chiếc lưỡi hổ tươi sống

Một quan ngại của giới bảo vệ môi trường trong hoạt động bảo tồn loài hổ đó là quan niện của nhiều người Phương Đông sử dụng các sản phẩm chế tạo từ hổ như là thuốc bổ dưỡng tốt cho sức khoẻ. Tất cả các bộ phận của hổ đều được coi là có giá trị về mặt y học, từ thịt, xương (cao hổ cốt), da, vuốt hổ và thậm chí là pín hổ. Suốt nhiều thập kỷ, các bộ phận cơ thể hổ được sử dụng trong các loại thuốc Đông y, khiến giao dịch chợ đen rất phát triển. Các bộ phận của hổ được sử dụng làm dược liệu hoặc ngâm rượu.
Riêng Việt Nam, nhu cầu sử dụng cao hổ để chữa bệnh lại chính là mối đe dọa chủ yếu đối với loài hổ, xương hổ được nấu cùng với xương của động vật khác (thường là sơn dương) cho tới khi đặc lại thành dạng cao. Ở Trung Quốc, nhiều bộ phận cơ thể khác nhau của hổ từ xương cho tới râu bị sử dụng trái phép để sản xuất các loại giả dược, chủ yếu dành cho việc điều trị các vấn đề về tình dục. Lâu nay cao hổ cốt là một mặt hàng đắt tiền mà những người giàu có ở Châu Á rất chuộng. Chính vì giá trị của những loại cao hổ đã khiến cho hoạt động săn bắt hổ trái phép vẫn tiếp diễn nhất là loài hổ Amur sinh sống ở khu vực giữa hai nước Nga và Trung Quốc.
Người ta thường cho rằng việc chế biến những loại thuốc cổ truyền của Trung Quốc là nguyên nhân dẫn tới nhu cầu tăng, tuy nhiên trên thực tế thì đây chỉ là một trong những nhu cầu về các sản phẩm từ hổ. Kể từ năm 1993 khi Trung Quốc thực hiện một lệnh cấm bán các sản phẩm liên quan tới loài hổ thì nhu cầu này đã giảm xuống. Xu hướng đang gia tăng nhanh chóng là việc sử dụng xương hổ để nấu cao và cả thịt hổ (hổ nhục), hai thứ là biểu tượng cho đẳng cấp xã hội. Một nghiên cứu tiến hành tại Trung Quốc năm 2007 có đến hơn 40% những người được hỏi có dùng những loại sản phẩm chế xuất từ hổ, trong đó có cao hổ cốt, còn 80% những người được hỏi biết rằng sử dụng những loại sản phẩm làm từ hổ là bất hợp pháp, có nhiều người vẫn sử dụng và tin vào công dụng chữa trị của chúng.
Mặc dù cho đến nay chưa có nghiên cứu khoa học nào chứng minh hổ cốt có hiệu quả trong việc điều trị bệnh, nhưng nhận thức cố hữu của nhiều người dân vẫn coi đây là một trong nhưng thần dược phương Đông, và không ít người sẵn sàng bỏ ra nhiều triệu đồng để mua cao hổ thay vì tìm kiếm những phương pháp chữa bệnh hiện đại đã được khoa học kiểm chứng. Nhu cầu về xương và các bộ phận của hổ, cũng như làn sóng buôn bán hổ để sản xuất cao là mối đe dọa chính đối với loài động vật quý hiếm này, đẩy hổ ở Việt Nam và nhiều quốc gia khác nữa đến bờ vực tuyệt chủng. Để thỏa mãn nhu cầu của thị trường đối với các bộ phận cơ thể và sản phẩm dẫn xuất từ hổ, rất nhiều các trang trại nuôi nhốt hổ đã được hình thành.
Trung Quốc đã cấm sử dụng xương hổ từ năm 1993, nhưng nhu cầu đối với một số loại vẫn tiếp tục tăng, do nhiều người mua muốn chứng tỏ độ giàu có. Bộ da của một con hổ nuôi nhốt trưởng thành tại Trung Quốc có giá hơn 58.000 USD, giới nhà giàu Trung Quốc đang mua những tấm da để làm thảm và treo tường, uống rượu hổ có giá 500 USD/chai. Xương hổ có giá tương đương với vàng, và một bát súp pín hổ được tin là giúp tăng cường sinh lý ở nam giới có giá hơn 300 USD.Tại Trung Quốc chỉ còn khoảng 50 con hổ hoang dã, nhưng hai trại nuôi hổ lớn cùng nhiều trại nhỏ đang nuôi nhốt hợp pháp khoảng 5.000 con. Những con hổ càng hoang dã thì chúng được tin là càng tốt khi làm thuốc.

## Giải pháp
Để bảo tồn loài hổ, đã có nhiều giải pháp được đề ra, khuyến nghị từ tổng quát cho đến cụ thể, trong đó việc chung tay của các quốc gia thông qua các cam kết và việc hoàn thiện thể chế có ý nghĩa, các biện pháp giáo dục truyền thông đã được triển khai, nhiều khu bảo tồn đã được thiết lập, kinh phí cho việc bảo tồn cũng đã được đề xuất, tuy vậy, việc thực hiện vẫn còn những khó khăn, chông gai.

### Tổng quát

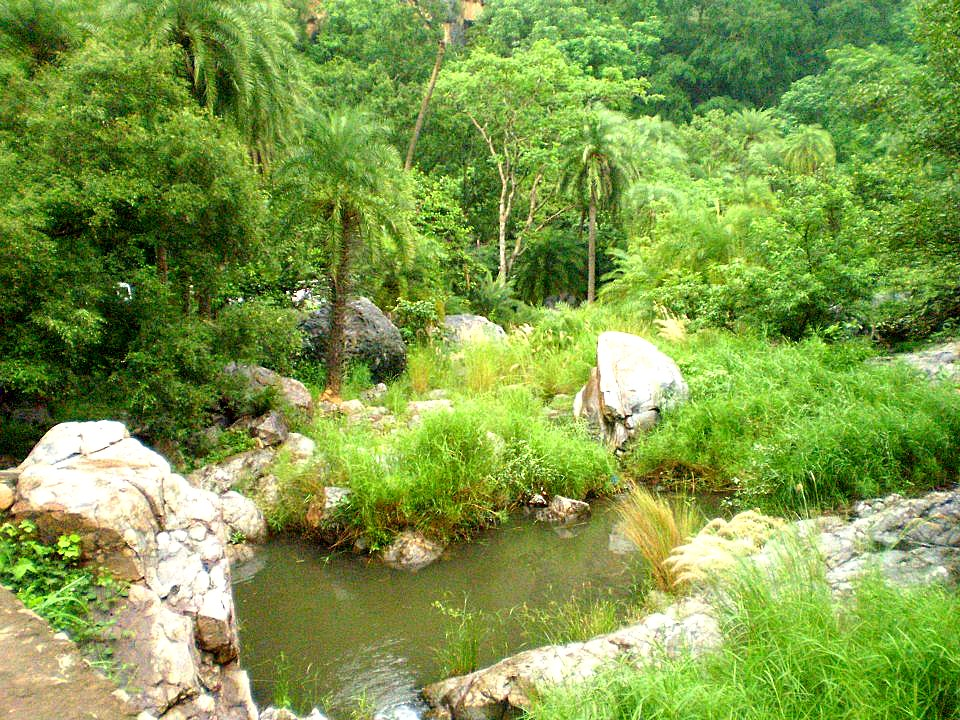
Khu bảo tồn hổ Sariska ở Ấn Độ

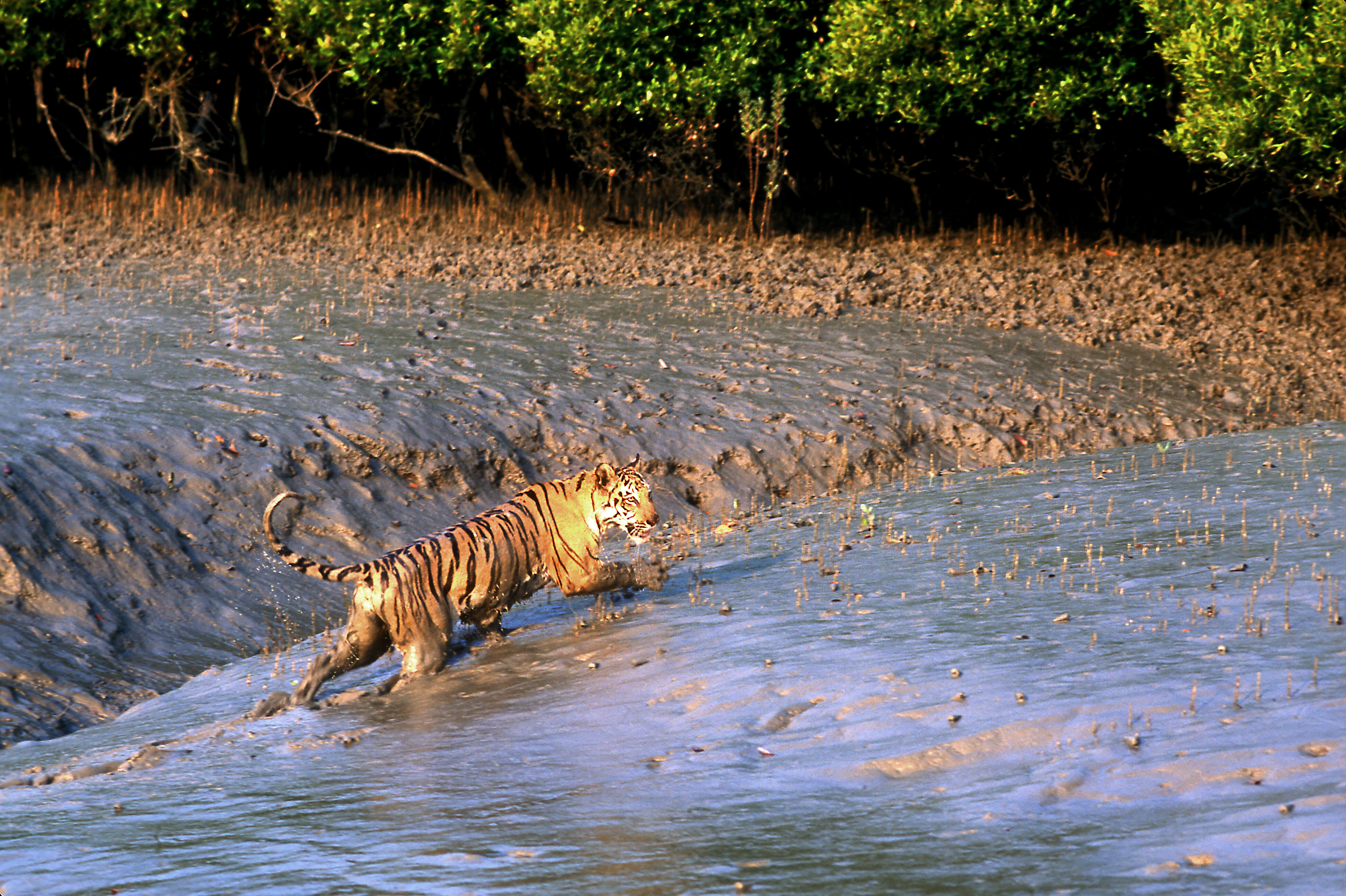
Một con hổ tại Sundaban của Ấn Độ

Tổ chức WWF khuyến cáo Chính phủ các quốc gia nằm trong vùng phân bố của loài hổ cần đẩy mạnh cam kết hỗ trợ và đầu tư cho các khu bảo tồn, nhất là khu bảo tồn hổ, trong đó có 3 hành động cần được triển khai sớm là việc xác định và mô tả các điểm cần ưu tiên bảo tồn nhất. Ngăn chặn nạn săn trộm hiệu quả; Đảm bảo các khu bảo tồn có đủ số lượng cán bộ vững vàng về nghiệp vụ, dày dạn về chuyên môn, đồng thời được trang bị một hệ thống giám sát hiện đại nhằm phục vụ tốt nhất cho công tác bảo tồn loài hổ. Các chính phủ các nước cần đóng vai trò tiên phong trong hành động này, bởi việc bảo tồn loài hổ không còn có thể đợi lâu hơn nữa.
Hiệp hội Bảo tồn động vật hoang dã (WCS, Mỹ) và Đại học Cambridge (Anh) đã tiến hành xác định 42 địa điểm ưu tiên trong cuộc chiến cứu nguy loài hổ thoát khỏi bờ vực tuyệt chủng. Đây là những khu vực bảo tồn hổ quan trọng trên thế giới thuộc các nước như Nga, Nepal, Bangladesh, Ấn Độ, Indonesia, Malaysia, Thái Lan và Lào là những nơi số lượng hổ chiếm 70% dân số hổ toàn cầu, việc giữ an toàn các địa điểm trên cho hổ và con của chúng phát triển là công việc khả thi. Mục tiêu lâu dài là bảo tồn mạng lưới cảnh quan rộng lớn của châu Á để giúp hổ tồn tại. Phân tích gen hổ giúp bảo tồn cũng là một giải pháp, các nhà khoa học Hàn Quốc lần đầu tiên đã tiến hành phân tích DNA của hổ trong một dự án nhằm giúp bảo tồn loài thú này.
Hổ là loài động vật hoang dã nguy cấp trên phạm vi toàn cầu, do đó các giải pháp về hoàn thiện pháp luật đã được đề ra ở cả góc độ pháp lý quốc tế lẫn pháp luật của từng quốc gia, tại nhiều quốc gia, hổ đã được pháp luật của các nước có hổ phân bố ngoài tự nhiên và Công ước về buôn bán quốc tế các loài động, thực vật hoang dã nguy cấp (CITES) bảo vệ. Các hoạt động buôn bán hổ cũng bị cấm kể từ năm 1987 theo Hiệp định về buôn bán quốc tế các loài động vật hoang dã nguy cấp, quý hiếm (CITES), trong đó sau nhiều lần dây dưa, Việt Nam cũng đã là thành viên từ năm 1994. Hiệp định này là một thỏa thuận quốc tế quy định các hoạt động mua bán động vật hoang dã đang có nguy cơ tuyệt chủng xuyên quốc gia.
Trong số các giải pháp này, các khoản ngân quỹ của Ngân hàng sẽ nhắm tới việc bảo tồn động vật hoang dã ở Nam Á với hy vọng sẽ xây dựng được một tổ chức chống tội phạm khu vực mạnh mẽ. Những con hổ được bán với giá hàng chục ngàn đôla trên thị trường chợ đen và phần lớn được bán ở Nam Á để lấy da, thịt và xương. Chương trình sẽ lập số liệu, chia sẻ thông tin và cũng sẽ được tích hợp các công nghệ khoa học kỹ thuật tốt và các tổ chức quốc tế như Interpol, Văn phòng Liên Hợp Quốc về Tội phạm và Ma túy, tức UNODC, cũng như Hiệp ước Quốc tế về Mua bán Động vật có nguy cơ Tuyệt chủng, CITES, và Ngân hàng Thế giới cùng phối hợp trong một cơ chế có phạm vi toàn cầu để giúp tăng cường hoạt động ngăn chặn ở những điểm nóng.

### Cam kết
Một nỗ lực phục hồi và bảo tồn loài hổ do các chính phủ, các tổ chức phát triển và các nhóm bảo tồn động vật đang giúp loài mèo khổng lồ này sinh sôi trở lại. Vào năm 2010, Cả 13 quốc gia có hổ đã nhóm họp ở St. Petersburg do Thủ tướng Nga là Putin chủ trì, đây là những nước duy nhất còn tồn tại loài hổ hoang dã. Diễn đàn về Bảo tồn Hổ Quốc tế ở St. Petersburg của Nga như Hội nghị thượng đỉnh lần đầu tiên bàn về một loài động vật duy nhất đã quy tụ các nhà lãnh đạo thế giới, các giới chức chính phủ và các đại diện của các tổ chức phát triển cũng như các tổ chức bảo tồn động vật phi lợi nhuận. Hội nghị Thượng đỉnh về hổ diễn ra từ ngày 21 đến 24 tháng 11 năm 2010, các nước này đã tập trung tại thành phố St. Petersburg của Nga. Mười ba quốc gia có hổ gồm Bangladesh, Bhutan, Campuchia, Trung Quốc, Ấn Độ, Indonesia, Lào, Malaysia, Myanmar, Nepal, Liên bang Nga, Thái-lan và Việt Nam đã tham gia Hội nghị này.

Đến nay hổ là động vật duy nhất là chủ đề của các chương trình hành động cấp quốc tế với tư cách là một loài đơn lẻ

Mỗi một nước trong số 13 nước này đã phát triển điều mà họ gọi là một chương trình quốc gia để phục hồi loài hổ. Và những chương trình đó đã được tổng hợp vào thành một tài liệu gọi là Chương trình Phục hồi Hổ Toàn cầu, trong đó đề ra những hoạt động mà mỗi một nước trong số 13 nước này cần tiến hành cũng như các hoạt động cần phải thực hiện xuyên biên giới, khu vực và toàn cầu. Vào ngày cuối cùng của Hội nghị, 24 tháng 11, phái đoàn các nước đã có cuộc họp ngắn để xác định những mốc thời gian cụ thể trong năm tới nhằm đạt được thảo thuận cuối cùng trong việc thực hiện và giám sát Chương trình phục hồi. Các nước này đã nhóm họp trong vòng sáu tháng tới thảo luận về nguồn tài chính để triển khai Chương trình phục hồi, đồng thời hoàn thiện kế hoạch tài trợ lâu dài, sau đó, các nhà lãnh đạo sẽ tiếp tục gặp mặt để tổng kết các hoạt động bảo tồn hổ trong năm 2011.
Hội nghị ở St. Petersburg là hội nghị quốc tế đầu tiên với mục tiêu cùng chung sức bảo tồn loài hổ trên thế giới thế giới, đó là một cuộc tập trung chưa từng có những nhà lãnh đạo quốc gia để đi đến quyết tâm gia tăng gấp đôi số hổ trong tự nhiên vào năm 2022, chưa hề bao giờ có được ủng hộ chính trị đối với việc bảo tồn một chủng loài đơn lẻ như thế này. Kết quả mà hội nghị thượng đỉnh đạt được là tất cả các nước này đã thông qua chương trình Phục hồi Hổ Toàn cầu, có nghĩa là giờ đây có tất cả các nguyên thủ của 13 nước tán đồng một kế hoạch duy nhất để tiến tới bảo tồn loài hổ. Kết quả là ngày quốc tế về bảo tồn hổ đã ra đời.
Các nhà lãnh đạo thế giới cũng đồng ý từ nay đến năm 2022 sẽ tăng gấp đôi số hổ so với hiện tại. Tuy nhiên ưu tiên trước mắt của họ là ngăn chặn tình trạng săn bắn trộm và buôn lậu hổ của những nhóm tội phạm có tổ chức . Những cam kết đóng góp quỹ ban đầu được đưa ra tại hội nghị sẽ giúp cho các hành động bảo tồn hổ được xúc tiến. Tuy nhiên cần phải huy động thêm nhiều nguồn quỹ nữa cho công tác này. Thỏa thuận cho Chương trình Khôi phục Hổ Toàn cầu ước tính các nước cần phải có 330 triệu đô la từ các nguồn tài trợ bên ngoài trong vòng năm năm tới mới có thể hoàn tất mục tiêu đề ra. Khoảng một phần ba nguồn quỹ này sẽ được tài trợ cho những kế hoạch ngăn chặn việc săn bắt hổ và những loài động vật thức ăn của hổ.

### Kinh phí
Các nhà khoa học ước tính tổng kinh phí hằng năm để quản lý 42 địa điểm bảo tồn hổ đạt hiệu quả là 82 triệu USD/năm, nhưng hiện chỉ có khoảng 47 triệu USD/năm được cam kết cấp vốn từ chính phủ các nước, các nhà tài trợ quốc tế và các nhóm bảo tồn. Tại một Hội nghị thượng đỉnh, để thúc đẩy Chương trình Bảo tồn Hổ Toàn cầu cần phải có tiền. Cam kết đóng góp 100 triệu đôla của Ngân hàng Thế giới và 83 triệu đôla của Quỹ Động vật Hoang dã Thế giới đã được loan báo tại hội nghị thượng đỉnh, nhưng cần phải có thêm tiền để trang trải cho khoản chi phí lên tới 350 triệu đôla trong 5 năm đầu tiên của kế hoạch 12 năm.

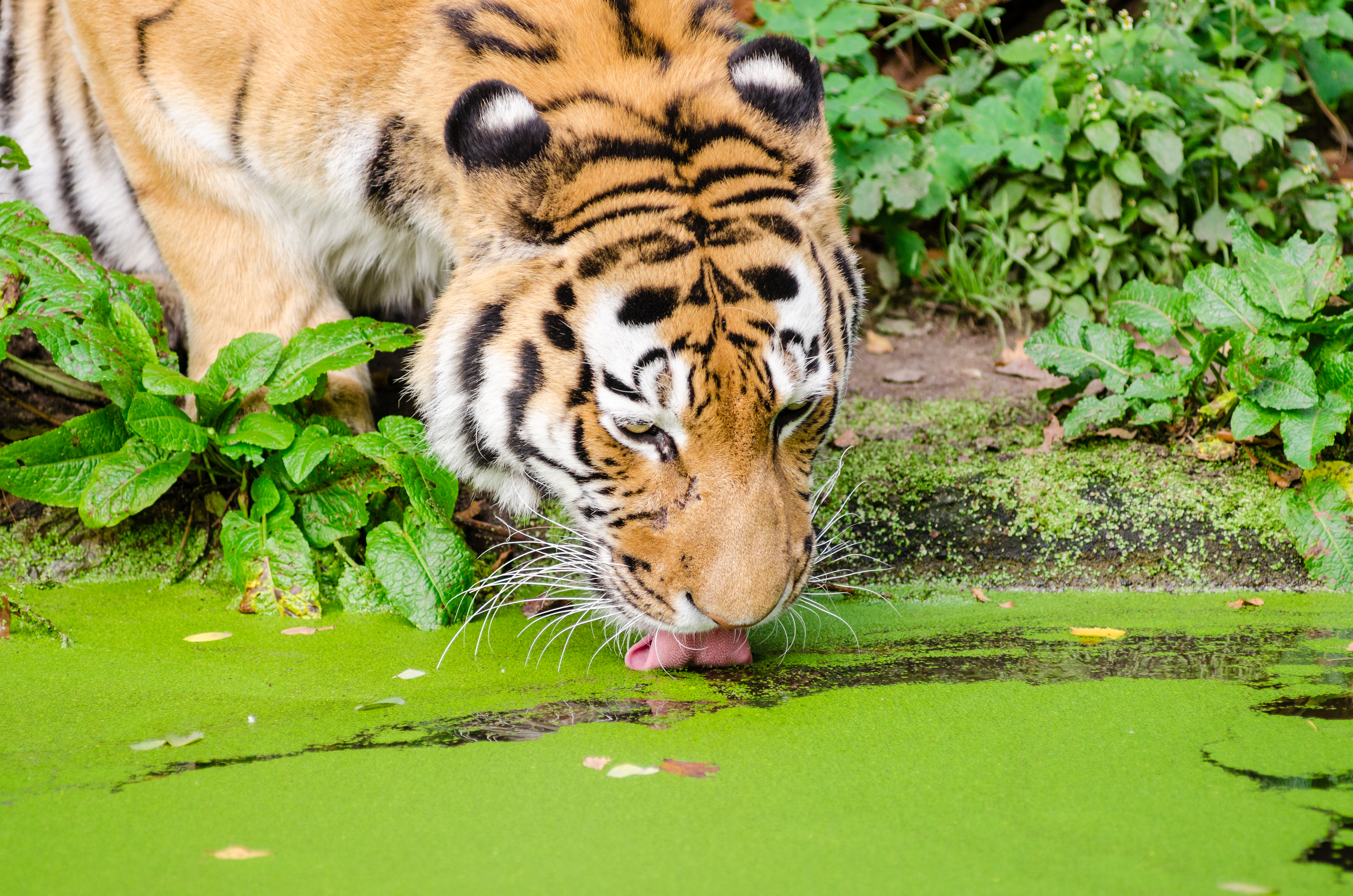
Bảo tồn hổ hoang dã đồng nghĩa phải bảo tồn sinh cảnh của chúng, điều này khá tốn kém, ước tính cần từ 82 triệu USD/năm

WWF từng cam kết sử dụng 50 triệu USD trong vòng 05 năm tới sau hội nghị cho công tác bảo tồn hổ, và đặt mục tiêu nâng con số đó lên 85 triệu USD và đồng thời công bố kế hoạch hỗ trợ các chính phủ có cam kết cứu loài hổ khỏi bờ tuyệt chủng. Ông Vladimir Putin cho biết chính phủ các nước đã thống nhất chi 127 triệu USD cho Chương trình phục hồi hổ toàn cầu. Ngân hàng Thế giới cũng đồng ý hỗ trợ một số chính phủ các khoản vay lớn, và Quỹ Môi trường Toàn cầu cam kết tài trợ không hoàn lại hàng triệu USD cho Chương trình.
Chương trình phục hồi hổ toàn cầu được xây dựng bởi các quốc gia có hổ ngoài tự nhiên. Chương trình đã lên chi tiết các hoạt động cần thiết nhằm cứu loài hổ sau nhiều thập kỷ bị săn bắn bất hợp pháp và phá huỷ môi trường sống của chúng. Phần lớn chi phí khởi động Chương trình do các quốc gia có hổ đề xuất, lấy từ nguồn ngân sách của chính các quốc gia đó, với sự hỗ trợ của Ngân hàng Thế giới, Quỹ Môi trường Toàn cầu và từ các tổ chức bảo tồn hoạt động tại các quốc gia đó như WWF. Tuy nhiên, ước tính chương trình cần thêm khoảng 350 triệu USD từ cộng đồng quốc tế để triển khai hoạt động.
Các nhà quản lý động vật hoang dã phải xem xét toàn bộ nền kinh tế và tìm giải pháp để khắc phục tình trạng môi trường sống của loài hổ đang bị phá vỡ, cần phải phối hợp với các bộ giao thông và các cơ quan lập kế hoạch cũng như bộ năng lượng, cần các nước xem xét bức tranh tổng thể của việc bảo tồn một môi trường bền vững và hiển nhiên hành động này không chỉ để cứu loài hổ mà còn giúp xem xét tới sự phát triển bền vững, bảo vệ rừng đầu nguồn, xem xét khả năng tích trữ cácbon ở những khu vực này.

### WWF

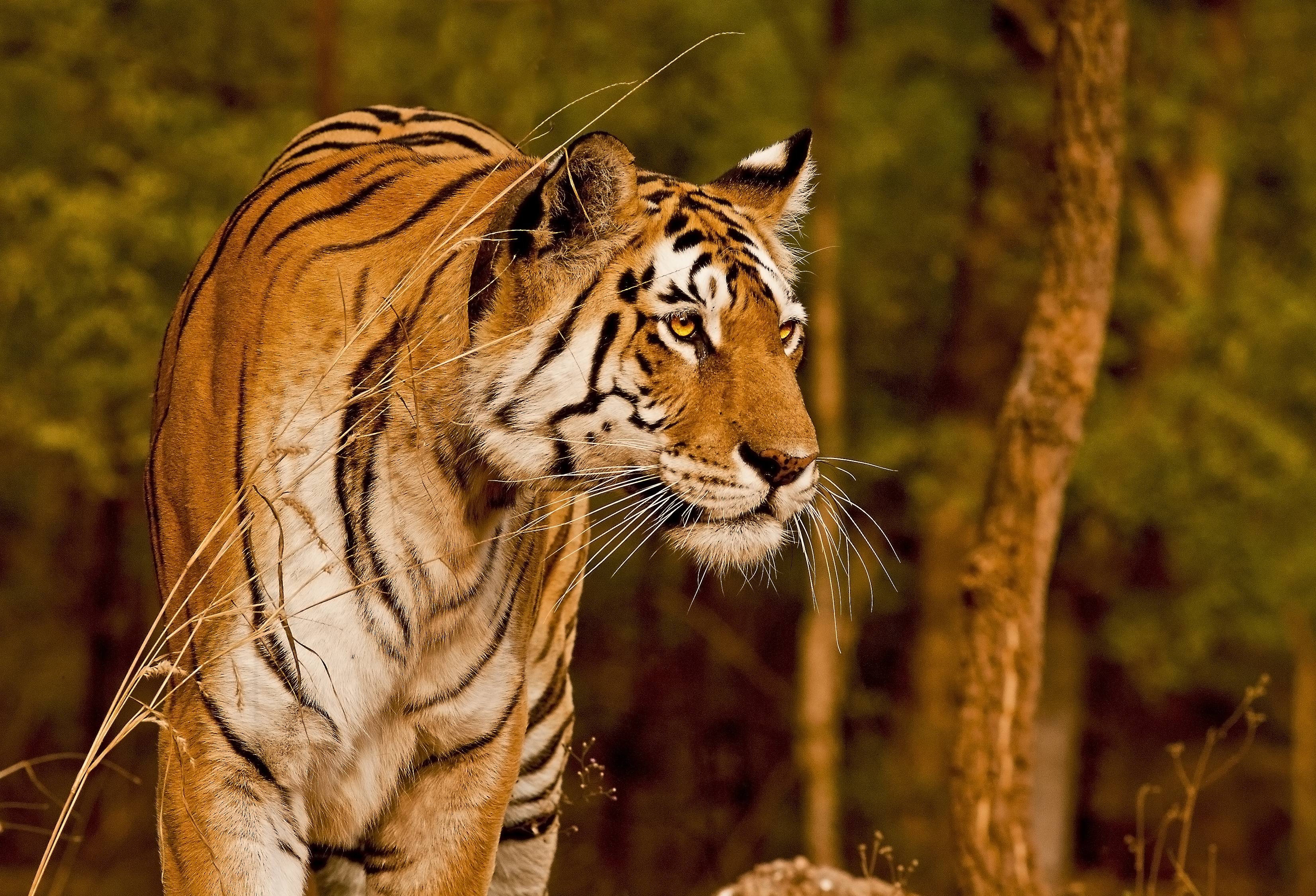
Quỹ Động vật Hoang dã Thế giới là tổ chức có sự quan tâm và đề ra các giải pháp bảo tồn loài

Chương trình về loài hổ của Quỹ Động vật Hoang dã Thế giới (WWF), một tổ chức đóng vai trò chủ chốt trong công tác bảo tồn loài hổ. Quỹ WWF cho biết, đánh giá sơ bộ thực hiện tại 63 khu bảo tồn thuộc 7 quốc gia có hổ thì chỉ có 22 khu bảo tồn (chiếm khoảng 35%) còn duy trì được những tiêu chuẩn bảo vệ tối thiểu mà WWF đã xây dựng, với thực trạng săn trộm đang đe dọa trực tiếp đến sự sống của các quần thể hổ trên thế giới thì hệ thống khu bảo tồn chính là phòng tuyến bảo vệ đầu tiên chống lại nạn săn trộm. Tuy nhiên, nếu nhìn vào kết quả đánh giá sơ bộ thì đây chưa phải nơi trú ẩn an toàn cho loài hổ.
WWF sẽ tăng cường hoạt động tuần tra và phối hợp với chính phủ các nước để ngăn chặn nạn săn bắn hổ và buôn bán trái phép các bộ phận của chúng. Việc tăng cường trách nhiệm của người dân trong việc quản lý rừng cũng sẽ được thúc đẩy. WWF sẽ đền bù thỏa đáng cho những nông dân bị mất gia súc bởi hổ để họ không tìm cách hạ sát chúng (nếu hổ vồ gia súc của nông dân thì những người nông dân này sẽ được bồi thường), theo WWF, nếu muốn cứu hổ, con người phải bảo vệ sinh cảnh sống của chúng. Nhưng sinh cảnh sống của hổ cũng là nơi cư trú của nhiều loài động vật khác, nếu có chiến lược đúng đắn và cứu được loài hổ, chúng ta cũng sẽ bảo vệ được nhiều loài đang bị đe dọa khác.

### Khó khăn
Quan điểm bảo tồn hổ còn có sự khác biệt, chưa thống nhất từ cấp độ quốc gia đến quốc tế. Ở cấp độ quốc tế, đa phần các quốc gia, các chuyên gia cho rằng việc gây nuôi sinh sản hổ không có lợi cho bảo tồn, mặt khác hoạt động này còn khuyến khích việc tiêu thụ, buôn bán hổ trái phép. Nhưng cũng có ý kiến cho rằng, việc nuôi hổ góp phần duy trì nguồn gen phục vụ tái thả tự nhiên đồng thời thỏa mãn nhu cầu của người tiêu dùng, từ đó giảm áp lực lên săn bắn trái phép. Đối với bảo tồn hổ tự nhiên, các chuyên gia quốc tế cho rằng, việc bảo tồn hổ là yếu tố quan trọng bảo tồn đa dạng sinh học nhưng cũng có ý kiến cho rằng, không nên tập trung vào bảo tồn một loài nhất định mà nên tiếp cận theo hướng bảo tồn đa dạng sinh học nói chung.

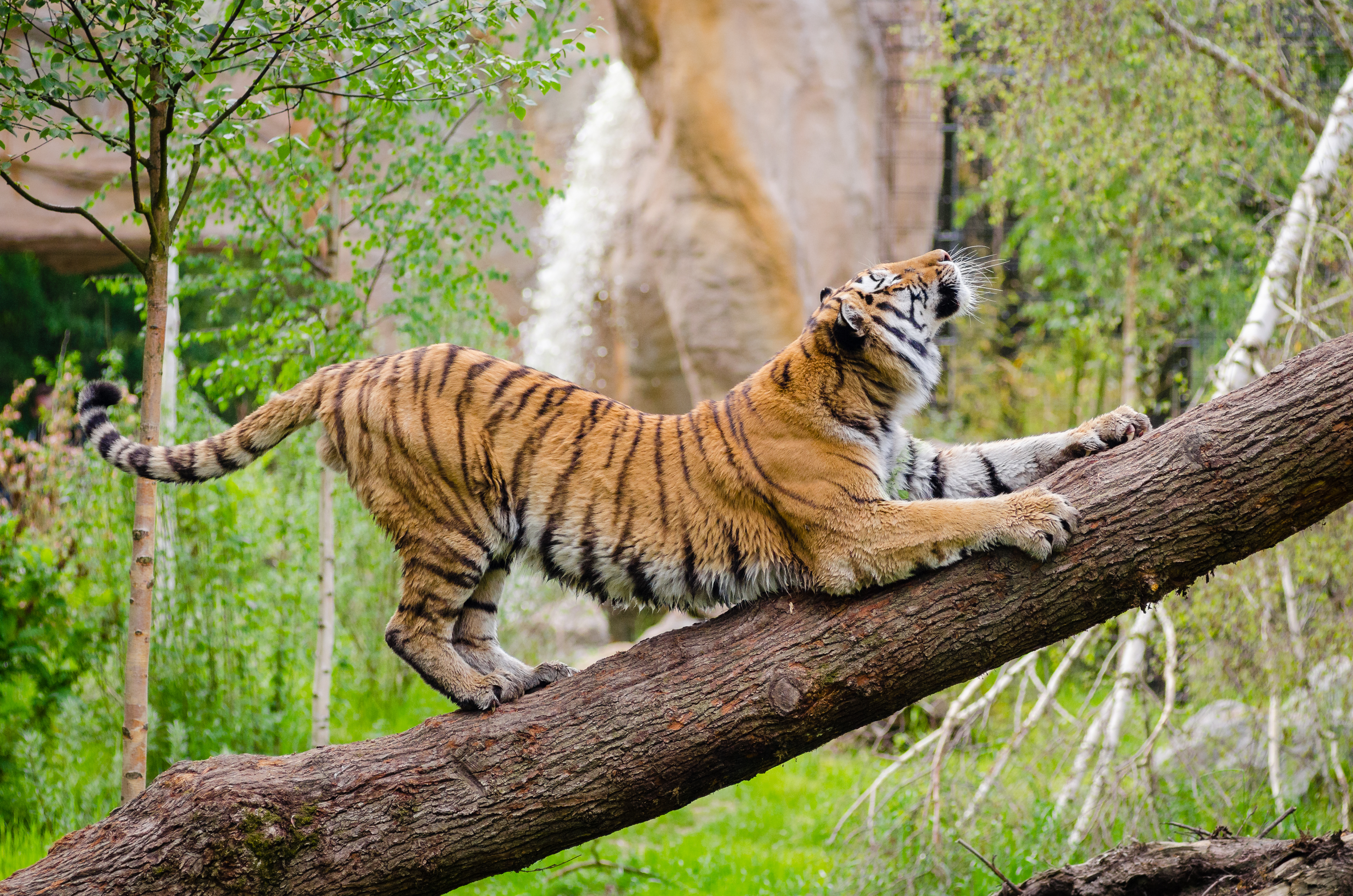
Hổ cần một sinh cảnh rộng lớn

Sự thiếu nguồn lực con người, tài chính, ưu tiên trong công tác bảo tồn loài, đặc biệt đối với hổ. Hiện chưa có một công trình nghiên cứu nào điều tra sâu về phân bố, tập tính, sinh thái của hổ trong tự nhiên tại từng khu vực, thiếu các nghiên cứu về bảo tồn ngoại vi, cứu hộ, tái thả hổ về tự nhiên. Việc chồng chéo trong quản lý, các văn bản quy phạm pháp luật còn thiếu các chế tài đủ mạnh, thiếu các quy định về tội phạm buôn bán hổ và các loài nguy cấp, quý hiếm.
Thiếu quy hoạch cho bảo tồn hổ, mặc dù hổ là loài biểu tượng của văn hóa và được thờ cúng ở nhiều nơi, và cũng là loài chỉ thị sức khỏe các hệ sinh thái nhiều khu rừng thuộc châu Á, nhưng hiện tại chưa có một khu bảo tồn loài cho hổ hay các khu được quy hoạch cho phục hồi hổ. Hoạt động truyền thông giáo dục, bảo tồn nói chung và hổ nói riêng thường chỉ được thực hiện đơn lẻ tại một khu vực nhất định, đối tượng nhất định và thiếu một chiến dịch dài hạn. Các chương trình bảo tồn loài, đa dạng sinh học hiện nay thường được xây dựng và tiến hành độc lập với các chương trình, dự án vùng đệm.
Cơ chế hợp tác liên ngành, hợp tác quốc tế còn lỏng lẻo, thiếu sự tham vấn, chia sẻ thông tin giữa các cơ quan thực thi pháp luật và cơ quan quản lý dẫn đến hiệu quả thực thi chưa cao, thiếu sự thuyết phục với cộng đồng quốc tế. Điều này thể hiện rõ qua Việt Nam là quốc gia nằm trong tuyến đường trung chuyển hổ, tuy nhiên các vụ bắt giữ lại không có sự liên lạc với các quốc gia láng giềng do đó, việc xác định các tổ chức, cá nhân liên quan đến buôn bán trái phép hổ rất khó khăn. Chưa có một khu bảo tồn liên biên giới được thiết lập. Dù Việt Nam đã ký các thỏa thuận hợp tác với Lào, Campuchia, Trung Quốc ở nhiều cấp độ khác nhau nhưng các thỏa thuận mới chỉ ở mức độ nguyên tắc chung mà thiếu các hoạt động triển khai trên thực địa.
Việc nuôi hổ rất tốn kém, chẳng hạn như qua vụ bắt giữ một cá thể hổ có trọng lượng 170 kg được nuôi nhốt trong chuồng sắt tại Nghệ An, cá thể hổ này bụng to nhưng có sức khỏe bình thường và khá hiền lành, hai cá thể hổ thu giữ được đơn vị bắt được nuôi vài ngày nhưng riêng tiền ăn bình quân của 2 cá thể hổ này gồm 2 kg thịt bò và một số chân bò, chân trâu để gặm. Mỗi ngày, phải ra chợ mua cho nó bình quân 4 kg thịt bò tươi và 1 kg thịt hoặc sườn lợn, không phải hôm nào chợ huyện cũng có thịt bò bán nên lúc đầu mua trữ để cất vào tủ lạnh cho nó ăn dần, nhưng khi đem thịt từ tủ lạnh ra xả đông để cho ăn, thì nó chỉ ngửi qua rồi chẳng ngó ngàng đến vì loài thú này chỉ ăn thịt động vật khi đang có mùi máu tươi nên cũng phải đi chợ tìm thịt bò tươi.
Tính bình quân chi phí cho con hổ này khoảng 500.000 đồng/ngày (bằng tiền mua thức ăn hằng ngày của đơn vị) nên chỉ giữ được một thời gian ngắn và 2 cá thể hổ buộc phải đưa ra gửi tại trang trại nuôi động vật hoang dã, một con nuôi tại vườn quốc gia, việc duy trì nuôi nhốt cá thể hổ này tăng thêm gánh nặng kinh phí cho đơn vị. Cứ tạm tính mỗi ngày chi cho cá thể hổ này 1 triệu đồng x 365 ngày thì mỗi năm sẽ phải chi cho nó trên dưới 365 triệu đồng. Nuôi dài dài từ năm này sang năm khác như thế thì số tiền nuôi hổ sẽ rất lớn. Nếu thả cá thể hổ này vào rừng cũng không dễ vì chúng nuôi nhốt từ nhỏ, nó không dữ tợn như hổ hoang dã, nên thả ra môi trường rừng tự nhiên để tự kiếm ăn thì nó chưa biết cách săn bắt mồi như thế nào, đó là chưa kể toàn bộ móng vuốt đã bị người nuôi cắt trụi, trong quá trình nuôi nhốt, cá thể hổ này đã được cho ăn thêm muối, nên chỉ cần rời khỏi môi trường nuôi nhốt vài ngày là nó sẽ thèm muối và quay về bản làng để tìm muối ăn thì chắc chắn sẽ bị người dân săn bắt hoặc giết hại.

## Trung Quốc

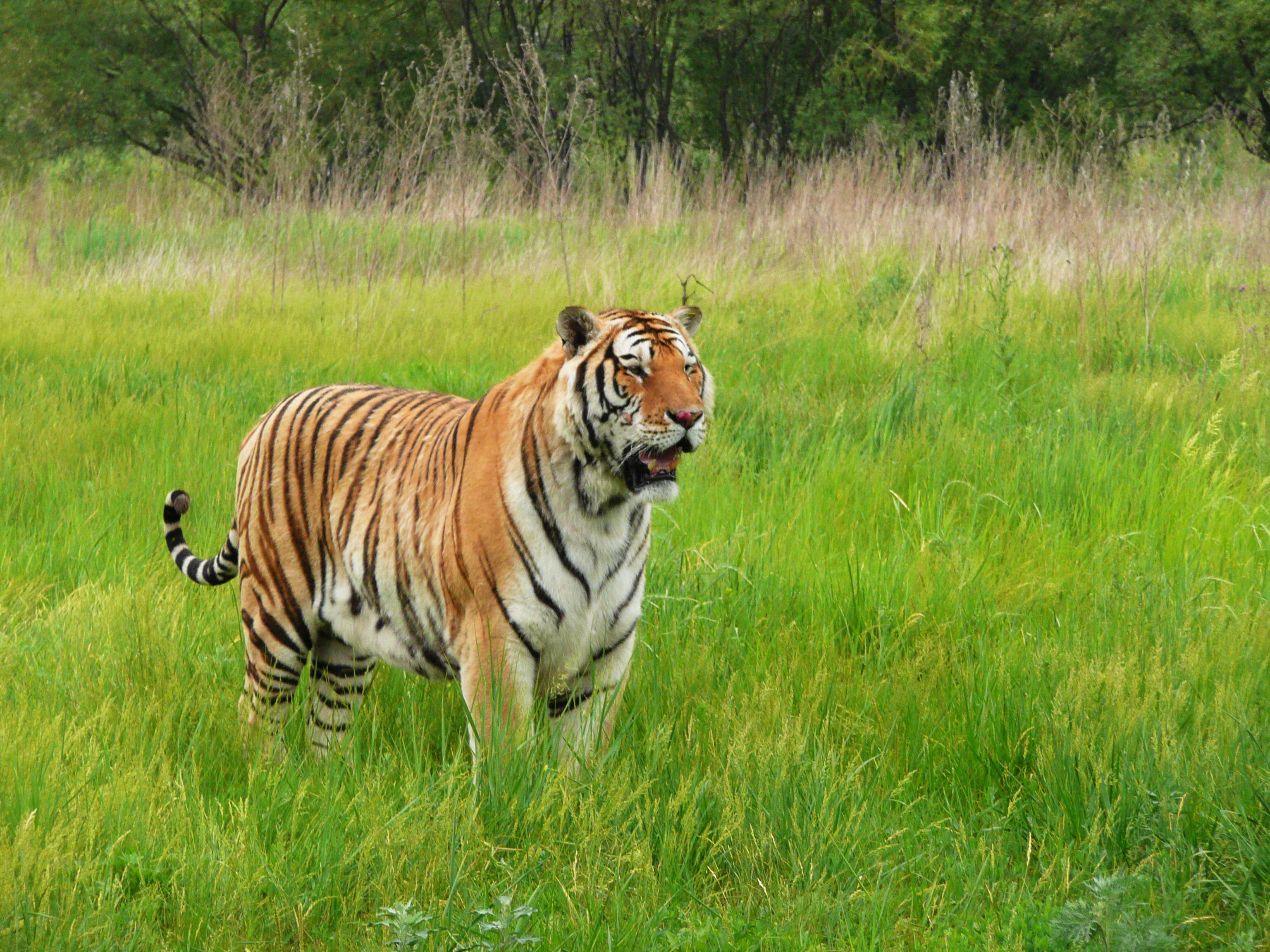
Một con hổ Mãn Châu tại Trung Quốc

Trung Quốc là quốc gia có hổ và là quốc gia có nhiều phân loài hổ sinh sống trên khắp lãnh thổ, như phân loài hổ Hoa Nam chỉ phân bố tại đại lục Trung Quốc, phân loài hổ Mãn Châu phân bố ở vùng Đông Bắc Trung Quốc cùng với Nga và Triều Tiên, phân loài hổ Đông Dương phân bố ở miền Nam Trung Quốc cùng với Việt Nam, Lào, Thái Lan, Miến Điện, phân loài hổ Ấn Độ phân bố ở vùng Tây Nam Trung Quốc, phân loài hổ Ba Tư từng phân bố ở vùng Tân Cương.
Tại Trung Quốc và các quốc gia Đông Nam Á, hàng nghìn động vật hoang dã nguy cấp như gấu, rắn, hổ đang bị nuôi nhốt trong điều kiện tồi tệ và giết thịt. Hổ, gấu, rắn và vô số các loài vật khác, hầu hết đang trong tình trạng nguy cấp, bị nuôi nhốt trong các trang trại rải khắp Đông Nam Á. Các loài động vật hoang dã bị săn bắt trái phép, bị nuôi nhốt hoặc nuôi thả, sau đó bị đem đi buôn bán một cách bất hợp pháp. Các cơ sở này là một bộ phận của ngành công nghiệp lậu thuế.
Các sản phẩm từ hổ đã được sử dụng trong y học truyền thống Trung Quốc từ hàng thiên niên kỉ. Thị trường các loại thuốc truyền thống từ hổ tăng vọt trong những năm 1990 song song với sự phát triển của tầng lớp trung lưu ở Trung Quốc tầng lớp có đủ khả năng chi trả cho các sản phẩm đắt tiền. Để đáp ứng nhu cầu này, một số lượng lớn hổ hoang dã đã bị đặt bẫy, bắn chết và đầu độc, trong khi các trang trại hổ ở Trung Quốc tăng theo cấp số nhân.

### Nhu cầu

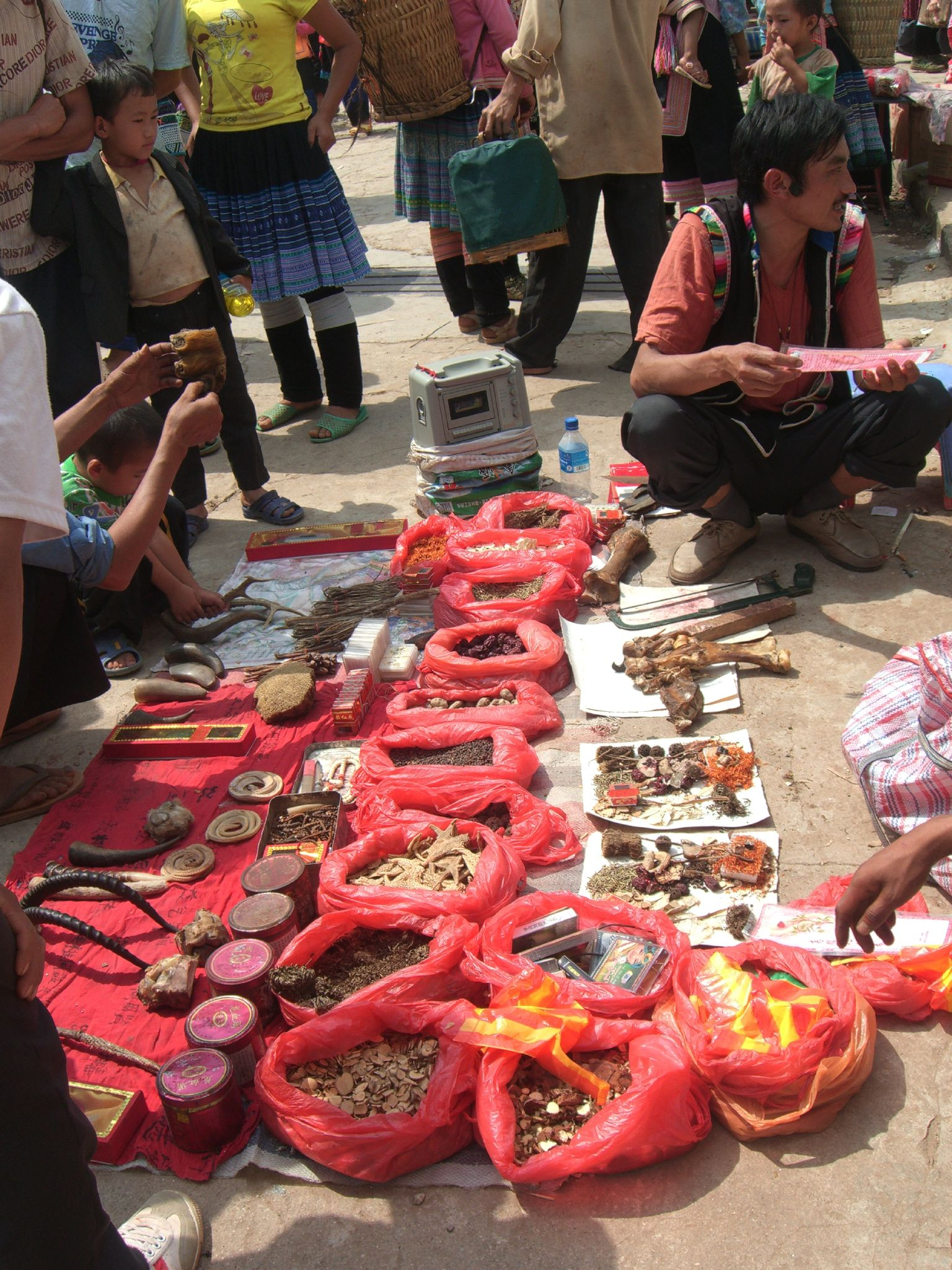
Hình chụp một cảnh bày bán các sản phẩm y khoa ở Trung Quốc trong đó có sừng dê và pín hổ

Tại Trung Quốc và một số nước châu Á, cao hổ là mặt hàng giá trị do nhiều người tin rằng nó có tác dụng tăng cường sức khỏe, nhất là khả năng tình dục của nam giới. Xương hổ để nấu cao, da làm thảm, răng và vuốt để làm trang sức. Gần như mọi bộ phận của loài động vật này được sử dụng trong hầu hết bài thuốc trị các bệnh từ sốt, viêm khớp cho đến lở loét, ác mộng, hói đầu hay bất lực. Trong các giao dịch tham nhũng, rõ ràng tặng hổ vẫn được coi là tốt hơn mang tiền mặt. Tại Trung Quốc, nhu cầu đối với hổ lớn đến mức chúng được nuôi trong trang trại như nuôi gà, các trang trại nuôi hổ ở Trung Quốc rất lớn, với hàng ngàn con hổ bị nhốt, nuôi lấy giống và giết thịt.
Giá trị của các sản phẩm từ hổ tiếp tục tăng nhanh và hiện đang chiếm một thị phần nhỏ trên thị trường chợ đen. Tuy nhiên, nhu cầu đã thay đổi từ mục đích chữa bệnh trở thành biểu tượng của sự giàu có và quyền lực. Thiết đãi rượu xương hổ cũng giống như loại sâm panh thượng hạng Dom Pérignon. Da hổ cũng thường được sử dụng làm quà cho các quan chức cấp cao hoặc giúp ký kết một hợp đồng kinh doanh. Trang trí bằng da hổ cũng giống như khoe một chiếc đồng hồ Rolex hoặc treo một bức tranh của họa sĩ Rembrandt. Chứng kiến một con hổ bị giết, nấu chín, rồi sau đó ăn thịt là một hình thức đang trở nên phổ biến trong giới doanh nhân và các quan chức giàu có Trung Quốc.
Những nhà hàng vẫn phục vụ những món ăn đắt tiền như chân gấu, thịt tê tê hay thịt hổ áp chảo, dùng với rượu hổ là một loại rượu gạo ngâm với một số bộ phận hổ như dương vật, xương, hay thậm chí toàn bộ khung xương trong nhiều tháng. Giá của loại rượu này là 20USD một cốc nhỏ, còn giá một đĩa thịt hổ là 45USD rồi khoảng nửa tá cửa hàng trang sức và dược phẩm bày bán những chiếc răng, vuốt hổ với giá cắt cổ, cùng với sừng tê giác được trạm trổ hoặc tán bột, da và ngà voi. Thực đơn bày ngoài cửa nhà hàng tại khu vực Chinatown, Khu Kinh tế Đặc biệt Tam giác Vàng, ngang nhiên quảng cáo các loại thịt thú rừng, bao gồm thịt hổ áp chảo.
Trong một cuộc họp CITES vào năm 2014, Trung Quốc thừa nhận có cấp giấy phép kinh doanh da thú, mặc dù không tiết lộ đã ban hành bao nhiêu giấy phép. Năm 2015, họ cũng thừa nhận không có khả năng giám sát các hoạt động buôn bán, ở Trung Quốc hiện đang sản xuất rượu xương hổ, bất chấp lệnh cấm bán xương hổ vào năm 1993. Nếu Cục Quản lý Lâm nghiệp cho phép nuôi nhốt hổ hợp pháp trong bộ luật về động vật hoang dã mới sửa đổi, khi đó trách nhiệm cấp giấy phép sẽ được chuyển từ chính phủ xuống các tỉnh, khiến việc giám sát càng trở nên hạn chế. Năm 2015, Cơ quan Điều tra Môi trường (EIA – London) và Trung tâm Giáo dục Thiên nhiên (ENV) đã lật tẩy việc bán thực phẩm, thuốc men và trang sức làm từ hàng loạt động vật cần được bảo vệ như hổ, báo, tê giá, gấu và voi tại khu kinh tế đặc biệt. EIA đã phát hiện ra hàng loạt vụ lạm dụng giấy phép để bán da hổ cho khách hàng tư nhân và tiếp tục tái sử dụng giấy phép, khiến cho việc rửa da hổ hoang dã trở nên dễ dàng.

### Nuôi nhốt

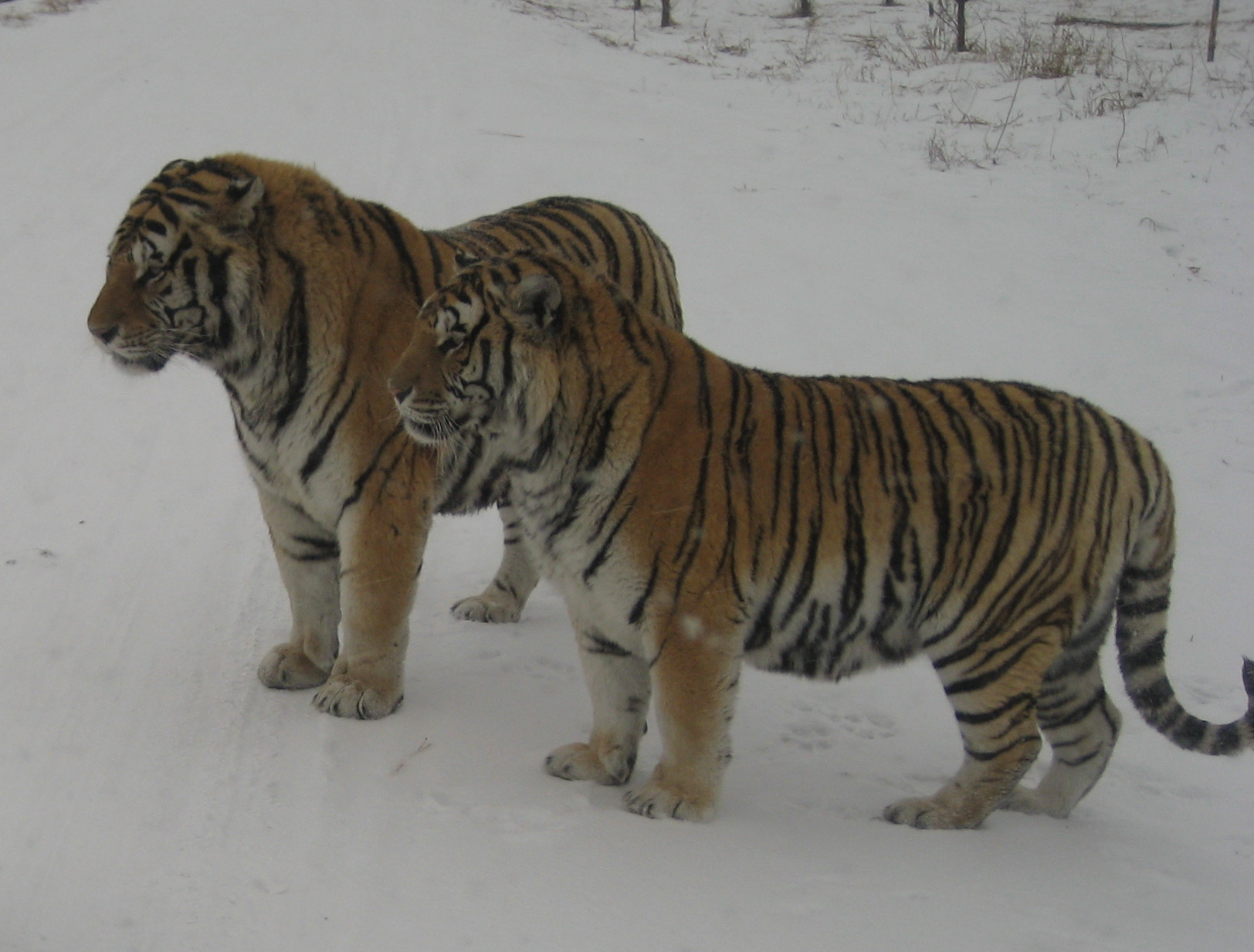

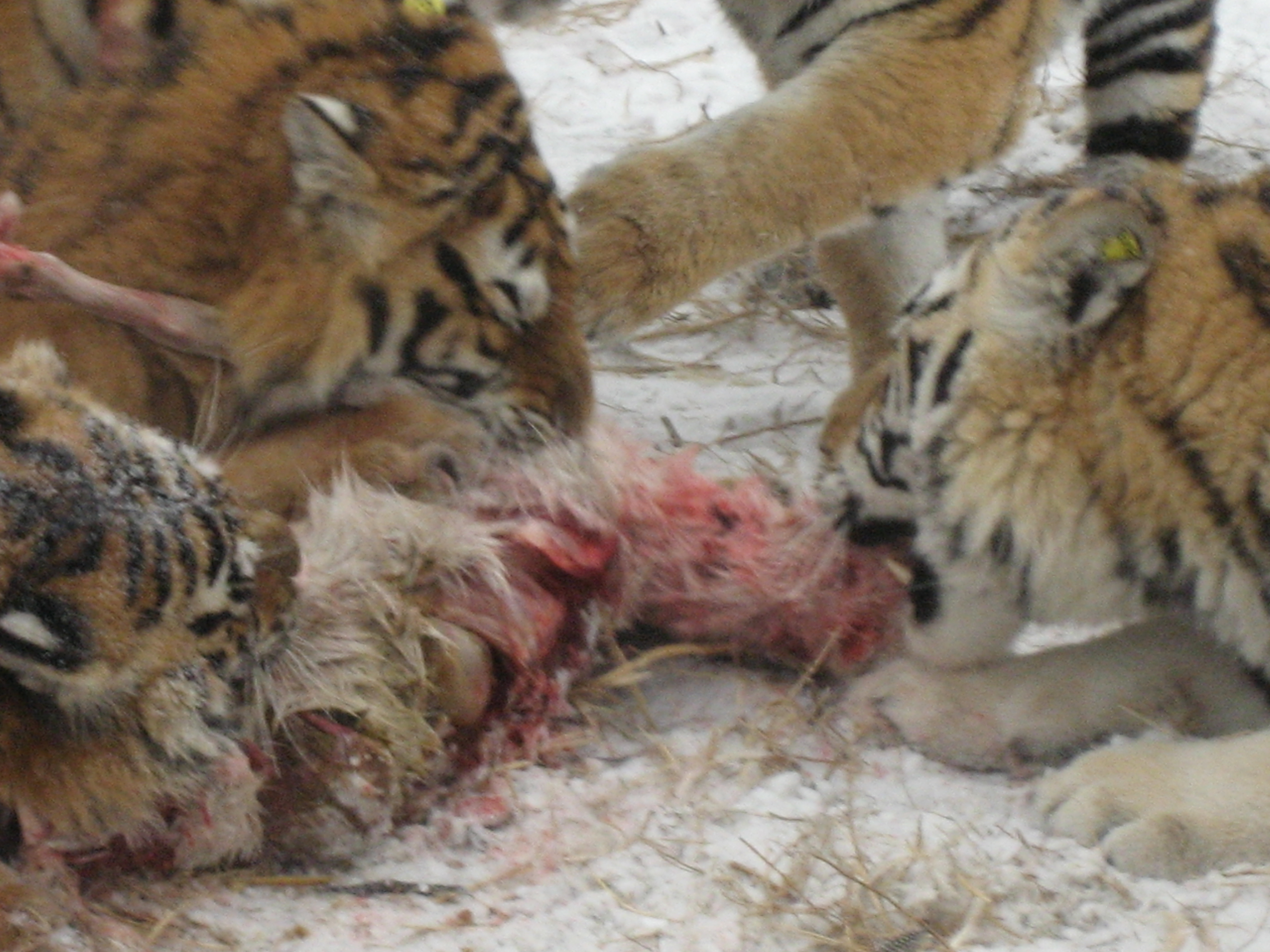
Những con hổ đang được nuôi nhốt ở công viên Cáp Nhĩ Tân

Trung Quốc hiện có 5.000 đến 6.000 con hổ được nuôi nhốt, phần lớn chúng được vỗ béo trong các trang trại để lấy xương và da như một loài gia súc và hiện chỉ còn bảy con hổ sống trong môi trường tự nhiên ở miền bắc Trung Quốc. Trong khi đó, có đến 5.000-6.000 con sống trong điều kiện nuôi nhốt. Có khoảng 200 trang trại hổ tồn tại ở nước này. Trong thời gian nuôi nhốt, các trại hổ sẽ mở cửa cho du khách đến tham quan, nguồn thu chính của họ chính là việc làm thịt hổ để lấy da và xương nấu cao.
Cục Quản lý Lâm nghiệp Trung Quốc (SFA) sẽ chính thức công bố rằng liệu hổ có nằm trong danh sách các loài nguy cấp được phép nuôi nhốt hợp pháp và khai thác lấy da, xương, răng và móng hay không. Các điều khoản trong Luật Bảo vệ Động vật Hoang dã mới ban hành của Trung Quốc bắt đầu có hiệu lực chưa nêu rõ những loài được bảo vệ nào được phép buôn bán một cách hợp pháp ở Trung Quốc. Khoảng 6.000 con hổ hiện đang được nuôi nhốt tại hơn 200 trang trại ở Trung Quốc.
Việc nuôi hổ để buôn bán các bộ phận và sản phẩm từ hổ là trái với Quyết định năm 2007 của Công ước về buôn bán quốc tế các loài động, thực vật hoang dã nguy cấp (CITES) – hiệp định quốc tế được ký kết bởi 183 quốc gia, bao gồm cả Trung Quốc. Theo luật Trung Quốc, chăn nuôi hổ quy mô lớn là hợp pháp, nhưng buôn bán các bộ phận của hổ thì bất hợp pháp. Từ năm 2004, Cục Quản lý Lâm nghiệp đã ban hành giấy phép bán da từ hổ nuôi nhốt để sử dụng cho mục đích "giáo dục" hoặc "khoa học". Đây chính là lỗ hổng pháp lý mà thị trường chợ đen có thể lợi dụng.
Ngược lại với Lào, kể từ năm 1992, Trung Quốc đang cố gắng xin đề nghị công ước Cites cho phép buôn bán các sản phẩm từ hổ nuôi nhốt vì nhu cầu không thể phủ nhận của thị trường nước này. Trong cuộc họp Cites gần nhất, đề xuất này đã bị từ chối mặc cho nỗ lực từ đại diện quốc gia này cố gắng thuyết phục. Các nhà bảo tồn tin rằng cần có áp lực quốc tế để thuyết phục chính phủ các quốc gia châu Á đóng cửa các trang trại nuôi nhốt hổ, gấu và nhiều động vật hoang dã khác. Nhưng vẫn còn một thực tế có tới 5.000 con hổ đang được nuôi làm thú cảnh tạ Trung Quốc.
Mặc dù các trang trại động vật hoang dã mới nổi lên từ những năm 1990, số lượng bị nuôi nhốt ngày càng tăng vọt. Hơn 200 trung tâm nuôi nhốt tại Trung Quốc đang giam giữ đến 6.000 con vật hoang dã. Theo Công ước về buôn bán quốc tế các loài động, thực vật hoang dã, nguy cấp (Cites) vốn được kí kết bởi cả Trung Quốc và tất cả các quốc gia Đông Nam Á –hổ chỉ được nuôi nhốt với mục đích bảo tồn, không được giết mổ, không được nuôi trên quy mô thương mại làm ảnh hưởng đến hổ hoang dã. Các nhà bảo tồn cũng buộc tội các trang trại hổ tại Trung Quốc về những hành vi bất hợp pháp, mặc dù hai trong số các trang trại này nhận vốn đầu tư từ chính phủ. Luật pháp Trung Quốc cho phép buôn bán da hổ một cách hạn chế, và xương hổ đã bị cấm từ năm 1993. Các trang trại vẫn tiếp tục cung cấp xương hổ để ngâm rượu, và da hổ hoang dã vẫn được bày bán dưới mác hổ nuôi nhốt.
Nhiều cơ sở lai tạo hổ nuôi thương mại cung cấp cho rạp xiếc, vườn thú và nhiều điểm tham quan khác những con vật trưng bày để phục vụ du khách. Trong nhiều năm qua, nhiều nhóm bảo tồn và các phương tiện truyền thông đã phản ánh điều kiện sống khắc nghiệt tại các cơ sở này, với những chú hổ hốc hác chỉ còn da bọc xương, một số bị biến dạng do thiếu dinh dưỡng và giao phối cận huyết, bị nhốt trong những chiếc cũi bằng bê tông như các nhà tù. Những con hổ không cần phải khỏe mạnh. Chúng được nuôi lớn nhằm mục đích sinh lời từ các bộ phận, đôi khi lên tới quy mô công nghiệp. Những trang trại nhân giống không đảm bảo có phương thức lai tạo tốc độ bằng cách tách con con khỏi mẹ của chúng ngay sau khi sinh, để con cái có thể nhanh chóng sinh ra một con hổ khác. Hai trong số những trang trại gây giống lớn nhất, với ít nhất 1.000 con hổ ở mỗi trang trại, được thành lập với kinh phí từ Cục Quản lý Lâm nghiệp Trung Quốc.
Vườn thú ở Trung Quốc cho hổ ăn lừa làm một nhóm các nhà đầu tư giận dữ đã cho một con lừa vẫn sống nguyên vào khu chuồng cọp cho hổ ăn thịt, sau khi tranh cãi với ban lãnh đạo sở thú. Sở thú nói rằng các cổ đông đã quăng con lừa vào khu chuồng cọp trong cơn tức giận. Người ta nhìn thấy cảnh con lừa bị đẩy từ chiếc xe tải ra, rồi đẩy vào cái hào trong khu nuôi hổ, nơi nó nhanh chóng bị bầy hổ phát hiện. Một số con thú, gồm hai hươu cao cổ và một con tinh tinh, đã chết bởi sở thú không xin được giấy phép để đưa chúng tới nơi khác chữa bệnh. Họ nghi rằng sở thú thông đồng với tòa án lừa các cổ đông nhỏ, và trong cơn tức giận đã quyết định thả lừa và cừu vào cho hổ ăn, sau khi con lừa bị đẩy vào, nhân viên sở thú đã chặn được việc các cổ đông ném tiếp cừu vào chuồng cọp.

## Ấn Độ

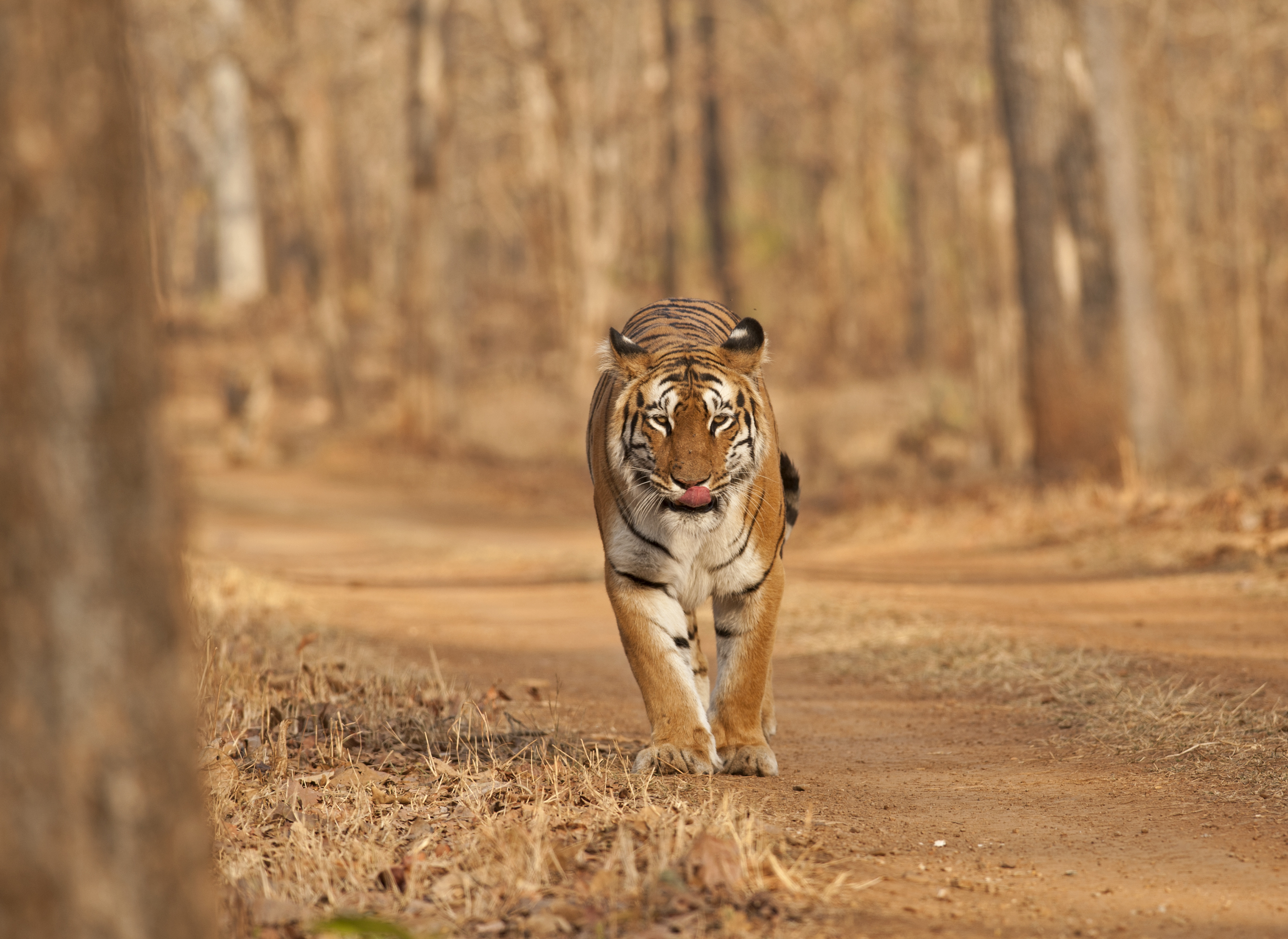
Một con hổ Ấn Độ tại một khu bảo tồn

Ấn Độ là môi trường sinh sống của gần 50% số lượng hổ còn lại trên thế giới. Con số này đã giảm đáng kể từ khoảng 100.000 con vào cuối thế kỷ 19, xuống còn chưa tới 3.500 con hiện nay. Loài hổ ở Ấn Độ đang bị đe dọa bởi tình trạng săn bắt trộm cùng với môi trường sống bị thu hẹp. Vào tháng 4 năm 2016, lần đầu tiên trong hơn 100 năm, có thông tin cho rằng số lượng hổ được nhìn thấy sự gia tăng. Số liệu thống kê toàn cầu mới nhất tiết lộ quần thể hổ đếm được 3.890 cá thể so với chỉ 3.200 năm 2010.

### Tình hình

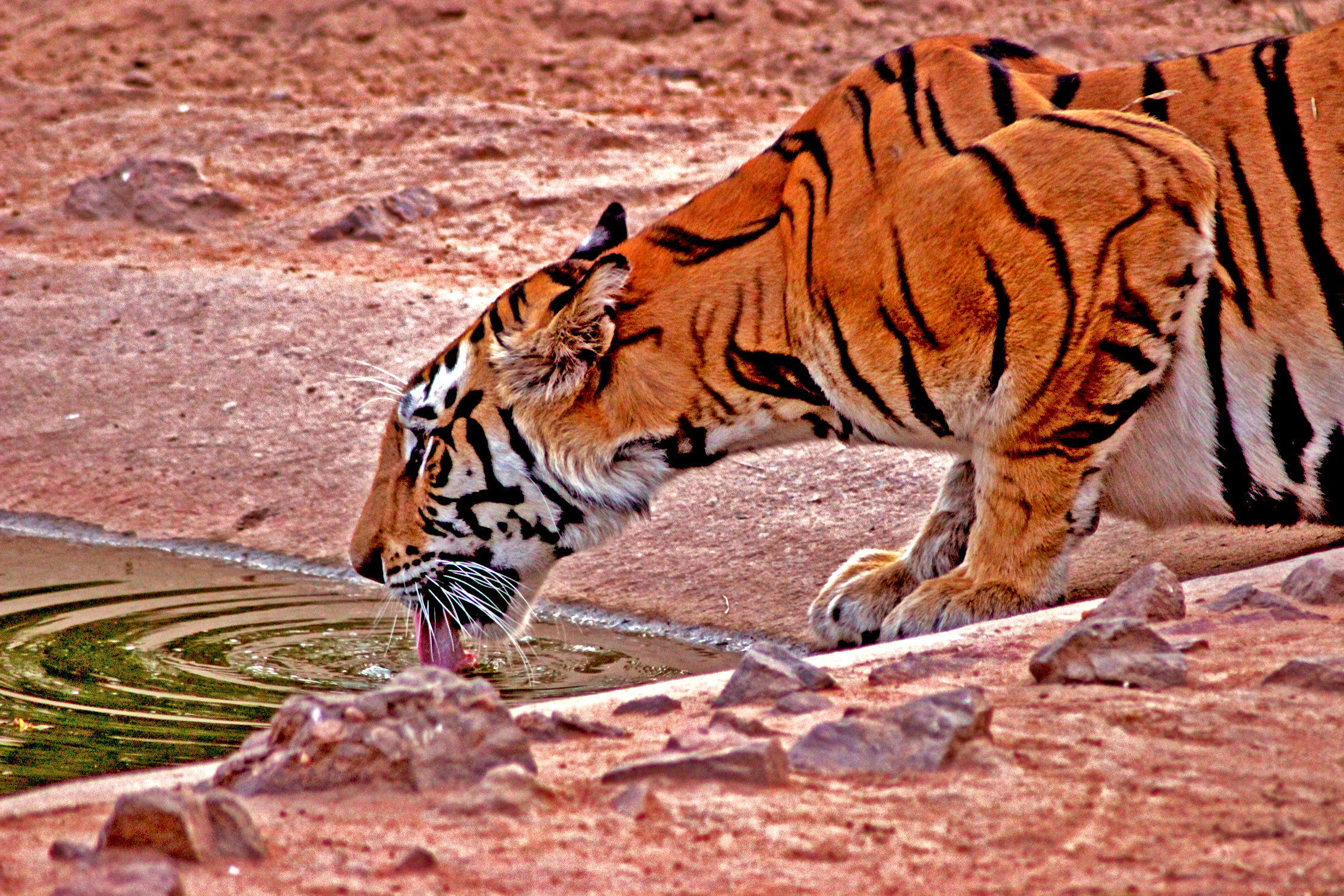
Hổ tại Ấn Độ

Chính phủ Ấn Độ loan báo con số các con hổ tại nước này đã tăng lên trong 5 năm qua, thống kê mới nhất tại Ấn về loài động vật họ mèo đang bị nguy cơ tuyệt chủng này cho thấy có hơn 1.700 con hổ, tức tăng khoảng 300 con so với lần thống kê hồi năm 2006. Tỷ lệ tăng 21% này bao gồm cả một số con trong những vùng mà giới hữu trách nói rằng không được kể tới trong lần thống kê trước đó. Thống kê hồi năm 2002 cho thấy lúc bấy giờ có khoảng 3.600 con hổ tại Ấn Độ . Tháng 12 năm 2015, tổ chức Survival International công bố dữ liệu về những con hổ đang sống yên bình và an toàn trong Khu Bảo tồn Hoang dã BRT ở Western Ghats của Ấn Độ. Từ năm 2010 đến 2014, quần thể hổ nơi đây tăng gần gấp đôi và tỷ lệ tăng được đánh giá là cao hơn mức trung bình so với những địa phương khác trên khắp Ấn Độ..
Yếu tố quan trọng là tại một số nơi trên thế giới có những cộng đồng thổ dân luôn tìm cách sống chung hòa bình với hổ. Đó là vùng Western Ghats dãy núi chạy dọc theo bờ biển phía tây Ấn Độ thuộc bang Karnataka. Đất nước Ấn Độ là quê hương của khoảng một nửa quần thể hổ trên thế giới, và tại một địa phương nước này, một số thổ dân chung sống yên bình qua nhiều thế hệ với loài thú săn mồi hoang dã nguy hiểm này. 
Thực tế vẫn có những cộng đồng "hổ-người" tồn tại, những cộng đồng thổ dân địa phương này còn giúp bảo vệ đồng thời duy trì quần thể hổ ở Ấn Độ. Thổ dân chính là những nhà bảo tồn và bảo vệ hiệu quả nhất thế giới tự nhiên.
Những con hổ đến sống trong khu rừng cạnh bộ tộc thổ dân Soliga. Người Soliga xem loài thú này như vị thần đáng tôn thờ của họ. Họ sùng bái hổ như thần thánh. Ở địa phương này, không hề xảy ra vụ xung đột nào giữa người Soliga với hổ hay bất cứ vụ săn bắt nào. Họ là những người chăm sóc và bảo vệ hổ. Nếu họ bị xua khỏi vùng đất này thì hổ cũng sẽ như vậy. Sự cộng sinh giữa hổ và người ở Ấn Độ phổ biến hơn, một nghiên cứu điều tra về những người sống gần Khu Bảo tồn Hoang dã Bor ở bang Maharashtra miền tây Ấn Độ được công bố vào tháng 5 năm 2016 cho thấy dân địa phương rất ưu ái loài hổ. Chế độ ăn của dân địa phương là yếu tố cốt lõi giải thích điều đó, tức tuyệt đại đa số đều là người ăn chay thế nên họ không săn thú làm thức ăn. Như thế cũng có nghĩa là hổ không thiếu mồi để sinh tồn ở Bor. Vì phần đông dân làng trồng cây lương thực cho nên rất cần hổ bảo vệ ngăn ngừa những con thú khác xâm hại.
Không giống như thổ dân Soliga, những người sống ở Khu Bảo tồn Hoang dã Bor lại thường gặp rắc rối với hổ như đã có vài người, và một số thú nuôi, đã bị hổ vồ chết. Tuy nhiên, những vụ việc như thế vẫn không khiến cho người dân có thái độ thù địch loài hổ vì những người địa phương theo đạo Hindu do đó tin rằng hổ là con vật chở Durga là một trong những nữ thần quan trọng nhất trong đạo Hindu. Nhưng bất chấp sự sống chung hòa bình giữa thổ dân và hổ, các bộ tộc này vẫn bị chính quyền Ấn Độ đuổi khỏi những khu vực của họ với lý do là bảo tồn loài hổ hoang dã, việc cho phép các cộng đồng bộ tộc tiếp tục quản lý những vùng đất tổ tiên của họ để lại sẽ đóng góp một phần trong nỗ lực bảo tồn động vật hoang dã. 

### Biện pháp
Tối cao Pháp viện Ấn Độ từng ra phán quyết cấm du lịch tại những khu bảo tồn hổ ở nước này trong một nỗ lực nhằm bảo vệ loài hổ có nguy cơ tuyệt chủng. Tòa án này loan báo các biện pháp trừng phạt 6 tiểu bang gồm có: Andhra Pradesh, Arunachal Pradesh, Tamil Nadu, Bihar, Maharashtra và Jharkhand, vì đã không tuân thủ lệnh đã ban hành trước đây, yêu cầu thành lập một vùng trái độn chung quanh môi trường sinh sống của hổ. Tối cao Pháp viện Ấn Độ ra phán quyết dựa trên kiến nghị của ông Ajay Dubey, một người Ấn Độ hoạt động bảo vệ môi sinh, tố cáo các tiểu bang đã cho phép các dự án khai thác thương mại kể cả xây cất khách sạn gần khu trung tâm của khu bảo tồn hổ.

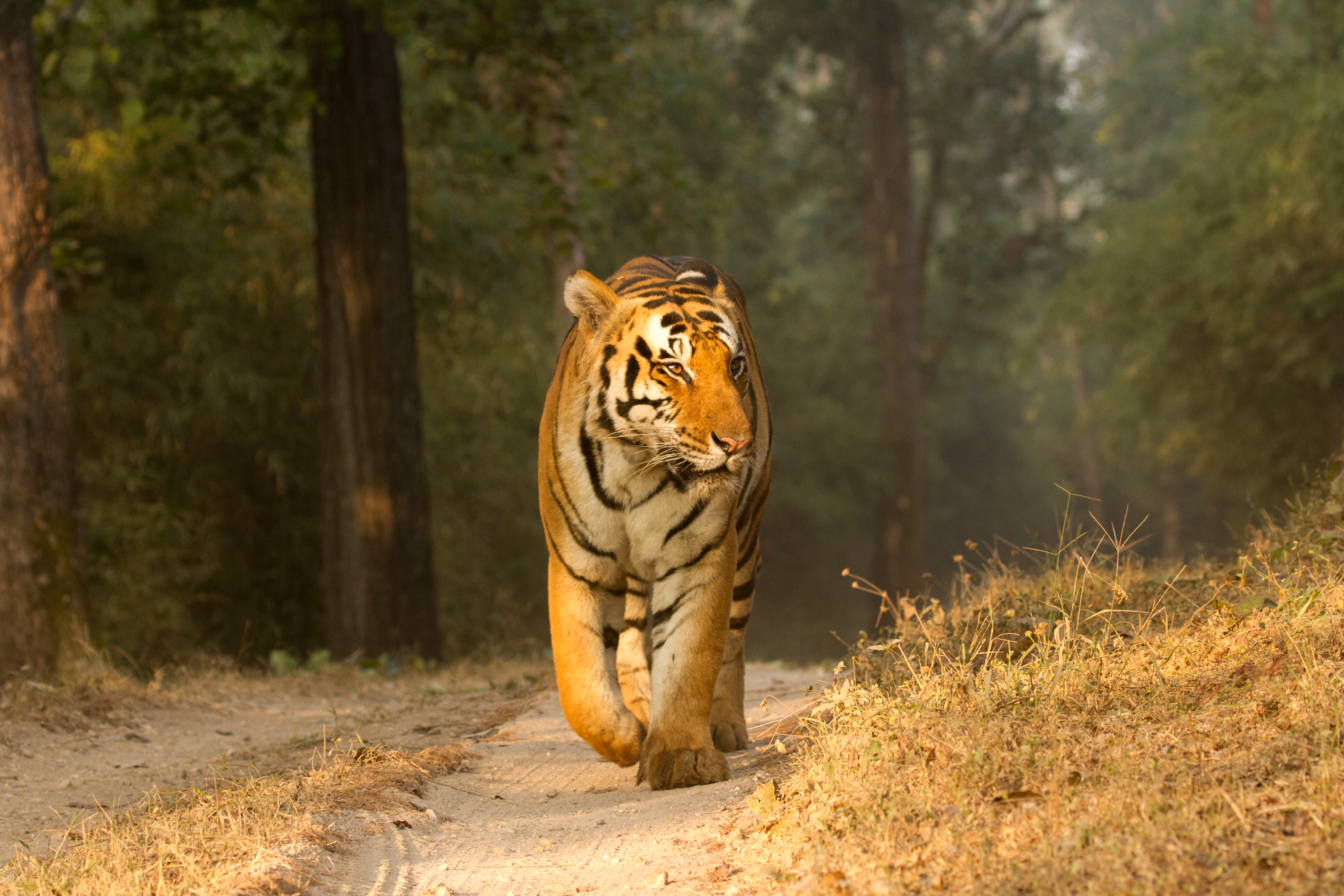
Một con hổ tại Khu bảo tồn thiên nhiên ở Ấn Độ

Sau khi nhà chức trách Ấn Độ đã dỡ bỏ lệnh cấm tạm thời không cho tham quan đến những khu bảo tồn hổ; hàng chục ngàn du khách đang đổ xô đến các khu bảo tồn động vật hoang dã để có dịp nhìn tận mắt giống thú hiếm quý này. Tất cả 63 căn phòng ở Riverview Retreat, một khu nghỉ mát tại Vườn quốc gia Corbett đều đã được đặt trước, và nhiều chiếc xe jeep đều trong tình trạng sẵn sàng để chở du khách đi thăm dã ngoại những con hổ. Khu công viên này là khu bảo tồn động vật hoang dã lâu đời nhất của Ấn Độ, nằm tại chân dãy núi Himalaya thuộc bang Uttarakhand.
Công viêc kinh doanh của khu nghỉ dưỡng đã gặp khó khăn trong 84 ngày qua, khi tòa án tối cao cấm kinh doanh du lịch tham quan hổ. Nhưng bây giờ đến mùa du lịch này, công việc kinh doanh đã phục hồi đầy đủ. Lệnh cấm được đưa ra để đáp lại một khiếu nại cho rằng du khách đã phá hoại các nỗ lực bảo loài tồn hổ. Theo số liệu mới nhất, số lượng hổ đã giảm còn khoảng 1.700 con. Lệnh cấm này đã được dỡ bỏ sau khi các nhà bảo tồn cho rằng thật tế thì ngược lại với khiếu nại vừa nêu, đe dọa thực sự đối với loài hổ là các tay săn trộm, chứ không phải khách du lịch, du khách tạo ra công ăn việc làm rất cần thiết cho cộng đồng địa phương, và du khách đã góp phần quan trọng cho sự tồn tại của các cộng đồng địa phương.
Tại Vườn quốc gia Corbett, điều này được chứng thực bởi người dân, Vườn quốc gia Corbett đã có gần 100 khu nghỉ dưỡng để phục vụ một lượng khách du lịch ổn định. Các khu nghỉ dưỡng này duy trì hàng ngàn công ăn việc làm, từ nhân viên khách sạn cho đến hướng dẫn viên du lịch, thợ thủ công, lái xe và nhân viên bán hàng. Có một sự thay đổi lớn trong cách người dân làng nhận thức về các nỗ lực của quốc gia nhằm bảo tồn loài hổ.Khoảng 25 năm trước đây, khi những gia đình ngày càng có thêm miệng ăn, họ phụ thuộc hoàn toàn vào nông nghiệp, cho nên đã tìm cách lấn vào rừng, và làm tổn hại đến môi trường sống của loài hổ. Điều này đã khiến xảy ra xung đột giữa con người với loài hổ và các động vật ăn thịt khác.Vì vậy, khi các nhóm săn trộm nhắm vào loài hổ để cung cấp cho thị trường thuốc ở châu Á sử dụng các bộ phận cơ thể của loài hổ, thì người dân địa phương vẫn thản nhiên.

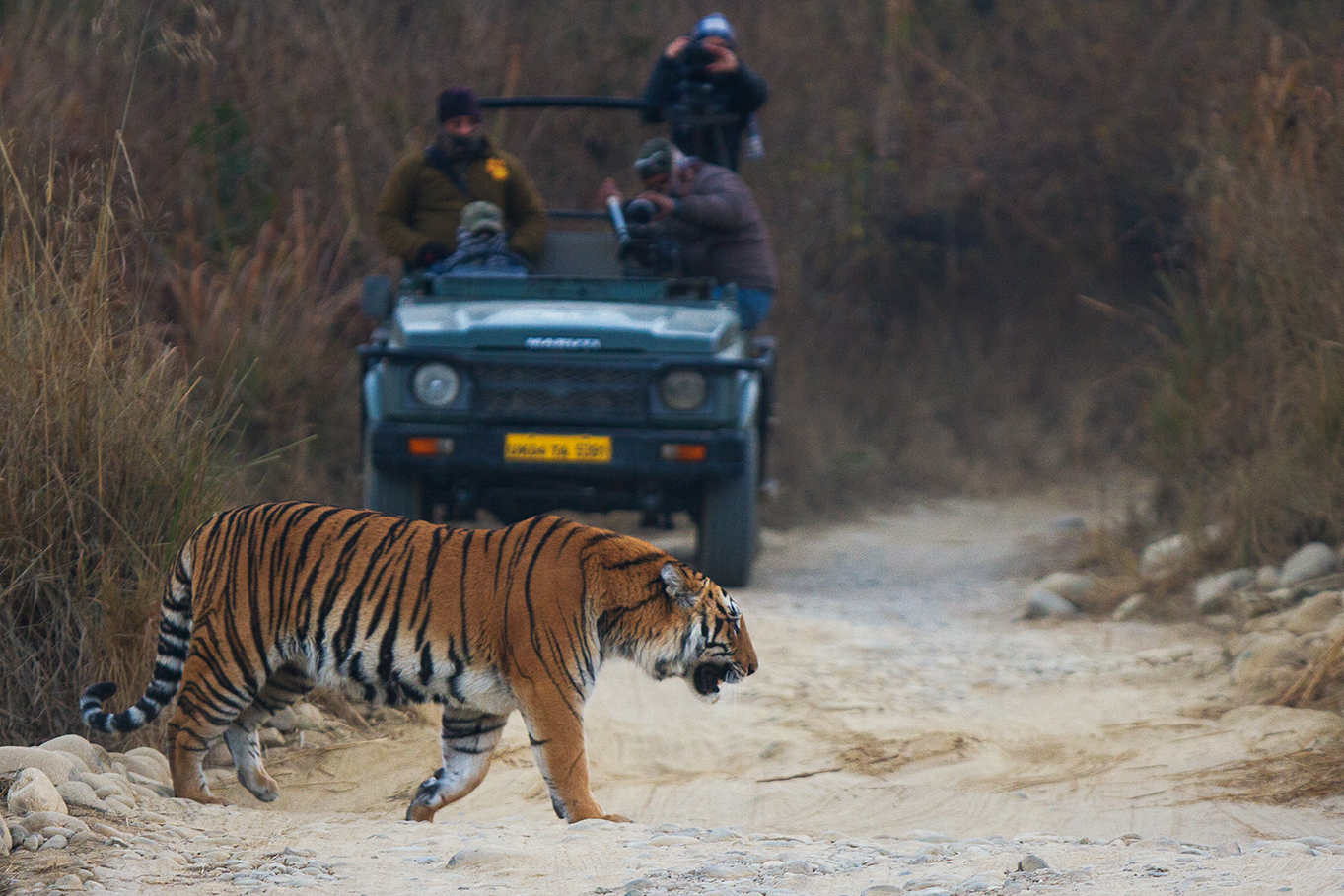
Du lịch chụp ảnh hổ đang đem lại nguồn thu cho Ấn Độ

Khi nền kinh tế của các ngôi làng xung quanh công viên phát triển nhanh chóng. Sự thịnh vượng tăng lên đã khiến dân địa phương hợp tác trong cuộc chiến bảo tồn các loài động vât. Trước đó họ thấy việc bảo tồn này không có lợi gì cho họ. Hoa màu của họ đã bị trộm cắp. Gia súc gia cầm của họ thì bị giết chết. Bây giờ thì họ nhìn thấy được lợi ích. Bây giờ, mức sống của người dân, đặc biệt người dân trong khu vực, đã thực sự đi lên. Không giống như một số khu bảo tồn loài hổ khác, đang có số lượng hổ suy giảm mạnh, khu bảo tồn Corbett là một trong những câu chuyện thành công của Ấn Độ, với quần thể hổ ngày càng tăng. Dù có tăng nhưng không vì thế mà dễ phát hiện những con hổ hay lẩn sâu trong rừng.
Cũng có những ý kiến trái chiều ở Ấn Độ cho rằng ngành du lịch cần phải được quy định nghiêm ngặt hơn để tránh những tác động không đáng có vào thiên nhiên nguyên sơ. Tòa án tối cao Ấn Độ đã yêu cầu chính quyền tiểu bang chỉ cho kinh doanh du lịch ở mức 20% tại khu bảo tồn hổ quan trọng, có hổ di chuyển, sinh sản và săn mồi. Các mối quan tâm này đã xuất hiện bởi thu nhập cá nhân của người dân Ấn Độ gia tăng, nhiều người muốn đi du lịch và đổ về các khu bảo tồn với số lượng lớn. Những điều phối viên động vật hoang dã cho rằng ngành du lịch có thể làm hạn chế các loài động vật khi chúng bị quấy rầy.
Với sự bùng nổ trong lĩnh vực du lịch, đặc biệt là du lịch sinh thái ở Ấn Độ, vấn đề giao thông đã phát triển và gây cản trở việc di chuyển một cách tự nhiên của các loài động vật, các khu nghỉ mát tư nhân tại các công viên bảo tồn loài hổ giống như khu công viên Corbett ngày càng nhiều, cần phải chú tâm đến những gì mà chính quyền gọi là du lịch cao nhưng tác động thấp, các khu nghỉ dưỡng tại Corbett không chỉ đón tiếp du khách muốn tìm đến tham quan loài hổ, mà còn tổ chức hội nghị doanh nghiệp và các đám cưới ồn ào, gây thất vọng cho nhiều người đam mê động vật hoang dã.

## Châu Âu

### Nga
Nga cũng là quốc gia có sự tích cực trong bảo tồn hổ, quốc gia này dự kiến sẽ thiết lập một khu bảo tồn thiên nhiên ở vùng Viễn Đông để giúp bảo tồn loài hổ Amur có nguy cơ tuyệt chủng còn sót lại ở nước này. Họ tiến hành xây dựng khu dự trữ tại khu vực hổ Amur sinh sống thuộc dãy núi Sikhote-Alin, giáp với phía đông bắc dãy núi Wanda của Trung Quốc. Loài hổ quý Amur hiện chỉ còn khoảng 450 con sinh sống chủ yếu ở vùng Viễn Đông Nga. Khi được thành lập, việc khai thác gỗ sẽ bị cấm để bảo vệ rừng. Đồng thời vùng trồng cây nông nghiệp xung quanh cũng sẽ bị thu hồi. Từ đó sẽ giúp bảo tồn loài hổ Amur. 

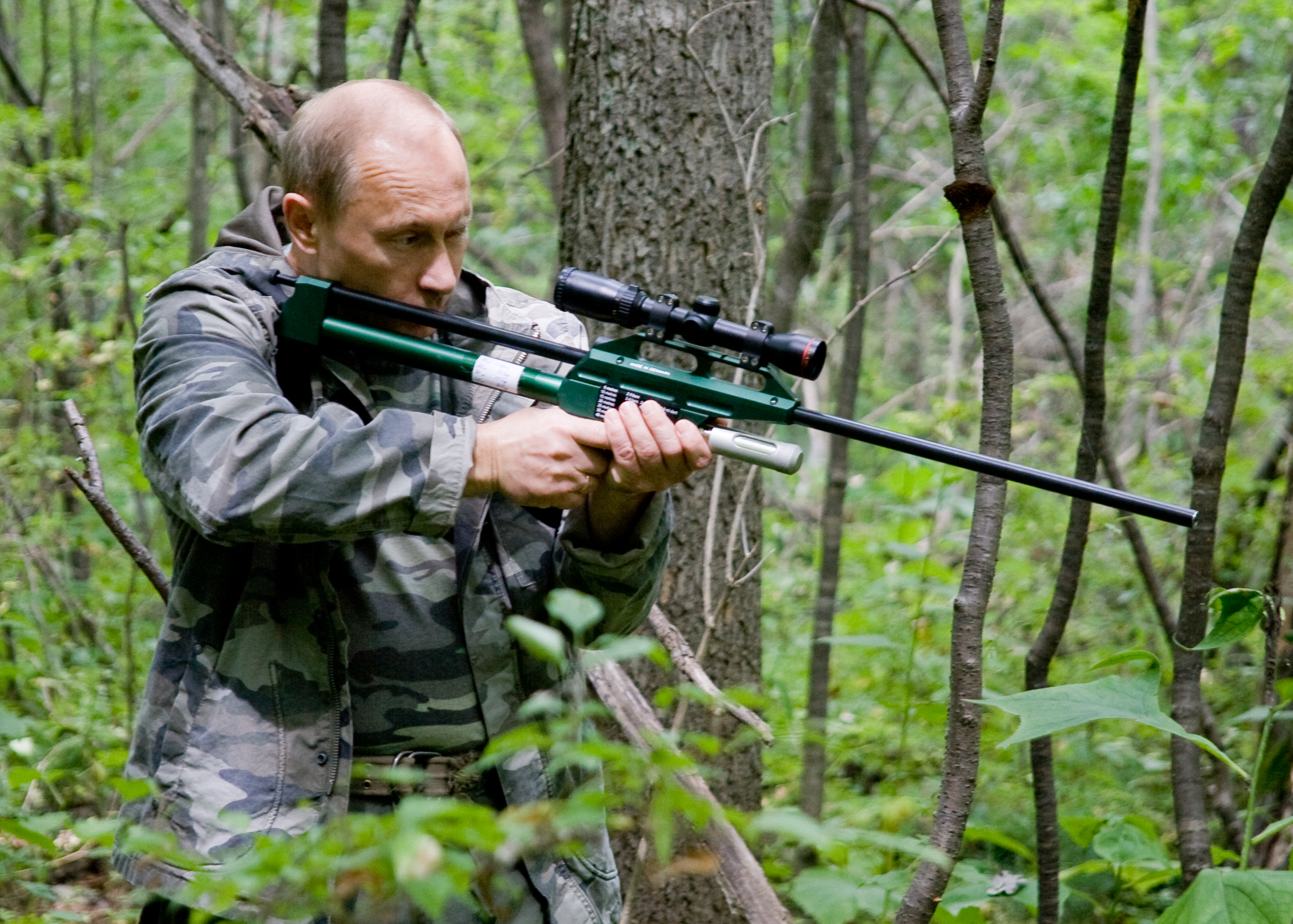
Thủ tướng:Vladimir Putin trong một cuộc săn hổ, đây là nguyên thủ quốc gia quan tâm và lĩnh xướng cho cuộc chiến về bảo tồn hổ

Kế hoạch xây khu bảo tồn được thực thi cũng là kết quả đấu tranh lâu dài của Quỹ Động vật hoang dã thế giới (WWF) ở Nga đối với hướng kinh doanh của một công ty xuất khẩu trong khu vực. Theo Liên minh Bảo tồn Thiên nhiên Quốc tế (IUCN) thống kê, hiện hổ Amur, còn gọi là hổ Siberia, được liệt vào danh sách đỏ các loài bị đe dọa nghiêm trọng. Hẩu hết các con hổ Amur hoang dã trên thế giới chỉ còn sót lại ở vùng Primorsky và Khabarovsky của Nga, với số lượng khoảng 450 con.
Mức phạt cho tội săn bắt trái phép ở Nga, những kẻ săn trộm hổ phải đối mặt với mức phạt lên tới 100.000 ruble (tương đương khoảng 1.800 USD) và án phạt tù lên tới 2 năm. Tuy nhiên, để lưu trữ và vận chuyển da hổ, một kẻ phạm pháp chỉ phải trả khoản phạt 1.000 ruble (khoảng 18 USD). Tổ chức bảo tồn thiên nhiên thế giới (WWF) đang nỗ lực hết sức để đảm bảo rằng mức phạt cho việc vận chuyển và lưu trữ các bộ phận cơ thể của hổ sẽ được nâng cao hơn.
Một trong ba con hổ Siberia quý hiếm do Tổng thống Nga Vladimir Putin thả về tự nhiên hồi tháng 5 vừa xuất hiện tại Khu bảo tồn thiên nhiên Thái Bình Câu thuộc huyện La Bắc, tỉnh Hắc Long Giang-Trung Quốc, lần đầu tiên tại khu bảo tồn đón chào một con hổ Siberia đang bên bờ vực tuyệt chủng. Tuy nhiên, lo lắng vì phải bảo đảm sự an toàn cho cả con hổ tên Kuzya nói trên và khoảng 200 cư dân sinh sống trong khu bảo tồn với truyền thống săn bắn lâu đời. Họ được khuyến cáo không ra ngoài một mình vào ban ngày và ở nhà khi đêm xuống. Nhà chức trách kêu gọi họ tháo dỡ các loại lưới, bẫy để tránh làm nó bị thương.
Khu bảo tồn cũng lắp đặt thêm 60 camera hồng ngoại để theo dấu con hổ. Trước khi được Tổng thống Putin thả về tự nhiên ở miền Đông Siberia, Kuzya cùng hai con hổ khác là Ilona và Borya được gắn thiết bị định vị GPS nhưng phải mất nhiều giờ dữ liệu về vị trí mới được truyền từ phía Nga sang Trung Quốc. Khu bảo tồn có nhiều heo rừng và thỏ hoang nên không lo lắng về nguồn thức ăn cho Kuzya. Hiện trên toàn thế giới chỉ còn gần 500 con hổ Siberia, tập trung chủ yếu ở miền Đông nước Nga, phía Đông Bắc Trung Quốc (khoảng 18-22 con) và phía Bắc bán đảo Triều Tiên.

### Anh
Tại Anh, một vườn thú đã có những nỗ lực trong công tác bảo tồn loài hổ theo cách rất riêng của mình. Đối với những nhân viên của Sở thú ZSL London, họ đã chọn cách chạy mà không có quần áo trên người, chỉ với đôi giày và khỏa thân hoàn toàn. Chương trình khỏa thân để bảo vệ hổ diễn ra vào thứ 5 hằng tuần. Sự kiện này được gọi là Streak for Tigers (Ánh sáng cho loài hổ), các nhân viên trong sở thú kêu gọi du khách tham gia ủng hộ lời mời chạy khỏa thân nhằm kêu gọi chung tay bảo tồn loài hổ. Nhân viên sở thú đồng loạt khỏa thân.
Chương trình diễn ra thứ năm hằng tuần, những người tham gia sẽ cùng nhau chạy vòng quanh vườn thú đến điểm cuối là nơi họ có thể chiêm ngưỡng ba con hổ Sumatra trong chuồng hổ tại sở thú. Những người tham gia sẽ đóng góp một khoản phí đăng ký 20 đến 150 bảng Anh để ủng hộ. Tất cả là để gây quỹ cho công tác bảo tồn loài hổ trên thế giới. Chương trình này cũng sẽ truyền cảm hứng cho hàng triệu người để cùng nhau nâng cao nhận thức, bảo tồn và duy trì phát triển những loài vật đang có nguy cơ tuyệt chủng. Chung tay bảo vệ loài hổ đang dần bị tuyệt chủng.Việc làm này đang thu hút thêm đông khách tham quan đến với vườn thú.
Cuộc tuần hành đáng chú ý diễn ra vào tháng 8 năm 2016, hàng trăm người (đều thuộc tổ chức ZSL – một hiệp hội bảo vệ động vật của Anh) yêu thích động vật đã cùng nhau nude để bảo vệ loài hổ trước nguy cơ bị đe dọa. Hoạt động nude để bảo vệ hổ diễn ra được nhiều năm. Hoạt động này nhằm gây quỹ cho các công tác bảo vệ loài hổ trên toàn thế giới, cho đến nay hoạt động này đã quyên góp được hơn 115.000 bảng Anh. Những người tham gia sự kiện này sẽ cùng nhau cởi bỏ tất cả quần áo, chỉ mang theo một đôi giày để chạy, họ có thể để cơ thể khỏa thân tự nhiên hoặc sơn vẽ các màu đỏ và đen theo màu lông của hổ.
Tất cả cùng chạy xung quanh vườn thú, mọi người tham gia đều hoàn toàn tự nhiên và không hề tỏ ra sợ hãi hay ngại ngùng. Một số người trang bị cho mình cả những "phụ kiện" như mặt nạ hổ, tai hổ, đuôi hổ. Người tham gia tổ chức này không hề bị giới hạn về độ tuổi. Tất cả những người già, trẻ và cả người khuyết tật đều có thể tham gia, miễn là yêu thích loài động vật này. Qua hoạt động khỏa thân này có thể truyền cảm hứng cho những người yêu thích loài hổ có thêm can đảm để khỏa thân, qua đó sẽ nâng cao hơn nguồn quỹ để tiếp tục công việc bảo vệ động vật hoang dã của tổ chức..

## Đông Nam Á

### Miến Điện

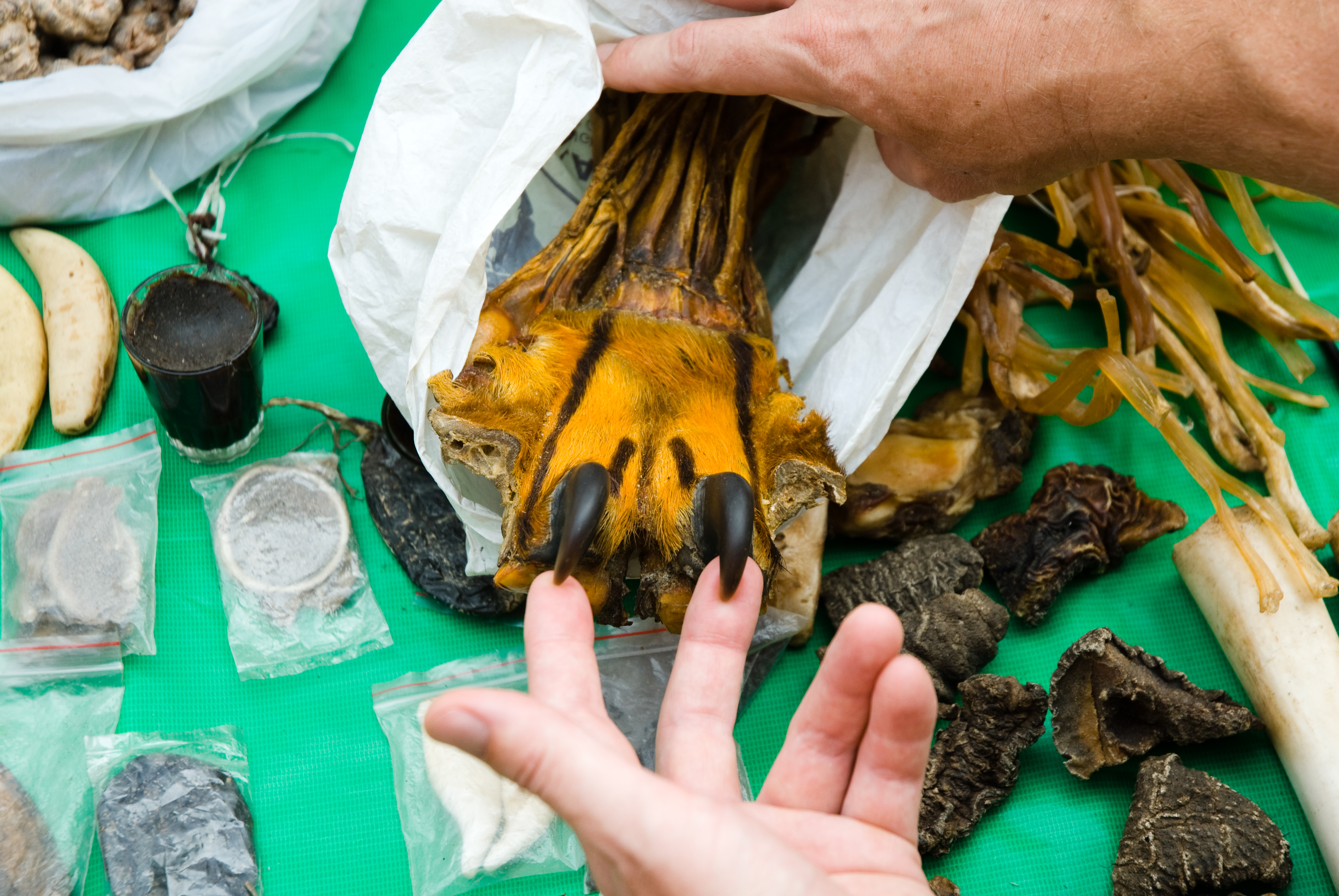
Vuốt hổ và nanh hổ đang được bày bán ở chợ tại Miến Điện

Chính phủ Myanmar tuyên bố lập khu bảo tồn hổ lớn nhất thế giới để giúp loài động vật này thoát khỏi nguy cơ tuyệt chủng. Thung lũng Hukaung ở Myanmar. khu bảo tồn nói trên nằm trong thung lũng Hukaung ở phía tây bắc Myanmar. Trên thực tế, nó không phải là khu bảo tồn mới hoàn toàn, mà được thành lập dựa trên sự mở rộng của một khu bảo tồn cũ. Thung lũng Hukaung có diện tích xấp xỉ 22.000 km2. Trước kia vài trăm con hổ sinh sống trong thung lũng. Nhưng hoạt động săn trộm và sự suy giảm của số lượng con mồi khiến số lượng hổ giảm xuống còn khoảng 50 con. Năm 2004, chính phủ Myanmar từng lập khu bảo tồn hổ có diện tích 6.500 km2 trong thung lũng Hukaung. Sau 6 năm, khu bảo tồn sẽ được mở rộng để đạt diện tích gấp ba lần như thế.
Quyết định mở rộng khu bảo tồn Hukaung được thông qua sau khi ông Thein Sein, Thủ tướng Myanmar, cùng 17 bộ trưởng bay tới thung lũng Hukaung để đánh giá tầm quan trọng của khu này đối với hoạt động bảo tồn động vật có nguy cơ tuyệt chủng. Myanmar mang đến một trong những hy vọng lớn nhất trong nỗ lực cứu loài hổ ở khu vực Đông Nam Á. Việc mở rộng khu vực bảo tồn ở thung lũng Hukaung sẽ là một bước ngoặt trong hoạt động bảo vệ hổ, người dân và chính phủ Myanmar hiểu được tầm quan trọng của việc bảo tồn hổ. Khu bảo tồn Hukaung sẽ là một trong những khu vực sinh sống quan trọng nhất của hổ trên thế giới. Ngoài hổ, khu bảo tồn Hukaung còn có thể bảo vệ nhiều loài sinh vật khác. Trong số 13.500 loài thực vật trên thế giới thì xấp xỉ 7.000 loài chỉ sống tại thung lũng Hukaung và không xuất hiện ở bất kỳ nơi nào khác trên hành tinh. Giới khoa học cũng tìm thấy gần 370 loài chim trong thung lũng, trong đó có loài niệc cổ hung sắp tuyệt chủng.

### Thái Lan

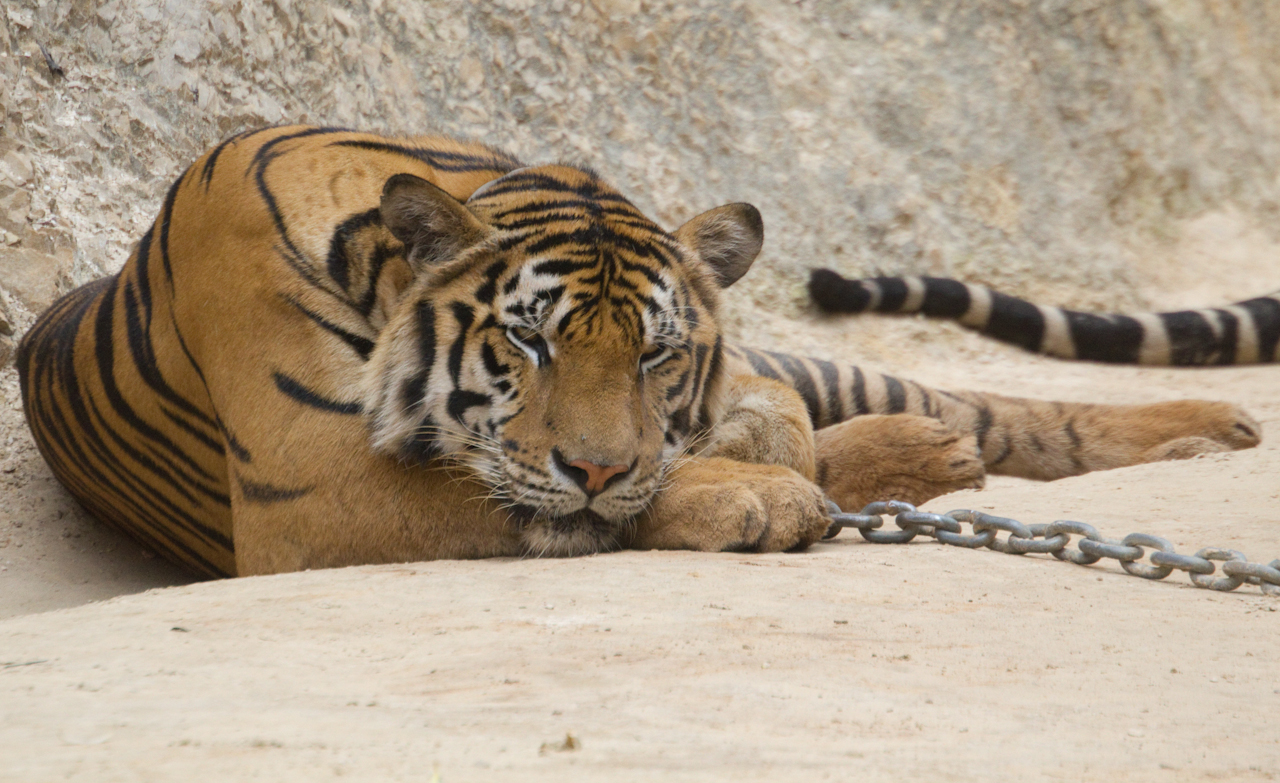
Những con hổ tại Chùa Hổ (Thái Lan)

Thái Lan là trung tâm buôn lậu động vật hoang dã, tiếp nhận động vật từ châu Phi và các vùng châu Á thông qua Lào, nơi việc chấp pháp yếu, và rồi đi sang Việt Nam và Trung Quốc, những nơi có nhu cầu. Sức ép quốc tế đã buộc giới chức Thái Lan tích cực hơn để ngăn chặn các vụ chuyển hàng nhưng không có mấy nỗ lực phá vỡ các băng nhóm vận hành. Rất ít các vụ bắt giữ diễn ra. Các nhà vận động nói những con hổ được nuôi bị buôn lậu quá dễ vì thiếu quản lý và chấp hành luật pháp. Thật khó để biết xác hổ thuộc hổ nuôi hay hoang dã, nhưng giới chức Thái tin rằng ít nhất 30% số hổ bị buôn là có gốc nuôi nhốt. Thông thường chúng sẽ bị nhấn chìm trong các chuồng đặc biệt để tránh hư hai bộ da có giá trị. Bọn buôn lậu sau đó thả nổi các xác hổ trên sông Mekong từ phía Thái để đồng bọn lấy từ phía Lào
Thái Lan có khoảng 1.450 con hổ bị nuôi nhốt, phần lớn thu hút khách du lịch đến chụp ảnh, chơi đùa với hổ con và hổ mới trưởng thành. Khi những con hổ đến độ tuổi sinh sản, khó có thể chơi đùa một cách an toàn, chúng bị bán vào chợ đen với giá khoảng 50.000USD. Năm 2016, ngôi đền Hổ (Tiger Temple) tại Thái Lan với vụ việc các vị thầy tu tại đây bị buộc tội ngược đãi những con hổ và bán cho thị trường buôn bán động vật hoang dã trái phép. Sau một thập kỷ bị cáo buộc bởi các nhóm bảo vệ động vật về những hành vi độc ác, buôn lậu động vật hoang dã và nuôi hổ sinh sản, ngôi đền đã bị 1.000 cảnh sát, binh sĩ quân đội và nhân viên chính phủ Thái Lan lục soát.
Tại đây, hoạt động buôn lậu các bộ phận cơ thể hổ tới thị trường Trung Quốc đã bị phanh phui. Các nhà hoạt động hy vọng vụ bê bối sát hại hổ tại đền thiêng ở Thái Lan sẽ thức tỉnh dư luận thế giới, khi nạn buôn lậu loài vật hoang dã này ngày một nở rộ. Tại Kanchanaburi, những gì được phát hiện đằng sau tầm mắt của du khách đã gây sốc cho ngay cả những nhà điều tra hoạt động buôn bán động vật hoang dã kỳ cựu. Ngoài 137 con hổ sống, họ còn tìm thấy một phòng thí nghiệm, cho thấy các nhà sư đã sử dụng nhiều bộ phận cơ thể hổ để ngâm rượu và bào chế thuốc. Trong một kho lạnh, xác 40 con hổ con đông lạnh được tìm thấy và con phát hiện nhiều da hổ, nhiều tấm da sống và các sản phẩm hoang dã khác, rồi xác hổ con trong ngôi đền bị lục soát
Hầu hết các chuyên gia không cho rằng hổ con có giá trị. Kẻ buôn lậu làm tiền từ xương, da, răng, vuốt, thịt hổ trưởng thành. Giới chức của Cục Công viên Quốc gia, nơi đóng cửa trại hổ và lấy đi 147 con hổ, tìm thấy một số bằng chứng của việc buôn lậu: bùa có móng hổ, và một xe tải định rời khỏi ngôi đền mang theo hai bộ da và các bộ phận khác. Ít nhất hai hổ trưởng thành đã mất tích hai năm trước, việc này chứng tỏ những người quản lý ngôi đền dính líu đến việc buôn lậu quy mô nhỏ. Nhưng lo ngại lớn hơn là các mạng lưới tội phạm đã khuyến khích việc buôn lậu, từ các trại nuôi hổ. Có ít nhất 30 trại như thế ở Thái Lan. Chúng không phi pháp nhưng việc thiếu hồ sơ ở trại tại ngôi đền cho thấy việc quản lý kém những nơi này, cho phép có khả năng buôn lậu hổ.

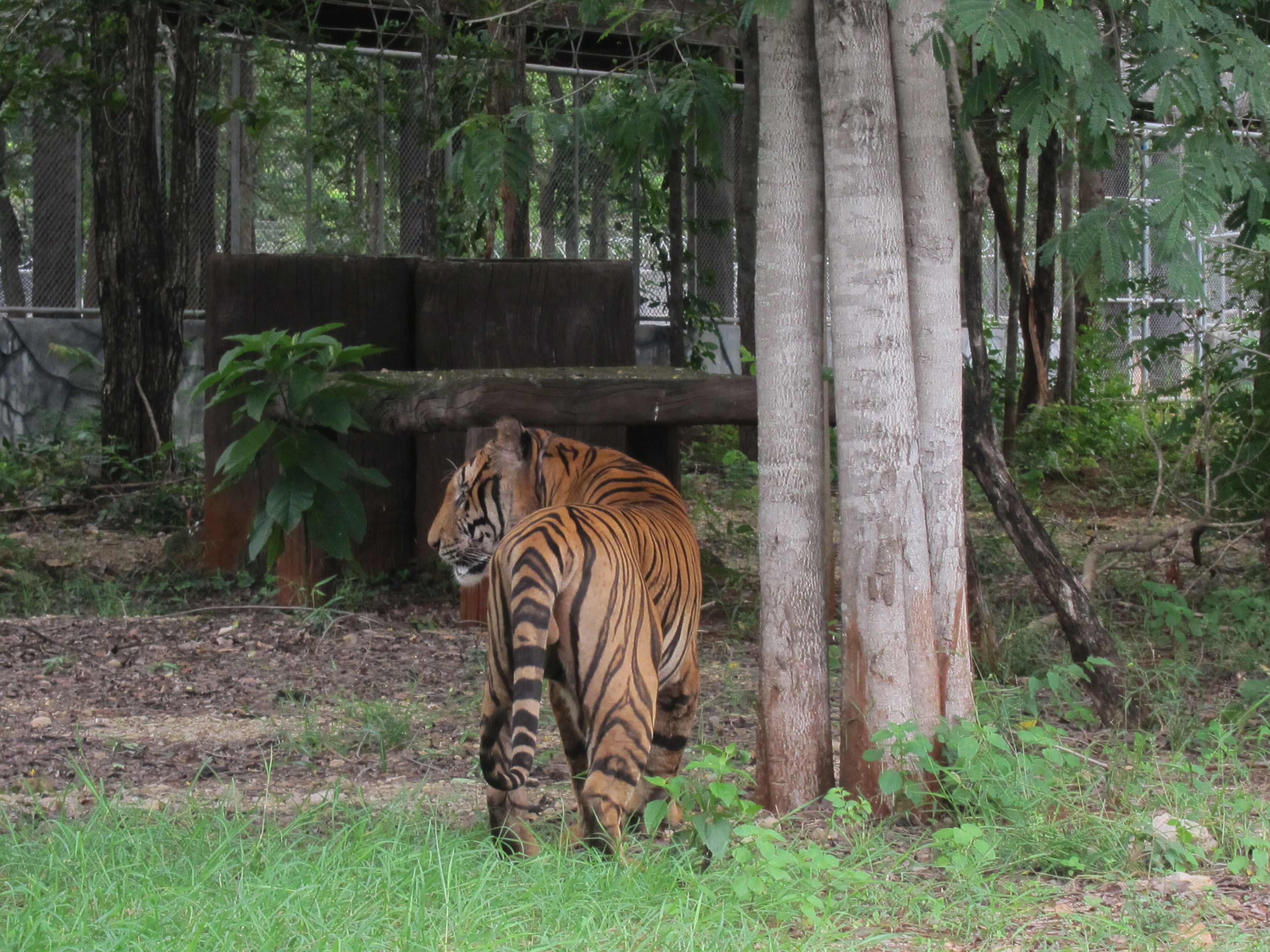
Một con hổ Đông Dương đang được nuôi nhốt tại Thái Lan

Trước đây, chỉ cần bỏ ra 600 baht Thái (gần 17 USD) là một du khách có thể tới thăm ngôi đền chuyên nuôi hổ tại tỉnh Kanchanaburi, phía tây thủ đô Bangkok của Thái Lan. Tại đây, du khách được chiêm ngưỡng cảnh tượng tuyệt vời khi những con hổ sống chung với người một cách gần gũi. Chỉ cần chi thêm khoảng gần 22 USD họ sẽ được tham gia cho hổ ăn, hoặc chụp ảnh với một chú hổ ngả đầu vào lòng. Trong gần 250.000 người đã tới ngôi đền này, phần lớn ai cũng thấy thích thú khi những con vật được xem như hung dữ nhất thế giới lại hiền lành. Nhưng ngôi đền này đã bị đóng và toàn bộ những con hổ đã được đưa đi.
Việc buôn hổ nuôi lại quan trọng cho những nhà bảo tồn, để ngăn buôn lậu, các trại nuôi hổ phải bị đóng cửa. Để khi thấy hổ bị buôn, có thể tin chắc chúng là hổ hoang dã. Việc nuôi hổ, chăm sóc cho đến khi trưởng thành tốn nhiều tiền, ước tính chi phí cho một hổ nuôi là khoảng 7.000 đến 8.000 đôla. Số hổ nuôi ở Thái Lan ước tính chừng 1.500 con. Khi thêm số lượng nuôi ở Lào, Việt Nam, Trung Quốc, tổng cộng số hổ nuôi trong khu vực này sẽ vượt quá toàn số lượng hổ hoang dã trên thế giới, chỉ khoảng 3.800 con. Nếu tính về mặt kinh tế, việc nuôi hổ thật khó hiểu, và gây nghi ngờ rằng một số con vật nuôi bị giết, vi phạm quy định Cites. Một con hổ trưởng thành ăn khoảng bốn đến tám kilogram thịt mỗi ngày (4–8 kg). Nếu các nước như Thái Lan cũng làm theo công khai kêu gọi đóng cửa các trại nuôi thì điều đó sẽ đóng lại lỗ hổng giúp việc buôn động vật gặp nguy hiểm còn tiếp tục.
Hiện nay, mọi con hổ phải đăng ký với Cục Công viên Quốc gia theo luật Thái và theo thỏa thuận của Cites, một hiệp định quốc tế nhằm bảo vệ các loài gặp nguy hiểm. Mọi vụ sinh tử, chuyển giao phải được ghi lại. Nhưng chuyện này không xảy ra trong thực tế. Luận điểm rằng việc nuôi các con hổ này giúp bảo tồn chúng cũng không đúng, vì các con này thuộc nhiều chủng loài khác nhau Có 13 quốc gia nơi cư trú của loài hổ hoang dã họp tại Moscow từ ngày 21 đấn 24 tháng 11 để tìm cách bảo vệ chủng loại này. Các quốc gia này sẽ xem xét nhiều chương trình khác nhau như một chương trình các viên chức Thái Lan hy vọng sẽ gia tăng một nửa số lượng hổ hoang dã tại nước này trong vòng 5 năm. Trong đó một nơi cư ngụ của những loài thú hoang dã tại miền Tây Bắc Bangkok để quan sát xem những nhà bảo tồn Thái Lan dùng công nghệ như thế nào để đạt được mục đích của họ.
Một quần thể hổ Đông Dương quý hiếm mới được phát hiện trong vườn quốc gia ở miền đông Thái Lan. Camera tự động ở vườn quốc gia phía đông Thái Lan thu được hình ảnh quần thể hổ Đông Dương mới với ít nhất sáu con non trong rừng. Sự xuất hiện của đàn hổ mới này là kết quả của nỗ lực chống săn trộm ở Thái Lan. Nạn săn trộm và mất môi trường sống khiến quần thể hổ Đông Dương trên thế giới giảm xuống chỉ còn chưa tới 250 con. Trước đây chỉ có một quần thể hổ Đông Dương được biết đến tại khu vườn quốc gia này. Sự phục hồi của loài hổ phía đông Thái Lan là một điều tích cực. Số lượng hổ ở Thái Lan những năm 2000 đã giảm đến mức các chuyên gia cho rằng chúng còn lại rất ít và bị phân tán. Chiến lược bảo tồn mới cho phép hổ Đông Dương hồi phục số lượng ở một số khu vực tại Thái Lan, mặc dù loài này đã biến mất ở nhiều vùng khác.

### Lào
Tại Lào và nhiều quốc gia châu Á khác, các nhà bảo tồn đã đưa ra nhiều bằng chứng cho thấy một số lượng lớn các trang trại, sở thú vẫn nuôi nhốt hổ nhằm mục đích thương mại. Số lượng hổ nuôi nhốt hiện nay còn nhiều hơn bên ngoài tự nhiên, tại Lào, một con hổ có thể đáng giá 50.000USD trên thị trường chợ đen. Khoảng 700 con hổ đang bị nuôi nhốt tại Lào. Chính phủ Lào thừa nhận một trại hổ gần thị trấn Thakhek (Tà Khẹc), cho đến gần đây, đã giết 100 con hổ một năm cho mục đích thương mại.
Tại Tà Khẹc có trang trại nuôi hổ được xem là lớn nhất Đông Nam Á là trại Muang Thong. Trại Muang Thong rộng 200ha, trong số 700 con cổ tại trại này có khoảng 100 con đẻ tại trại. Còn lại từ Malaysia, Thái Lan, Myanma chuyển qua. Ngày nào cũng có xe chuyển hổ, mỗi tháng, ít nhất có 10 – 12 con hổ trưởng thành được nấu cao tại sân sau của trại Muang Thong. Tại trại này, mỗi ngày cả trại phải mua khoảng 30 triệu tiền thịt gà cho hổ ăn. Mỗi con hổ trưởng thành ăn khoảng 4–5 kg thịt gà/ngày, tiền đầu tư cho trại khoảng 40 triệu/ngày. Hổ đẻ trong trang trại, ăn xương gà xương vịt, có khi ăn cả thực phẩm tăng trọng.
Thị trường chủ yếu của trại là Việt Nam và Trung Quốc. Giá một kg hổ trên 1 tạ, bán ngay tại trại hiện giờ là 4.700 Bath (tiền Thái Lan, tương đương khoảng 140 USD). Loại dưới 1 tạ mua nấu cao thì không đến, chỉ khoảng 4.300 bath/kg. Giá hổ móc hàm (làm sạch lòng và nội tạng) là 3,3 triệu/kg, giao tận nơi (Nghệ An, Hà Tĩnh, Quảng Bình). Nếu giao hàng ở Hà Nội, giá là 4 triệu, Con 1 tạ rưỡi thì khoảng 11 kg lòng và nội tạng, khoảng 12–13 kg lòng. Móc hàm khoảng gần tạ rưỡi. Làm thịt một con hổ, lọc bồ xương ra là biết hổ gì rồi. Con hổ rừng nặng 2 tạ, nhưng chỉ có khoảng 12 kg lòng, tim phổi… nhưng hổ nhà thì nặng tạ rưỡi cũng có đến 12 - 13 cân lòng.
Ở Lạc Xao có một trang trại nuôi hổ khá lớn, phần nổi là để bảo tồn, nhưng đó là việc hợp pháp hóa các đường dây tuồn hổ tự nhiên từ Thái Lan, Myanmar, và các nước khác về đó tập kết, trước khi vận chuyển vào Việt Nam, từ cuối năm 2016, trại hổ này được xây dựng và có quy mô khoảng vài trăm con, gồm 4 khu nhà kiên cố, tường cao, được chia ô và quây bởi lưới thép B40 giống như chuồng cho thú dữ ở các vườn thú, dù có quy mô lớn như vậy, song hầu như người dân bản địa đều không biết sự tồn tại của trại hổ này.
Việc tiêu thụ hổ ở Lào có liên hệ với nhu cầu hổ ở Trung Quốc. Một công ty Hồng Kông đã ký hợp đồng thuê hơn 30 km2 đất tại phía tây bắc tỉnh Bokeo với chính phủ Lào để phát triển Khu Kinh tế Đặc biệt Tam giác vàng này. Các nhà bảo tồn đã nhiều lần nhấn mạnh, sở thú tồi tàn này thực chất là trang trại nuôi thú giết thịt trá hình, là mắt xích quan trọng trong thị trường buôn bán động vật hoang dã. Chúng tiến hành giao dịch hổ với những tổ chức tương tự tại Thái Lan, xẻ thịt thú bất hợp pháp để lấy xương, thịt và nhiều bộ phận khác.
Ở Lào có đường dây buôn hổ, các trang trại nuôi nhốt, trung chuyển hổ về Việt Nam qua các cửa khẩu ở Hà Tĩnh. Lào cũng là điểm trung chuyển lớn để vận chuyển hổ vào Việt Nam. Hổ được đưa qua đường biên thuộc các tỉnh Hà Tĩnh, Quảng Trị, Quảng Bình, Điện Biên, Sơn La. Hà Tĩnh vẫn luôn là một trong những khu vực nóng bỏng nhất. Việt Nam và Trung Quốc là một trong những thị trường nóng về buôn bán hổ trái phép. Để đáp ứng nhu cầu có thật, các đường dây buôn bán hàng cấm vươn dài qua Lào, Campuchia, Thái Lan, tới tận Myanmar để nhập hổ lậu vào Việt Nam. Việt Nam đã thu giữ một số xác hổ đông lạnh và xương hổ trong vòng 5 năm qua, phần lớn bị nghi có xuất xứ từ Lào (qua đường Nghệ An).
Trong thời gian trước đây, ở các tỉnh như Thà Khẹt, Phôn Xa Văn, Bô Ly Khăm Xay hổ được rao bán một cách công khai. Sau này, Cục kiểm lâm trung ương Lào siết chặt quản lý nhưng Lào vẫn là trạm trung chuyển quan trọng để các đường dây tuồn hổ từ Thái Lan, Myanmar và một số nước khác vào Việt Nam, dù vậy, việc vận chuyển hổ hầu về Việt Nam (chuyến "hàng con") như chỉ gặp trở ngại khi vượt qua cửa khẩu, thường là đi qua đường tiểu ngạch, chỉ khi bị kiểm tra gắt gao mới bị bại lộ, nếu không có thù oán với ai, không ai báo chính xác với ban ngành chức năng thì hầu như không bao giờ bị bắt.
Tại một hội thảo quốc tế về buôn bán động vật nguy cấp, các quan chức chính phủ Lào đã công nhận nạn nuôi nhốt động vật hoang dã đang gia tăng, và cam kết sẽ đóng cửa các trang trại hổ trong nước. Nhưng các nhóm quốc tế như WWF đang kêu gọi chấm dứt việc nuôi hổ, Chính phủ Lào cam kết sẽ thực hiện. Đến nay vẫn chưa có nhiều chuyển biến tích cực. Trong một cuộc họp Cites, đại diện chính phủ Lào đã tuyên bố quyết định đóng cửa các trang trại hổ.
Các tổ chức phi chính phủ quốc tế hiện đang nỗ lực tư vấn cho các cơ quan hữu quan của Lào hướng thực hiện quyết định trên, nhưng, xử lý hơn 700 trang trại nuôi hổ thực sự là một vấn đề nan giải. Giết những con hổ sẽ tạo nên làn sóng truyền thông không mong đợi, nhưng thả tất cả về tự nhiên cũng không phải cách làm an toàn trong bối cảnh con mồi cho hổ không còn nhiều, những con hổ thiếu kĩ năng sinh tồn và không sợ con người. Trong khi đó, nuôi giữ chúng cũng là một gánh nặng khi mỗi con sẽ tiêu tốn hàng nghìn USD tiền thức ăn mỗi năm, và chúng có thể sống tới 20 năm.

### Campuchia
Tại Việt Nam, Lào, và Campuchea, các nhà bảo vệ môi trường ước tính các hoạt động săn bắn và săn trộm đã làm giảm số lượng hổ ở mỗi nước xuống dưới 30 con. Các khu rừng ở vùng đồng bằng miền đông của Kampuchea tạo một môi trường sống nguyên sơ cho các chú cọp hoang dã được hồi sinh. Những nơi này là một số trong các khu vực được bảo vệ rộng nhất tại vùng Châu Á này, và chúng đặc biệt quan trọng đối với công tác bảo vệ môi trường vì chúng có tiềm năng lớn trong việc phục hồi các quần thể hoang dã trong đó có loài cọp. Quỹ WWF đã thiết lập các hệ thống camera tại nhiều nơi trong khu rừng này để chụp hình ảnh của các loài động vật hoang dã hay lẩn tránh.
Nhưng bức ảnh cuối mà họ chụp được một chú cọp là hồi năm 2007 . Dự án Conservation Canines đã phối hợp với giới kiểm lâm Kampuchea và Quỹ Bảo tồn Dã Sinh Quốc tế WWF nhằm bảo vệ loài cọp hoang. Chương trình Cọp và Rừng Khô thuộc Quỹ Dã Sinh Thế giới tại các quốc gia dọc theo Sông Mekong ở Đông Nam Á. Từ khu rừng được bảo vệ Mondulkiri, phía đông nứơc này. Tại Việt Nam, Lào, và Campuchea, các nhà bảo vệ môi trường ước tính các hoạt động săn bắn và săn trộm đã làm giảm số lượng cọp ở mỗi nước xuống dưới 30 con.
Rừng Mondulkiri của Campuchea từng rất giàu về động vật hoang dã, kể cả loài hổ, nhưng các hoạt động săn bắn và săn trộm đã xoá sạch gần hết thú hoang dã ở đây, và giết hại hầu hết các chúa tể sơn lâm. Những binh sĩ theo quân cộng sản Khmer Đỏ hồi đầu thập niên 1980 từng giết thú hoang dã để ăn thịt cũng như để mua bán, trong đó có một cá nhân giết đến 14 con hổ. Thời quân đội Khmer Đỏ, có rất nhiều thú hoang dã, nhưng sau đó thì dần dần ít đi, sau khi có nhiều nhân viên bảo vệ thú hoang dã thì dường như con số động vật hoang dã đang tăng dần lên.
Tại Kampuchea, người ta hy vọng rằng một cặp chó đặc nhiệm từ Hoa Kỳ có thể giúp cứu nguy cho loài cọp. Tại khu rừng được bảo vệ Mondulkiri phía đông Campuchea, giới bảo vệ môi trường đã mang về các "chuyên gia" đặc biệt để tìm số cọp ít ỏi còn sót lại là hai con chó mực, thuộc giống chó săn Labrador. Chúng thuộc một dự án mang tên Conservation Canines của trừơng đại học Washington ở Mỹ, huấn luyện cho chó đánh hơi chất thải của động vật hoang dã, hay còn được gọi là "scat" các chú khuyển này tinh nhanh hơn các nhà nghiên cứu trong việc tìm ra "scat" của cọp. Những người huấn luyện ghi chú địa điểm tìm ra "scat" và lấy một ít làm mẫu để phân tích xác định xem có phải của một con cọp hay không, đồng thời cũng xem xét được tình trạng sức khoẻ của nó, có thể khám phá được rất nhiều điều từ phân của động vật, có thể thấy được mức độ hormone, các dữ liệu về sinh lý, cũng như tình trạng bệnh lý. Và tất cả những điều này gộp lại sẽ cho biết tình trạng sức khoẻ tổng quát của quần thể này.

## Việt Nam

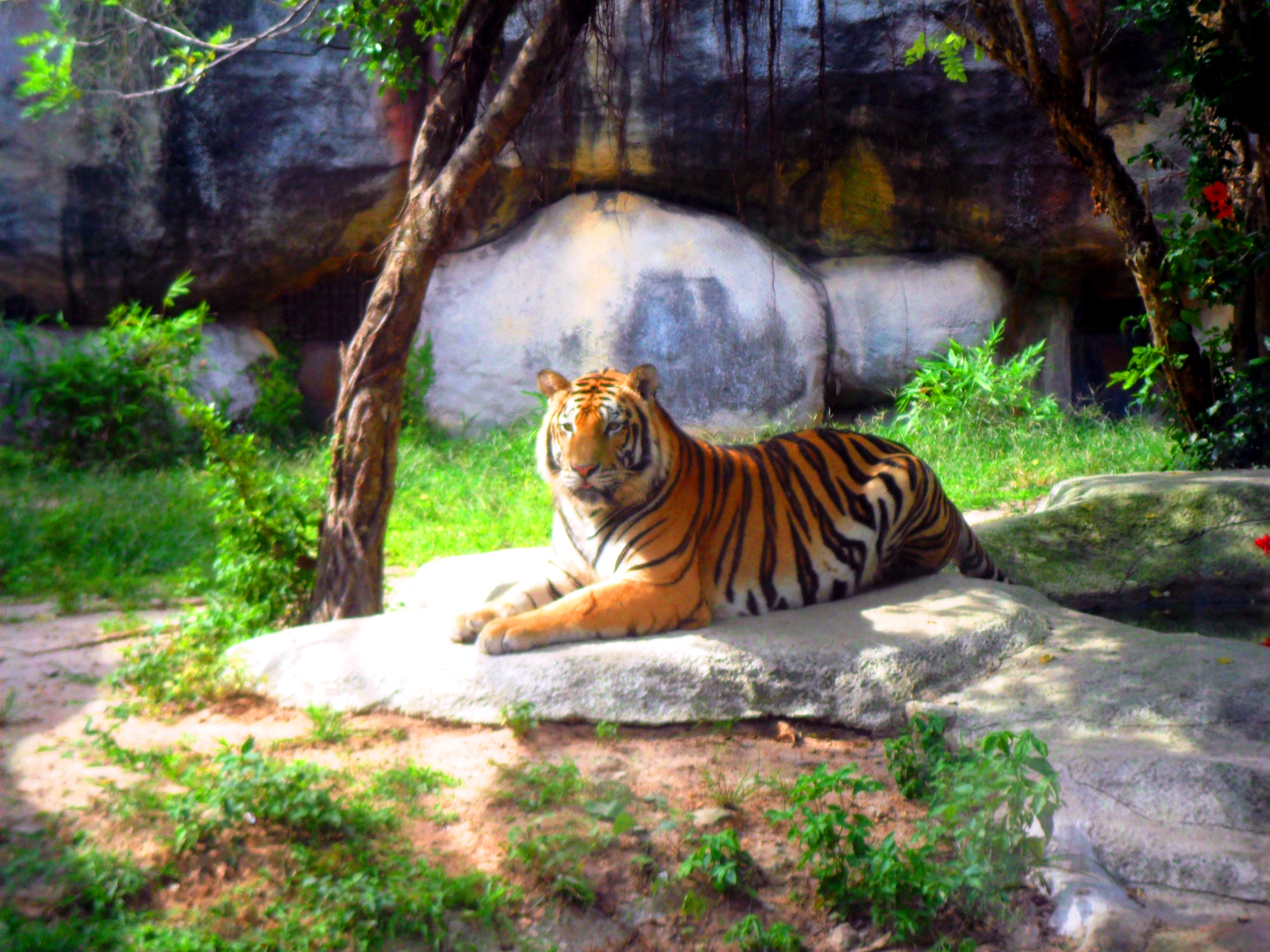
Hổ Đông Dương tại Vườn thú Đại Nam

Việt Nam là một trong các khu vực có đa dạng sinh học cao trên thế giới, với các hệ sinh thái tự nhiên phong phú, đa dạng, trong đó có nhiều loài động vật, thực vật đặc hữu, có giá trị và là một trong 13 quốc gia hiện nay còn có hổ sinh sống trong tự nhiên. Tuy nhiên, cùng với sự gia tăng dân số và phát triển kinh tế, các nguồn tài nguyên quý giá của tự nhiên dần bị cạn kiệt, nhiều loài động vật, thực vật hoang dã trở lên nguy cấp và bị đe dọa tuyệt chủng, đặc biệt là các loài thú lớn trong số đó có loài hổ thuộc phân loài hổ Đông Dương (Panthera tigris corbettii). Hơn 30 năm qua, quần thể hổ của Việt Nam nói riêng và trên thế giới nói chung đã bị suy giảm nghiêm trọng.
Hổ Việt Nam đang đứng trước nguy cơ bị tuyệt chủng là sự thật hiện hữu, báo cáo quốc gia về bảo tồn hổ năm 2009 báo động, quần thể hổ ở Việt Nam đang suy giảm và có nguy cơ tuyệt chủng trong 10 năm tới. Trong khi đó, các hoạt động buôn bán hổ trái phép tại Việt Nam đang phát triển dưới các loại hình kinh doanh hợp pháp, hổ hoang dã ở Việt Nam ngày càng có nguy cơ tuyệt chủng thì tình trạng săn bắn, buôn bán, vận chuyển hổ ngày một gia tăng. Nhu cầu sử dụng lớn, lợi nhuận cao khiến loài hổ đang dường như chỉ còn tồn tại trên sách báo, tranh ảnh, nguy cơ tuyệt chủng đã hiện hữu.

### Tình hình
Từ thập kỷ 60 của thế kỷ XX trở về trước, hổ Việt Nam phân bố ở khắp các vùng rừng núi, thậm chí cả ở vùng trung du và cả hải đảo. Những nơi nổi tiếng có nhiều hổ là Ba Chẽ (Quảng Ninh), Quản Bạ (Hà Giang), Dốc Cun (Hòa Bình), Mường Nhé (Lai Châu), Ba Rền, U Bò, Trúc (Quảng Bình), Ba Tơ (Quảng Ngãi), Phú Yên, Khánh Hòa (cọp Khánh Hòa ma Bình Thuận), KBang (Gia Lai), Sa Thầy (Kon Tum), hổ ở miền Nam còn xuất hiện nhiều ở U Minh, Cà Mau, Gia Định.
Ngày đó, hổ báo ở rừng Yên Tử rất nhiều, nên chuyện săn hổ, bẫy hổ như bẫy mèo rừng, trong rừng Yên Tử hổ trong vùng rất nhiều, thường xuyên về làng bắt trâu, bò, lợn, dê của dân. Ở rừng Tuyên Quang vẫn còn hổ dùng cao hổ nuôi của Thái Lan, Lào, nhưng thấy chất lượng kém, nên chỉ chuộng hổ hoang dã, nên chi phí cho thợ săn còn tốn kém hơn cả việc mua thẳng con hổ. Tuyên Quang, có cái dự án bảo vệ voọc, nên không vào rừng săn hổ được nữa, chẳng mấy khi nghe kể về cọp hoang dã. Loài vật ấy cứ như thể đã đi vào truyền thuyết rồi.
Trong đại ngàn nghiến trên dãy đá vôi thuộc xã Thượng Lâm và Khuôn Hà trước đây, thú rừng nhiều, nên nhiều người chỉ xách súng vào rừng là có cái ăn, vì con người phá rừng làm nương, chiếm mất chỗ ở của cọp, rồi săn bắn thú cướp mất mồi ăn của chúng, nên chúng nổi điên mà trả thù con người. Thời điểm đó, cứ lúc sáng tinh sương và chiều xuống, là cọp mò về bản dọa người, rình bắt thú. Những gia đình mất trâu, bò một cách bí ẩn. Người Tày ở đây thường thả rông trâu, bò trong rừng, vài ngày mới vào rừng cho ăn muối để chúng nhớ vị mặn mà không đi xa. Thế nhưng, đàn trâu, bò cứ hao hụt dần vì cọp. Lần mò trong rừng tìm kiếm, chỉ nhận được xác trâu, bò đã phân hủy, hoặc bị mất bộ lòng, toàn bộ thịt phần đùi, mông. Nhìn cái cách ăn đó, ai cũng biết thủ phạm là hổ.
Hơn 30 năm qua, quần thể hổ của Việt Nam nói riêng và trên thế giới nói chung đã bị suy giảm nghiêm trọng. Tại Việt Nam số lượng này chỉ còn khoảng 30 cá thể hổ trong tự nhiên và càng giảm mạnh. Trong 15 năm qua, quần thể hổ ở Việt Nam cũng như ở các quốc gia có hổ phân bố bị giảm đi đáng kể do nạn săn bắt, thu hẹp môi trường sống và suy giảm nguồn thức ăn, hổ Đông dương đang phải sinh sống trong các khu rừng bị chia cắt và xuống cấp nghiêm trọng. Số lượng hổ hoang dã của Việt Nam đã suy giảm đến mức độ nghiêm trọng.
Theo nghiên cứu trong những năm gần đây của các nhà khoa học Bảo tàng Thiên nhiên Việt Nam cho thấy, tại khu bảo tồn thiên nhiên Sông Thanh (Quảng Nam) vẫn có dấu vết chứng tỏ hổ còn tồn tại, nhưng khu bảo tồn thiên nhiên Kim Hỷ (Bắc Kạn) thì không còn bất kỳ dấu vết gì của hổ. Hổ còn tồn tại trong tự nhiên chủ yếu tại các khu bảo tồn thiên nhiên hoặc vườn quốc gia, nơi rừng còn ít bị tác động và có chế độ bảo vệ khá nghiêm ngặt. So với những năm 1970, số lượng hổ đã giảm sút một cách nghiêm trọng và có nguy cơ tuyệt chủng trong tương lai gần nếu không có các biện pháp bảo tồn hữu hiệu.

### Thống kê
Thông tin từ Quỹ quốc tế về bảo tồn thiên nhiên (WWF) cho biết trên thế giới chỉ còn khoảng 1.700 đến 2.000 cá thể hổ Đông Dương. Hổ Đông Dương trước đây sinh sản được trong môi trường khá rộng, phân bố ở các nước Việt Nam, Lào, Nam Trung Quốc, Malaysia, Indonesia và Thái Lan. Cho đến nay vẫn chưa có một cuộc điều tra quy mô cụ thể nào để thống kê chính xác số hổ còn trong tự nhiên ở Việt Nam, những số liệu chung nhất đưa ra thì Việt Nam chỉ còn khoảng từ 30-50 cá thể hổ hoang dã trong tự nhiên:
- Theo WWF vào năm 1998, hổ Đông Dương phân bố tại 47 điểm tại Việt Nam, trong đó có 15 vườn quốc gia và nhiều khu bảo tồn thiên nhiên. Hổ phân bố tập trung ở các tỉnh Lai Châu, Thanh Hóa, Quảng Nam, Kon Tum, Đắk Lắk, ước tính số lượng hổ tự nhiên trên toàn quốc không quá 200 cá thể[43].
- Theo Công ước quốc tế CITES vào năm 2008, hổ Đông dương được xếp vào loài rất nguy cấp (CR), hiện chỉ còn ở 17 tỉnh ở Việt Nam, ước tính trên toàn cõi Việt Nam chỉ còn khoảng 150 cá thể[43].
- Theo kết quả điều tra của Viện Sinh thái và Tài nguyên sinh vật năm 2011, số lượng hổ hoang dã của Việt Nam đã suy giảm nghiêm trọng, ước tính còn khoảng từ 27-47 cá thể tại các khu vực như Khu Bảo tồn thiên nhiên Mường Nhé, Vườn Quốc gia Pù Mát, Vũ Quang, Chư Mom Ray và Yok Đôn[19].
- Theo báo cáo của Bộ Tài nguyên và Môi trường, số lượng hổ ở Việt Nam chỉ còn khoảng 28-47 cá thể sinh sống rải rác ở các khu rừng hẻo lánh và đang đối mặt với nguy cơ bị tuyệt diệt do bị săn bắt, buôn bán và mất nơi sinh sống. Bên cạnh đó, số hổ nuôi nhốt cũng chỉ có 112 cá thể và hoạt động này chưa khẳng định sẽ hỗ trợ được công tác bảo tồn hổ trong tự nhiên[17].
- Theo thống kê của Chính phủ Việt Nam, số lượng hổ ở Việt Nam chỉ còn khoảng từ 28 đến 47 cá thể sinh sống rải rác ở các khu rừng hẻo lánh và đang phải đối mặt với nguy cơ bị tuyệt diệt do hai mối đe doạ lớn đó là bị săn bắt, buôn bán và mất nơi sinh sống. Hổ Việt Nam đang đứng trước nguy cơ tuyệt diệt. Bên cạnh đó, số hổ nuôi nhốt cũng chỉ có 112 cá thể và hoạt động này hiện chưa khẳng định sẽ hỗ trợ được công tác bảo tồn hổ trong tự nhiên[47]
- Theo ghi nhận trong báo cáo của Chính phủ Việt Nam tại diễn đàn Hổ năm 2004, hổ Việt Nam chỉ còn ở 17 tỉnh và đang phải sinh sống trong các khu rừng bị chia cắt và xuống cấp nghiêm trọng. Ước tính ở Việt Nam hiện nay có ít hơn 50 cá thể ngoài tự nhiên và theo các chuyên gia bảo tồn nhận định đến năm 2015 phân loài hổ Đông Dương có thể biến mất nhanh hơn bất kỳ một phân loài hổ nào khác[5].
- Số liệu thống kê của Cục Cảnh sát môi trường thuộc Bộ Công an Việt Nam cho thấy, hiện Việt Nam chỉ còn 95 cá thể hổ đang được nuôi nhốt trong các trang trại, vườn thú và rạp xiếc[5].
- Theo báo cáo quốc gia về bảo tồn hổ năm 2009 thì Việt Nam hiện chỉ còn không quá 30 đến 50 cá thể hổ, ngoài tự nhiên, ở sâu trong các cánh rừng từ Bắc vào Nam, số liệu trên chỉ là ước đoán[5], trong đó chỉ còn khoảng dưới 30 cá thể hổ hoang dã đang phân bố rải rác ở một số vườn quốc gia và khu bảo tồn, chủ yếu ở khu vực biên giới các tỉnh miền Trung[48].
- Theo thống kê của Đài Á châu Tự do, tại Việt Nam hiện chỉ còn dưới 30 cá thể hổ sống trong tự nhiên. Riêng số hổ nuôi nhốt tại các vườn thú, trang trại, đoàn xiếc được nói tổng cộng chừng 95 con[3].
- Thống kê khác của Tổ chức ENV cho biết Việt Nam không cho phép nuôi nhốt thương mại hổ nhưng toàn quốc hiện có khoảng 130 cá thể hổ đang bị nuôi nhốt. Tất cả các trang trại hổ đều được giám sát một cách cẩn trọng[22].
- Theo điều tra của ENV, số lượng hổ bị nuôi nhốt trong các vườn thú và trang trại tư nhân trong những năm gần đây đã tăng vọt từ 81 cá thể (vào năm 2010) lên tới 179 cá thể (vào năm 2015)[49], nhưng ENV không hề đánh giá cao tình hình này.
- Theo thống kê từ các Chi cục Kiểm lâm vào năm 2001 dự đoán quần thể hổ ở Việt Nam có trên 100 cá thể. Chúng phân bố rải rác ở nhiều sinh cảnh bị chia cắt. Một số địa phương ở tỉnh Kon Tum, Sông Mã (Sơn La), Lạc Dương (Lâm Đồng), Quảng Nam, Lai Châu có số lượng hổ trên 7 cá thể còn các nơi khác chỉ có 2 đến 5 cá thể. Với quần thể quá nhỏ như vậy thì sự suy thoái về di truyền của hổ Đông dương Việt Nam là không thể tránh khỏi[43].
- Trước đây, các nhà khoa học tự nhiên dự đoán rằng, ở Việt Nam còn khoảng 200 con hổ hoang dã, nhưng lúc chúng ở Việt Nam, lúc di cư sang Lào, hiện không ai có thể đưa ra được con số dự đoán về hổ hoang dã. Có thể chẳng còn con nào ở Việt Nam cả, ở vùng giáp biên với Lào, thi thoảng có hổ từ rừng Lào rẽ sang lãnh thổ Việt Nam du ngoạn, khắp rừng Mường Nhé[45].

### Nguyên nhân
Hổ Việt Nam đang phải đối mặt với nguy cơ tuyệt chủng do hai nguyên nhân chính đó là bị săn bắt, buôn bán trái phép và mất sinh cảnh sống. Tình trạng săn bắt, buôn bán trái phép hổ và con mồi của hổ diễn ra phức tạp, khó kiểm soát. Đây từng là nguyên nhân chính làm suy giảm quần thể hổ và cũng là mối de dọa nghiêm trọng đối với hổ ở Việt Nam. Việc mất sinh cảnh sống, trong đó có sự suy giảm con mồi của hổ do các hoạt động phát rừng lấy đất canh tác nông nghiệp, chuyển đổi đất rừng thiếu quy hoạch và phát triển cơ sở hạ tầng là nguyên nhân chính tác động đến quá trình tuyệt chủng loài hổ.
Hổ Việt Nam đang đứng trước nguy cơ tuyệt chủng cao vì nhiều nguyên nhân như khả năng thích nghi thấp với các sinh cảnh manh mún, quần thể nhỏ nên có ảnh hưởng lớn về di truyền cho các thế hệ sau do hiện tượng cận huyết. Hầu hết các khu bảo tồn có loài hổ sinh sống thường bị chia cắt và tàn phá nghiêm trọng, do đó việc phối giống giữa các quần thể hổ khác nhau ít khi xảy ra. Điều này dẫn đến suy thoái nguồn gen, không có lợi cho bảo tồn.
Bên cạnh đó, các hoạt động tác động đến rừng như khai thác gỗ, mở rộng nương rẫy, cháy rừng, phá rừng trồng cây công nghiệp, xây dựng thủy điện, đường sá, khai khoáng. đe dọa trực tiếp đến khả năng phục hồi quần thể hổ, con mồi của hổ. Diện tích rừng tự nhiên giảm từ 43% những năm cuối thế kỷ XX xuống còn 17% đẩy nhiều loài thú lớn như voi, hổ, tê giác đến nguy cơ tuyệt chủng do thiếu thức ăn và nơi cư ngụ. Hiện trạng hổ hoang dã còn rất ít, phân bố rải rác thành các quần thể nhỏ, không có sự giao lưu, trao đổi di truyền có thể sẽ dẫn đến hiện tượng suy thoái nguồn gen
Tại Việt Nam, hổ bị buôn bán trái phép chủ yếu vì các bộ phận của chúng, được sử dụng trong các loại rượu thuốc (như cao hổ cốt, rượu hổ cốt), các sản phẩm lưu niệm.Trong thời gian vừa qua, lực lượng công an Hà Nội đã phá nhiều vụ án buôn bán và sử dụng hổ trái phép. Công an Hà Nội và công an Thanh Xuân đã bắt quả tang tại tầng 3 của nhà hàng Tây Bắc quán đang tổ chức nấu cao hổ trái phép. Lực lượng chức năng phát hiện nhà hàng đang nấu dở một nồi cao hổ, gần đó là 2 bộ xương linh dương và một số phụ liệu được bày sẵn để phục vụ cho việc nấu cao. Tình trạng săn bắn hổ ngày càng gia tăng, nếu không có chính sách quản lý, bảo vệ và bảo tồn hổ hợp lý thì trong một ngày không xa số lượng hổ ít ỏi hiện nay ở một số khu rừng cũng sẽ không còn.

### Nuôi nhốt

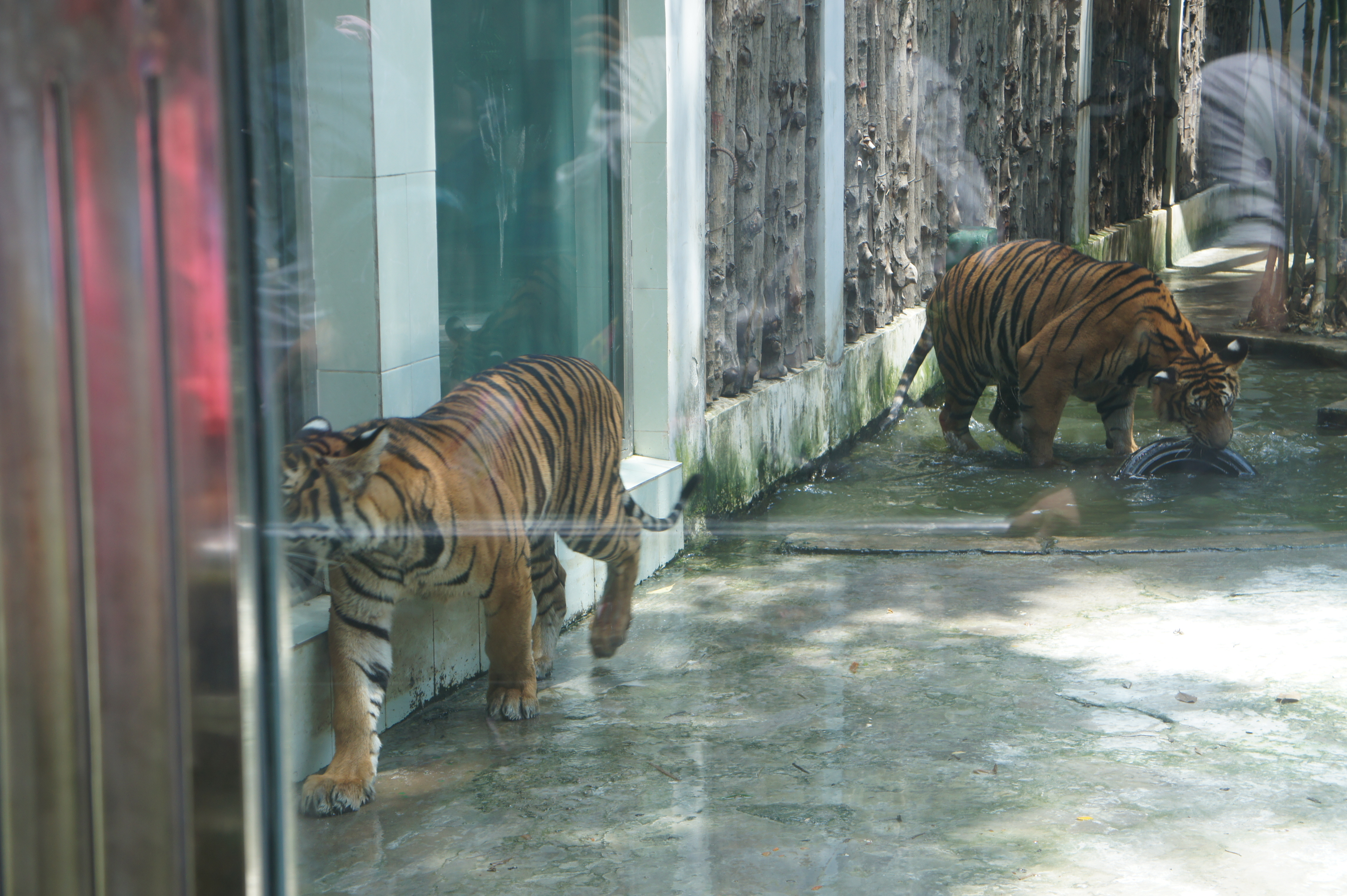
Hổ đang được nuôi nhốt tại Thảo Cầm Viên Sài Gòn

Trong những năm qua, tại Việt Nam có một số tư nhân đã bỏ tiền xây dựng những khu nuôi hổ. Tuy nhiên hoạt động này gây ra nhiều tranh cãi trong nước. Có ý kiến cho rằng nuôi hổ rồi huấn luyện thả chúng lại vào tự nhiên sẽ là một phương pháp giúp bảo tồn loài hổ. Bảo tồn ngoài thiên nhiên quan trọng, nhưng bổ sung cũng quan trọng. Tuy nhiên, nhiều người cho tư tưởng đó không chắc. Thả động vật sống ra cho hổ nuôi thả, nó vẫn ăn được. Tuy nhiên làm thế tốn kém. Dạng nuôi có nhiều mục tiêu. Thực sự nuôi để thả lại vào rừng thì những con lớn sẽ kém về khả năng săn bắt, còn bỏ những con nhỏ vào rừng thì không tồn tại được vì không có cha mẹ bảo bọc, cách đó chỉ có nhà nước hay các tổ chức thiện ý làm được.
Hiện nay chủ yếu là nuôi hổ cảnh, nuôi thương mại để chuyển hóa thành sản phẩm vì có sinh lợi và tình trang pháp lý đang rất lẫn lộn, cần có hành lang pháp lý chặt chẽ để các mục tiêu rõ ràng, để không có lạm dụng. Theo điều tra của ENV, số lượng hổ bị nuôi nhốt trong các vườn thú và trang trại tư nhân trong những năm gần đây đã tăng vọt từ 81 cá thể (2010) lên tới 179 cá thể (2015). ENV rất quan ngại về sự phát triển các trang trại hổ tại Việt Nam. Qua nhiều năm điều tra, ENV có thể khẳng định rằng hầu hết các trại nuôi hổ hiện nay không hoạt động vì mục đích giáo dục và bảo tồn mà thực chất là để hợp pháp hóa các hoạt động buôn bán hổ bất hợp pháp.
Đánh giá chung của ENV về mục đích của các cơ sở nuôi nhốt tư nhân ở Việt Nam thì hiện cả nước có 13 cơ sở tư nhân được cấp phép nuôi nhốt động vật hoang dã, với khá nhiều mục đích nhưng tuyệt đối không được vì mục đích thương mại, như buôn bán. ENV đã có những bằng chứng cụ thể về việc 6/13 số cơ sở nuôi nhốt được sử dụng nhằm hợp pháp hóa các cá thể bất hợp pháp trong tự nhiên, nhằm mục đích thương mại. Trong số này, có một số sự việc cụ thể đã được ENV gửi tới cơ quan chức năng, như vậy, gần 50% cơ sở nuôi nhốt tư nhân có dấu hiệu bất hợp pháp.
Với tình trạng nuôi nhốt hổ như hiện nay, ENV có cho rằng Nhà nước cần cụ thể hóa các quy định hiện hành về điều kiện cấp phép cũng như quản lý và xử lý vi phạm tại các cơ sở nuôi nhốt động vật hoang dã nguy cấp, quý, hiếm, đây là điều rất cần thiết và cấp bách. Nhà nước chỉ nên cấp phép cho những cơ sở có dự án bảo tồn cụ thể, được các cơ quan quản lý Nhà nước phê duyệt. Đối với các cơ sở không có dự án bảo tồn, nên có những cách quản lý cá thể hổ như gắn chip, triệt sản cho những cá thể hổ bị nuôi nhốt bởi chúng không có giá trị nhiều cho công tác bảo tồn. Việc cấp phép nuôi nhốt hổ hay các loài động vật nguy cấp, quý, hiếm khác chỉ nên giới hạn vì mục đích bảo tồn, nghiên cứu khoa học, giáo dục cho các cơ sở đáp ứng những yêu cầu cụ thể theo quy định của pháp luật. Các cơ quan chức năng địa phương thu hồi giấy phép nuôi nhốt hổ của những cơ sở có nghi ngờ liên quan đến hoạt động buôn bán động vật hoang dã bất hợp pháp hoặc không đảm bảo điều kiện.

### Bất cập
Các vấn đề pháp lý trong hoạt động nuôi nhốt hổ gia tăng trong những năm gần đây. Nhiều vụ việc hổ tấn công làm chết, bị thương người cũng xảy ra rải rác ở các cơ sở nuôi nhốt hổ trong khắp cả nước, do đó có ý kiến yêu cầu cơ quan Nhà nước có thẩm quyền cần kiểm soát sự phát triển của các cơ sở nuôi nhốt hổ dưới danh nghĩa bảo tồn và cần sự chuyển giao các cá thể hổ nuôi nhốt về các Trung tâm bảo tồn của Nhà nước. Theo thống kê trong năm 2007, Việt Nam có 5 cơ sở được phép nuôi nhốt hổ, hiện nay con số đó đã lên đến 13 cơ sở nuôi nhốt hổ tư nhân (không bao gồm các vườn thú và trung tâm cứu hộ thuộc sự quản lý của Nhà nước). ENV rất quan ngại về sự phát triển các trang trại hổ tại Việt Nam. Qua nhiều năm điều tra, ENV có thể khẳng định rằng hầu hết các trại nuôi hổ hiện nay không hoạt động vì mục đích giáo dục và bảo tồn mà thực chất là để hợp pháp hóa các hoạt động buôn bán hổ bất hợp pháp
Trong khi đó, hiện nay vẫn chưa có các quy định cụ thể về điều kiện thành lập cũng như quy định trong quản lý và xử lý vi phạm tại các cơ sở nuôi nhốt hổ và các loài nguy cấp, quý, hiếm khác. Chính điều này đã gây khó khăn cho các địa phương trong việc quản lý cũng như tạo điều kiện cho các đối tượng lợi dụng việc nuôi nhốt hổ để hợp pháp hóa các cá thể hổ buôn bán bất hợp pháp. Giới chuyên gia cho rằng việc vẫn duy trì nguồn cung cho thị trường dù hợp pháp hay phi pháp đều giúp tăng cầu, và như thế không thể giúp bảo vệ một cách hữu hiệu loài hổ được. Các nhà bảo tồn cho rằng cần phải tiêu hủy các sản phẩm hổ từ đường dây tiêu thụ động vật hoang dã.
Vụ Công an Hà Nội tịch thu một con hổ đông lạnh được chở bằng xe taxi từ tỉnh Thanh Hóa và tỉnh Thanh Hóa cho phép một số đơn vị trong tỉnh bán đấu giá gần ba kilogram cao hổ thành phẩm. Vụ chủ nhân của một vườn bách thú tại Việt Nam đã bị tuyên án 3 năm tù giam vì đã bán xác của nhiều con hổ đã chết tại vườn thú của ông nuôi trong một vườn bách thú ở Tỉnh Bình Dương. Ông khai rằng các con hổ đã chết vì những nguyên nhân tự nhiên, bốn con chết vì cúm gia cầm sau khi ăn phải gà nhiễm bệnh hồi năm 2003, và một con chết vì hóc xương. Nhưng thay vì báo cáo cho các giới thẩm quyền như quy định, ông đã mang hổ đi bán vì ông cần tiền để chăm sóc những con hổ còn lại, còn 14 bị cáo khác cũng bị tuyên án mỗi người tối đa 30 tháng tù.
Những vụ việc ghi nhận như vụ tỉnh Thanh Hóa cho phép đấu giá cao hổ, xác hổ được đem nấu cao có nguồn gốc từ một vụ vận chuyển trái phép. Sau khi xảy ra vụ việc khiến dư luận lên tiếng, nhà chức trách, giải thích rằng số cao hổ đấu giá làm từ xương của con hổ chết do một chủ trang trại trong tỉnh nuôi. Trung tâm Giáo dục Thiên Nhiên tại Việt Nam lên tiếng tỏ rõ bất đồng trước việc làm đó của cơ quan chức năng tỉnh Thanh Hóa. Lực lượng chức năng lập biên bản kiểm tra, niêm phong và giao xác hổ (61 kg) bảo quản, lưu giữ. Hổ đã có mùi hôi thối và không mang mầm bệnh nên đã sung công quỹ, chuyển giao xác hổ cho Bệnh viện Y học dân tộc tỉnh Thanh Hóa để bào chế thuốc. Trung tâm ENV cho rằng việc nấu cao ở bệnh viên Thanh Hóa là phải tiêu hủy số cao, các cơ quan chức năng cần nhận rõ nguy cơ của hành động này như một sự tiếp tay, hợp pháp hóa việc tiêu thụ động vật hoang dã
Giá trị của xác hổ được xác định là 91 triệu đồng, được căn cứ vào giá thành của xác hổ và giá mua các loại xương khác trên thị trường như xương sơn dương, gạc hươu, các chất bảo quản khác và ngày công lao động thực tế. Tổng chi phí gần 126 triệu đồng, giá thành hơn 4,1 triệu đồng/100 gram. Bệnh viện đề xuất nhượng bán để phục vụ sức khỏe cán bộ và bệnh nhân (giá bán 6 triệu đồng/100gram). Hổ nấu cao theo phương pháp cổ truyền, có kèm theo các phụ gia như xương sơn dương, gạc hươu, chất bảo quản khác. Nhưng về số 75% xương các loài khác từ đâu (sơn dương thuộc nhóm nghiêm cấm khai thác và sử dụng vì mục đích thương mại như hổ) được trả lời do đấu giá tịch thu từ các vụ việc khác và có cơ sở pháp luật. Số cao hổ thành phẩm 2,77 kg được bảo quản tại Bệnh viện Y học dân tộc tỉnh Thanh Hóa.
Vụ đối tượng buôn bán động vật hoang dã được giao nuôi nhốt hổ, bắt đầu tự sự kiện Một tai nạn khi một học sinh bị hổ vồ tại Trang trại nuôi hổ đặt tại cồn thôn Tàu Voi, xã Xuân Tín, huyện Thọ Xuân, Thanh Hóa, vụ việc này căn nguyên từ khi chủ đưa đàn hổ về nuôi nhốt từ năm 2006. Đến năm 2008, tỉnh Thanh Hóa đã ra quyết định xử phạt vi phạm hành chính và giao nuôi thí điểm vì mục đích nghiên cứu bảo tồn 12 cá thể hổ bị phát hiện nuôi nhốt bất hợp pháp tại cơ sở của đối tượng ở địa phương. Đến năm 2012, mới được Kiểm lâm tỉnh Thanh Hóa cấp giấy phép cho nuôi nhốt hổ có thời hạn 5 năm. Sau đó, đã bắt giữ một vụ buôn bán, vận chuyển 36 kg sừng tê giác, 2 cá thể hổ đông lạnh, 3 bộ da sư tử cùng nhiều sản phẩm có nguồn gốc từ ngà voi và các loài động vật hoang dã khác, các đối tượng đã khai nhận 2 cá thể hổ đông lạnh bị tịch thu có nguồn gốc từ cơ sở nuôi nhốt hổ nêu trên.
Đến tháng 5 năm 2017, đối tượng này đã bị khởi tố, bắt giam do tình nghi tham gia đường dây buôn bán động vật hoang dã xuyên quốc gia. Cũng từ đây, nhiều nghi vấn nổi lên về cơ sở nuôi nhốt hổ của đối tượng thực chất chỉ đóng vai trò vỏ bọc cho các hoạt động buôn bán, vận chuyển trái phép hổ và các loài động vật hoang dã khác mà không hề phục vụ mục tiêu nuôi thí điểm bảo tồn hổ như giấy phép mà cơ quan chức năng của tỉnh Thanh Hóa đã cấp để núp bóng nuôi nhốt để buôn bán hổ. Từ một cơ sở nuôi nhốt hổ chui, trong vòng 6 năm, trại nuôi này đã trở thành trại nuôi hợp pháp với danh nghĩa bảo tồn và phát triển hổ.
Cơ quan quản lý CITES Việt Nam đã tiến hành kiểm tra để xác nhận điều kiện cơ sở vật chất chuồng trại của Vườn Động vật Sinh thái Hòn Nhạn, Nghệ An. Nếu đạt đủ điều kiện nuôi nhốt, cơ sở này sẽ được phép nhập khẩu thêm 9 cá thể hổ để phục vụ mục đích nuôi dưỡng, nhân giống trưng bày và phục vụ giáo dục bảo tồn. Chủ cơ sở này là vợ của một đối tượng từng đã có 2 tiền án về tội phạm liên quan đến giết hại, buôn bán hổ cùng nhiều loài động vật hoang dã nguy cấp khác. Một công ty con đã được cấp phép gây nuôi hổ để phục vụ hoạt động du lịch sinh thái từ năm 2016. Cơ sở này cũng đã tiếp nhận 15 cá thể hổ từ công ty khác. Hiện nay, cá nhân này cũng đang bị nghi ngờ là đối tượng cầm đầu một đường dây chuyên buôn bán, vận chuyển trái phép động vật hoang dã (bao gồm hổ, tê tê, ngà voi và sừng tê giác) xuyên biên giới Việt Nam–Lào–Thái Lan.
ENV cho rằng việc cấp phép gây nuôi hổ và các loài động vật hoang dã nguy cấp, quý, hiếm cho một đối tượng đã có hai tiền án tội phạm liên quan đến động vật hoang dã là một việc làm hết sức vô lý của các cơ quan chức năng tỉnh Nghệ An. Cấp phép cho vợ chồng này gây nuôi hổ đồng nghĩa với việc các cơ quan này đã chính thức thỏa hiệp và tạo điều kiện cho đối tượng có cơ hội lợi dụng danh nghĩa cơ sở được cấp phép để tiếp tục thực hiện hành vi vi phạm pháp luật về bảo vệ động vật hoang dã trong tương lai.
Việc cấp phép cho các cơ sở gây nuôi động vật hoang dã, bao gồm cả những loài nguy cấp, quý, hiếm được ưu tiên bảo vệ theo Danh mục ban hành kèm theo Nghị định 160/2013/NĐ-CP về tiêu chí xác định loài và chế độ quản lý loài thuộc Danh mục loài nguy cấp, quý, hiếm được ưu tiên bảo vệ, trong đó có hổ, đang diễn ra phổ biến ở nhiều địa phương. Điều này hiện đang tác động rất lớn đến công tác bảo tồn các loài động vật hoang dã ở Việt Nam. Cơ quan chức năng nào sẽ phải chịu trách nhiệm nếu loài hổ và các loài động vật hoang dã nguy cấp khác của Việt Nam bị tuyệt chủng như tê giác.

### Giải pháp
Báo cáo quốc gia về bảo tồn hổ năm 2009 nêu rõ, để cứu loài hổ khỏi nguy cơ tuyệt chủng, một trong những việc phải làm ngay là khảo sát, đánh giá chính xác, tìm câu trả lời thuyết phục nhất về số lượng cá thể hổ đang sinh sống tại Việt Nam và phân bố ở những đâu. Trên cơ sở này, sẽ thành lập các vùng bảo tồn hổ ưu tiên. Báo cáo quốc gia cũng đặt ra mục tiêu kiểm soát có hiệu quả việc săn bắn bất hợp pháp, sử dụng hổ và các sản phẩm từ hổ, đồng thời tăng cường nhận thức của xã hội về bảo tồn hổ và ảnh hưởng của việc sử dụng các sản phẩm từ hổ, kêu gọi người dân thay đổi thói quen tiêu dùng, không sử dụng các sản phẩm từ hổ.
Hiện vườn quốc gia ở biên giới Việt Nam-Lào-Campuchia là hệ cung cấp mồi cho hổ còn tương đối đảm bảo, có lực lượng chuyên trách bảo vệ vườn, thay vì đầu tư bảo tồn hổ dàn trải, chỉ nên tập trung vào việc bảo tồn hổ ở một số ít vùng còn có quần thể hổ tự nhiên có động thái phát triển, việc bảo tồn hổ không thể trông chờ vào các trang trại gây nuôi, chiến lược gây nuôi bảo tồn hổ chỉ thực sự được thực thi tại các cơ sở của Nhà nước hoặc các trung tâm cứu hộ.
Nhằm bảo tồn và phát triển quần thể hổ hiện có tại Việt Nam, cần có sự chung tay của Nhà nước, các nhà khoa hoc, các tổ chức phi chính phủ và tất cả mọi người. Trước mắt Nhà nước cần rà soát lại các văn bản quy phạm pháp luật có liên quan tới việc quản lý và bảo vệ hổ ở Việt Nam và hoàn thiện văn bản, xử phạt nghiêm minh các đối tượng vi phạm luật có liên quan tới việc bảo vệ và bảo tồn động thực vật hoang dã nói chung và loài hổ nói riêng. Về lâu dài, cần khôi phục sinh cảnh cho hổ tại các khu vực đã được bảo vệ. Ưu tiên cho đầu tư nghiên cứu cơ bản để phát triển, bảo tồn hổ như phối giống sinh sản, tách chiết và lưu trữ DNA cho loài hổ.

### Cam kết
Là một trong những quốc gia có Hổ phân bố, Việt Nam luôn cam kết xây dựng và thực hiện chương trình phục hồi Hổ quốc gia (NTRP), đồng thời đóng góp tích cực vào Chương trình phục hồi Hổ toàn cầu (GTRP). Điều này đã được khẳng định tại Hội nghị thượng đỉnh về Hổ tổ chức tại Liên bang Nga năm 2010 Việt Nam có những phát biểu như là cam kết đối với tiến trình bảo tồn loài hổ trên thế giới cùng với 12 nước khác. Những cam kết đáng chú ý của Việt Nam trong việc bảo tồn loài hổ là Việt Nam sẽ thành lập đề án Chương trình phục hồi loài hổ cho Việt Nam, chương trình của Việt Nam cũng nằm trong khuôn khổ chương trình bảo tồn đa dạng sinh học quốc gia.

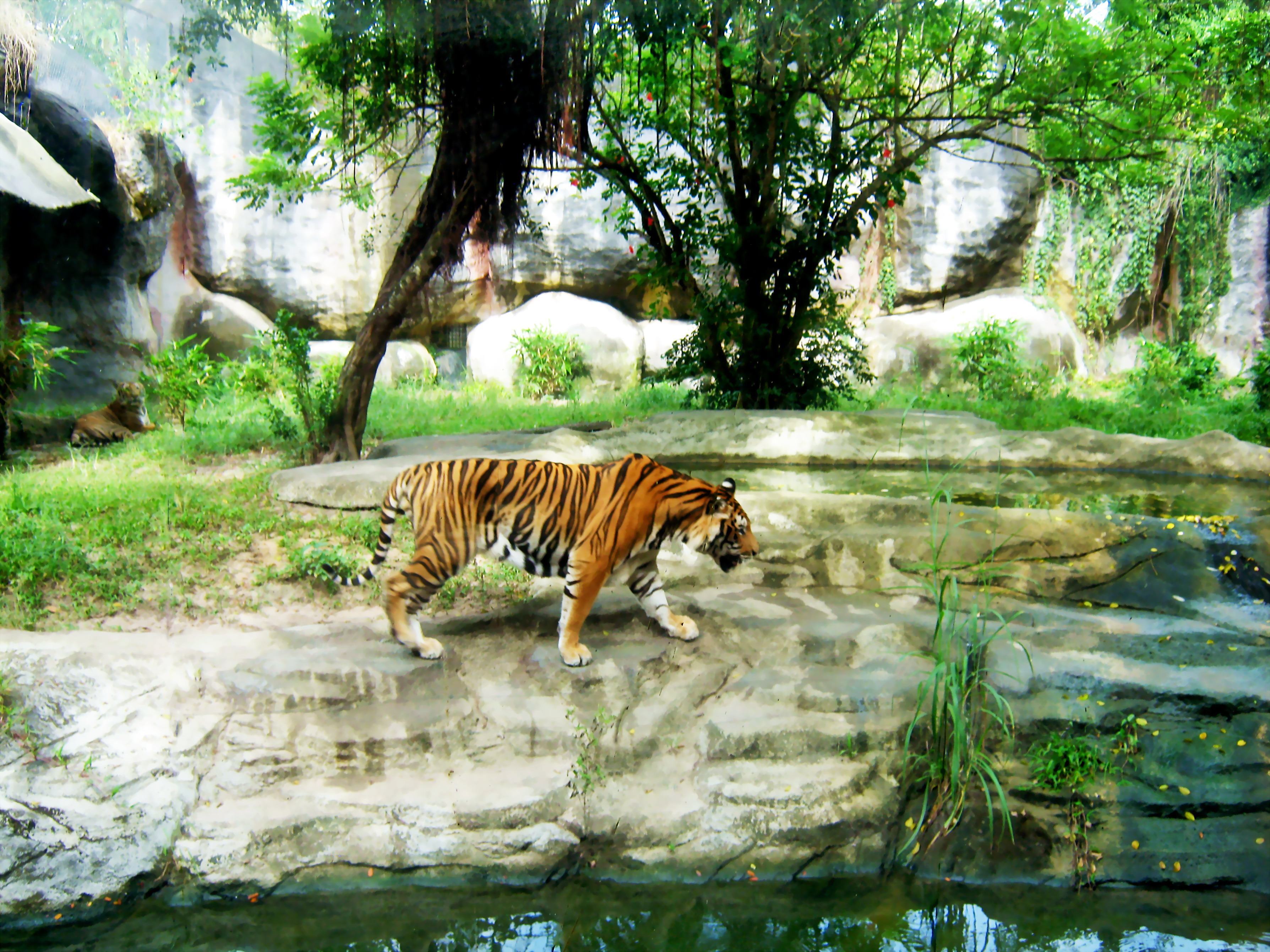
Hổ Đông Dương tại Vườn thú Đại Nam

Việt Nam cam kết thiết lập một vùng bảo tồn khu sinh sống của hổ như các nước đang làm. Việt Nam cam kết tổ chức các đợt vận động về thông tin, truyền thông để công chúng thay đổi thói quen sử dụng các sản phẩm từ hổ hay từ các loài động vật hoang dã khác. Cam kết hợp tác với Campuchia, Lào để bảo tồn khu vực vùng ba biên giới nơi có ba vườn quốc gia của ba nước nằm gần nhau từ đó xây dựng một hành lang sinh sống cho hổ được bảo vệ. Việt Nam cam kết phối hợp với các nước có hổ sinh sống để tiến hành nghiên cứu, thực hiện các chương trình khoa học. Tham gia các tổ chức quốc tế liên quan đến hổ, tổ chức những hội thảo về hổ tại Việt Nam như đã từng làm ở một số nước khác.
Việt Nam đã có Luật Đa dạng sinh học, tăng cường việc thi hành luật để chế tài những đối tượng cố tình vi phạm bảo tồn đa dạng sinh học. Đẩy mạnh việc thực thi các luật đã có về bảo tồn các giống loài trong danh mục phải bảo tồn, trong Tổng cục Môi trường, Bộ Tài Nguyên-Môi trường cũng có Cục Bảo tồn Đa dạng sinh học. Nhiệm vụ của Cục này là bảo tồn các giống loài nói chung, trong đó có loài hổ. Tổng cục Lâm nghiệp phối hợp với Diễn đàn Hổ toàn cầu (GTF), Sáng kiến Hổ toàn cầu (GTI)/Ngân hàng thế giới (WB) tổ chức Hội thảo về xây dựng tiêu chí và chỉ số giám sát Chương trình phục hồi Hổ toàn cầu trong năm 2011. Với 45 đại biểu tham dự Hội thảo là các chuyên gia kỹ thuật đến từ 13 nước có Hổ phân bố và Ban thư ký GTF, GTI, Ngân hàng thế giới và một số tổ chức bảo tồn quốc tế như WCS, WWF, FFI, Traffic.
Các đại biểu đều nhất trí khẳng định nỗ lực thực hiện cam kết bảo tồn loài thú quý hiếm nhất trên hành tinh đang đứng trước nguy cơ tuyệt chủng, hầu hết các nước có hổ phân bố ngoài tự nhiên đã hoàn thành Chương trình phục hồi hổ quốc gia (NTRP) và cùng nhau phối hợp xây dựng Chương trình phục hổi hổ toàn cầu (GTRP) với cam kết tăng gấp đôi quần thể hổ ngoài tự nhiên vào năm 2020. Các cơ quan quản lý nhà nước, các tổ chức phi chinh phủ cũng có nhiều sáng kiến khác và cùng chung sức xây dựng chiến lược lâu dài bảo tồn hổ của Việt Nam đến năm 2020. Tới đây, cần khôi phục lại sinh cảnh cho hổ tại các khu rừng đã được bảo vệ, ưu tiên cho đầu tư nghiên cứu cơ bản để phát triển bảo tồn hổ bằng phối giống sinh sản, lưu trữ mẫu DNA gốc để phục hồi loài động vật quý hiếm này khi có điều kiện.
Để bảo tồn loài hổ khỏi nguy cơ tuyệt chủng, Việt Nam cũng đã có những hành động tích cực như nhân nuôi hổ ở Vườn thú Hà Nội từ năm 1976 là nơi đầu tiên hổ được ghép đôi, sinh sản trong điều kiện nuôi. Đến nay hổ Đông Dương đã sinh sản được 4 lần và tổng số hổ có tại Vườn thú Hà Nội là tám con. Mô hình nuôi hổ sinh sản ở Vườn thú Hà Nội được coi là một hình thức bảo tồn chuyển vị (exitu) hữu hiệu. Với tư cách là nước thành viên chính thức của Công ước về Đa dạng sinh học từ năm 1994, Việt Nam đã có những nỗ lực đáng kể trong các chương trình tuyên truyền về bảo tồn hổ như không buôn bán sử dụng các sản phẩm hổ tại các sân bay, bến bãi; thiết lập đường dây nóng thông báo cho cơ quan quản lý nhà nước các thông tin về hổ; điều tra, rà soát lại các vùng có hổ.

### Pháp luật
Với tầm quan trọng của công tác bảo tồn động vật, thực vật hoang dã nói chung, các loài thú lớn (trong đó có hổ) nói riêng, Nhà nước Việt Nam đã có nhiều chủ chương, chính sách. Từ những năm 1963, Nhà nước đã ban hành Pháp lệnh về cấm săn bắt chim, thú rừng. Đưa hổ và nhiều loài động vật, thực vật vào danh mục bảo vệ, quy hoạch hệ thống các khu rừng đặc dụng đại diện cho các hệ sinh thái rừng Về lý thuyết, loài hổ đã được Pháp luật Việt Nam bảo vệ. Loài hổ còn được bảo vệ trong nhóm IB của Nghị định 32/2006/NĐ-CP năm 2006 về nghiêm cấm các hành vi săn bắt, sở hữu, buôn bán, quảng cáo hay tiêu thụ hổ và các sản phẩm có nguồn gốc từ hổ, những người tham gia vào các hoạt động trái phép liên quan đến hổ đều bị xử phạt hành chính hoặc xử lý hình sự và theo Bộ Luật hình sự thì hình phạt có thể lên tới 7 năm tù và mức phạt hành chính lên đến 500 triệu đồng.
Dù Việt Nam đã có những quy định chống săn bắn hổ từ năm 1963 (Nghị định 39/CP), đến năm 1992 đã đưa hổ vào nhóm 1B (Nghị định 18/HĐBT)-nhóm các động vật nguy cấp nhưng quần thể hổ vẫn suy giảm là do chưa kiểm soát chặt được nạn săn bắn và nhu cầu tiêu dùng của xã hội không giảm, điều kiện vật chất có hạn việc triển khai các hoạt động bảo tồn còn hạn chế, hiệu quả của công tác bảo tồn chưa đáng kể và đến nay, vẫn chưa xây dựng được một khu bảo tồn riêng dành cho loài hổ. Hiện nay, có 2 hệ thống quy định pháp luật liên quan tới nuôi nhốt các loài động vật hoang dã quý hiếm. Gồm hệ thống văn bản liên quan tới đa dạng sinh học, trong đó, hổ là loài động vật nguy cấp, quý hiếm cần được ưu tiên bảo vệ. Hai là, loài hổ cũng thuộc Phụ lục I, công ước CITES (trước đây là loài thuộc nhóm 1b, Nghị định 32) là loài động vật nguy cấp, quý hiếm, nghiêm cấm khai thác, sử dụng vì mục đích thương mại.
Nhưng tất cả những văn bản trong cả hai hệ thống quy định pháp luật trên và những quy định về điều kiện nuôi nhốt hổ đều khá sơ lược. Pháp luật về bảo vệ động vật hoang dã chưa thực sự chặt chẽ. Hành vi nuôi nhốt hổ trái phép là hành vi vi phạm pháp luật, sẽ bị xử phạt hành chính, đồng thời, các cá thể hổ sẽ bị tịch thu, nhưng tại một số địa phương khác cũng có xảy ra tình trạng nuôi nhốt hổ như Bình Dương, Thái Nguyên, Thanh Hóa, Nghệ An. Nhà nước đã tiến hành cấp phép cho một số cá nhân tại các địa phương này được nuôi nhốt hổ vì mục đích bảo tồn, nghiên cứu khoa học. ENV cho rằng cần phải có những quy định pháp luật rõ ràng, chặt chẽ, cụ thể, không chỉ trong quá trình cấp phép, mà cả quá trình kiểm tra, giám sát, xử lý vi phạm xảy ra tại cơ sở nuôi nhốt.
Trước nguy cơ tuyệt chủng của loài hổ tại Việt Nam, Bộ Tài nguyên và Môi trường đã dự thảo Quyết định phê duyệt chương trình quốc gia về bảo tồn hổ đến năm 2022, trình Thủ tướng Chính phủ xem xét phê duyệt. Chương trình đặt mục tiêu bảo vệ và phát triển quần thể hổ hoang dã và con mồi của hổ ở Việt Nam, góp phần đạt được mục tiêu tăng quần thể hổ hoang dã lên gấp đôi trên quy mô toàn cầu vào năm 2022. Các nội dung của dự thảo gồm:
- Xác lập khu vực ưu tiên bảo tồn hổ tự nhiên, đặt mục tiêu bảo vệ và phát triển quần thể hổ hoang dã và con mồi của hổ ở Việt Nam
- Tăng cường công tác quản lý, bảo vệ các vùng sinh cảnh bảo tồn hổ
- Quản lý, giám sát chặt chẽ hoạt động gây nuôi bảo tồn hổ nhằm hỗ trợ công tác bảo tồn hổ tự nhiên
- Bảo đảm công tác phòng ngừa, đấu tranh và xử lý các hành vi vi phạm về bảo tồn hổ và con mồi của hổ đạt hiệu quả

Chương trình dự kiến sẽ xác định khu ưu tiên bảo tồn hổ. Trong đó, xác lập ít nhất 01 khu vực ưu tiên bảo tồn hổ tự nhiên để tiến hành quy hoạch, thiết lập hành lang bảo tồn sinh cảnh sống của hổ trong tự nhiên; hạn chế thực hiện các dự án phát triển tác động tiêu cực đến khu vực sinh cảnh hổ tự nhiên. Gây nuôi và tái thả hổ về vùng phân bố trong tự nhiên. Xây dựng chương trình giám sát quần thể hổ hoang dã, chú trọng việc thiết lập hệ thống đăng ký, quản lý cá thể hổ nuôi nhốt trên toàn quốc. Cũng như, xây dựng và áp dụng chương trình giám sát hổ tại các cơ sở nuôi nhốt hổ, xây dựng chương trình gây nuôi bảo tồn và tái thả hổ về vùng phân bố của chúng trong tự nhiên.
Thủ tướng Chính phủ đã ban hành Quyết định số 539/QĐ-TTg, phê duyệt Chương trình quốc gia về bảo tồn hổ giai đoạn 2014-2022. Theo đó, đối với bảo tồn nội vi tập trung vào các khu vực có khả năng còn hổ sinh sống, các khu vực có tiềm năng phục hồi hổ ở các Vườn quốc gia, Khu bảo tồn thiên nhiên, trong đó, tập trung chủ yếu ở các Vườn quốc gia Vũ Quang (Hà Tĩnh), Pù Mát (Nghệ An), Yok Đôn (Đắk Lắk), Chư Mom Ray (Kon Tum) và các Khu bảo tồn thiên nhiên Sốp Cộp (Sơn La), Sông Thanh (Quảng Nam). Tăng cường quản lý, giám sát hoạt động gây nuôi bảo tồn hổ.
Tăng cường trao đổi, chia sẻ thông tin hợp tác quốc tế trong phòng ngừa, điều tra và xử lý các vụ án buôn bán, vận chuyển trái phép hổ xuyên biên giới, xây dựng trung tâm lưu trữ quốc gia cơ sở dữ liệu và các mẫu vật hổ; thực hiện kiểm kê và đánh dấu tất cả các mẫu vật hổ đang được lưu giữ tại các cơ sở của tổ chức, cá nhân, như: Bảo tàng, cơ sở trưng bày, vườn thú và lập hồ sơ quản lý. Đây được coi là một sự tiếp cận tổng thể, một chương trình đồng bộ lâu dài, cần được ưu tiên, tập trung nguồn lực thực hiện các giải pháp: Xây dựng chương trình giám sát quần thể hổ và con mồi của hổ trong tự nhiên và hoạt động gây nuôi hổ; lồng ghép hoạt động quy hoạch các khu vực ưu tiên bảo tồn hổ với quy hoạch hệ thống rừng đặc dụng.
Thực hiện các nghiên cứu, chuyển giao và áp dụng các giải pháp khoa học công nghệ tiên tiến của thế giới về quản lý, bảo vệ và giám sát hổ, con mồi của hổ như công nghệ viễn thám (GIS), công nghệ quét rada trong theo dõi diễn biến tài nguyên rừng về quản lý, bảo tồn, bảo vệ hổ, con mồi của hổ, chú trọng đầu tư cho hoạt động bảo tồn hổ ngoài tự nhiên, áp dụng các cơ chế tài chính để đầu tư, hỗ trợ cho quản lý, bảo tồn hổ và con mồi của hổ như cơ chế đồng quản lý rừng, cơ chế chi trả dịch vụ môi trường, Tăng cường hợp tác với các nước, đặc biệt với các nước có chung đường biên giới để nâng cao hiệu quả kiểm soát hoạt động buôn lậu hổ xuyên biên giới và đánh giá tính khả thi thiết lập khu bảo tồn hổ liên biên giới.

### ENV
Tổ chức ENV (Education for Nature Vietnam) là tổ chức phi chính phủ hoạt động với mục đích bảo vệ sự đa dạng sinh học, bảo vệ các động vật hoang dã, các nỗ lực bảo tồn hổ của Trung tâm luôn tích cực và chủ động thực hiện các hoạt động mang tính chiến lược để bảo vệ loài hổ, các hoạt động của Trung tâm như phối hợp với các cơ quan chức năng thực hiện điều tra về hổ, điều tra các trang trại gây nuôi hổ và nạn buôn bán hổ nhằm xác định các đối tượng chủ chốt và mạng lưới tội phạm đứng sau các vụ buôn bán hổ, tìm hiểu sâu hơn về tình trạng nuôi nhốt hổ tại các cơ sở tư nhân ở Việt Nam.
Tổ chức Trung tâm giáo dục thiên nhiên (ENV), hàng năm đều có chương trình ghi nhận số liệu, chụp ảnh tư liệu về các loài động vật hoang dã nguy cấp, quý, hiếm được nuôi trong các trang trại động vật hoang dã và các khu du lịch sinh thái trên cả nước. Tổ chức ENV nắm thông tin khá kỹ về trang trại nuôi hổ, ENV vẫn duy trì đường dây nóng miễn phí. Qua đường dây này, tiếp nhận thông tin từ bất kỳ ai khi họ cảm thấy nghi ngờ về hành vi vi phạm pháp luật liên quan tới động vật hoang dã.
Trung tâm Giáo dục Thiên nhiên cũng thúc đẩy sự hợp tác giữa các cơ quan thi hành luật, các cơ quan chức năng tích cực điều tra, tiến tới xóa bỏ nạn buôn bán hổ trái phép. Nâng cao nhận thức cộng đồng và tổ chức các hoạt động cộng đồng nhằm giảm thiểu việc tiêu thụ các sản phẩm từ hổ, ENV thực hiện các hoạt động nâng cao nhận thức cộng đồng qua các chương trình phát trên đài và các hoạt động cộng đồng nhằm giảm thiểu việc tiêu thụ các sản phẩm từ hổ cũng như khuyến khích cộng đồng cùng tham gia hành động bảo vệ loài hổ.
Từ năm 2006, Chương trình bảo vệ động vật hoang dã của Trung tâm Giáo dục Thiên nhiên đã thu thập và lưu trữ 117 vụ vi phạm về hổ. Trong 17 vụ tịch thu tang vật về hổ bao gồm hổ đông lạnh, các bộ phận cơ thể hổ hoặc xương hổ, các cơ quan chức năng đã thu giữ được 38 con hổ hoàn chỉnh và các bộ phận cơ thể con hổ, không bao gồm các tiêu bản để trang trí và da từ các vụ buôn bán, vận chuyển trái phép. Ngoài các vụ vi phạm liên quan đến hổ sống tại các trang trại, chỉ có một vụ vận chuyển hổ sống. Trung tâm ENV cũng đã ghi nhận 16 vụ tịch thu hổ với 29 cá thể kể từ năm 2005.
Kết quả điều tra của ENV cho thấy, hầu hết các vụ tịch thu hổ ở Việt Nam thời gian qua đều là hổ đông lạnh, được gây nuôi ở các trang trại và có nguồn gốc từ nước ngoài. Không có con hổ nào xác nhận có nguồn gốc hoang dã ở Việt Nam. Điều này phản ánh mức độ suy giảm nghiêm trọng quẩn thể hổ trong tự nhiên của Việt Nam hiện nay. Trên thị trường giá của cao hổ pha với xương của những loài động vật hoang dã khác dao động từ 7-17 triệu đồng/lạng, kết quả điều tra của ENV cho thấy, hoạt động buôn bán hổ ở Việt Nam chủ yếu tập trung cung cấp cho nhu cầu làm cao hổ và hầu hết, lượng cao hổ này được bán trong nước, không xuất khẩu ra nước ngoài.
Năm 2007, ENV được thông tin một đối tượng đang nuôi nhốt hổ tại gia đình ở Thanh Hóa, việc nuôi nhốt hổ tại gia đình này là bất hợp pháp. Sau khi bị phát hiện, chủ đã bị xử phạt hành chính. Năm 2008, tỉnh Thanh Hóa đã cấp phép, giao nuôi thí điểm với mục đích nghiên cứu bảo tồn 12 cá thể hổ trước đó bị phát hiện nuôi nhốt bất hợp pháp. Tới năm 2012, có 1 trong số 12 cá thể hổ bị chết, số lượng hổ còn lại tại cơ sở là 11 cá thể, từ thời điểm đó, dù các cá thể hổ tại trang trại luôn được ghép đôi với nhau nhưng số lượng cá thể hổ vẫn không hề thay đổi trên giấy tờ (chỉ là 11 cá thể). Qua chương trình kết hợp với kinh nghiệm nhận dạng động vật qua hình thái, ENV nhận thấy sự khác biệt của một số cá thể hổ qua các năm tại trang trại ở Thanh Hóa.
Ngoài 1 cá thể hổ chết được ghi nhận vào tháng 12 năm 2008, số lượng hổ tại cơ sở này trong những năm qua không hề biến động (không có hổ con sinh mới hoặc chết đi). Trong quá trình liên tục theo dõi và cập nhật biến động tại cơ sở nuôi nhốt hổ của đối tượng, ENV cũng đã thu thập được nhiều bằng chứng hình ảnh cho thấy các đặc điểm định dạng của các cá thể hổ được nuôi nhốt đã có nhiều thay đổi. Số lượng tổng đàn thì không thay đổi, nhưng có sự thay đổi về những cá thể hổ riêng lẻ tại cơ sở nuôi nhốt này. Qua các năm, số cá thể hổ không đổi dù được ghép đôi, số lượng hổ tại cơ sở này trong những năm qua không hề biến động (không có hổ con sinh mới hoặc chết đi).
Có nhiều bằng chứng hình ảnh cho thấy, các đặc điểm định dạng của các cá thể hổ được nuôi nhốt tại trại này lại có nhiều thay đổi vì các cá thể hổ có thể được phân biệt bằng nhiều cách khác nhau. Qua những dấu hiệu trên, ENV đặt ra nghi vấn cơ sở nuôi nhốt hổ được sử dụng như một vỏ bọc để hợp thức hóa những cá thể hổ bất hợp pháp mà ông chủ mua bán, săn bắt trái phép trong tự nhiên vì các cá thể hổ của cơ sở dù được ghép đôi nhưng số lượng vẫn không đổi trong 5 năm qua. Sau đó, đã bắt một số đối tượng với tang vật gồm 36 kg sừng tê giác, 2 cá thể hổ đông lạnh, 3 bộ da sư tử, khai nhận 2 cá thể hổ đông lạnh bị tịch thu có nguồn gốc từ cơ sở nuôi nhốt hổ.
ENV phối hợp khá chặt chẽ với các cơ quan chức năng trong vụ việc này nên họ đã cung cấp thông tin là lời khai nhận của đối tượng về 2 cá thể hổ đông lạnh bị tịch thu có nguồn gốc từ cơ sở nuôi nhốt hổ. Từ vụ việc này, có 3 đối tượng đã bị bắt giam. ENV đã đề nghị tỉnh Thanh Hóa tăng cường kiểm tra, giám sát cơ sở nuôi nhốt hổ, làm rõ những hoạt động bất hợp pháp đã và đang diễn ra ở đây, không tiếp tục gia hạn hoặc cấp mới giấy chứng nhận nuôi nhốt hổ cho cơ sở này. Khi ENV kiến nghị với các nội dung, một số cơ quan kiểm tra cơ sở nuôi nhốt hổ theo đề xuất của ENV. Sau hàng loạt những điểm bất thường trên thì dư luận đặt ra nghi vấn về việc cơ sở nuôi nhốt hổ thực chất chỉ đóng vai trò vỏ bọc cho các hoạt động buôn bán, vận chuyển trái phép hổ và các loài động vật hoang dã khác mà không hề phục vụ mục đích nuôi thí điểm, bảo tồn hổ như gia đình đã đặt ra trước đó.

### Dấu vết
Công tác bảo tồn tại Việt Nam cũng ghi nhận một số kết quả khi có những bằng chứng cho thấy giai đoạn gần đây, loài hổ đã xuất hiện trở lại. Từng có sự kiện một chiếc bẫy ảnh đã chụp được bóng dáng một con cọp ở Mường Lát, Thanh Hóa, trong một khu bảo tồn chấn động Việt Nam, các nhà khoa học quốc tế cũng đến Việt Nam để tận mắt bức ảnh, rồi luồn rừng tìm xem có thấy dấu chân hổ. Những phát hiện khác là ở thung lũng Nghiều Lài, cách bản Nà Tông của xã Thượng Lâm, Lâm Bình, Tuyên Quang, ngay lối đi, nơi phát hiện những dấu chân hổ, còn có vết móng hổ cào vào đá.
Trong đại ngàn nghiến trên dãy đá vôi thuộc xã Thượng Lâm và Khuôn Hà vẫn còn một đàn hổ, ít nhất phải 4-5 con. Hổ hoang dã là loài vô cùng quý hiếm, gần như tuyệt chủng ở Việt Nam, nhìn dấu chân, dấu vết cắn, cào trên con mồi, đã biết là hổ. Đàn hổ này giáp mặt nhiều lần với nhân chứng, cả tận mắt, lẫn thấy dấu chân, thấy con mồi ăn dở. Những đồn đoán cho biết có đàn hổ trú ngụ trong rừng nghiến, đi qua những vách đá, men theo thung lũng Nghiều Lài, về phía thung lũng Hoong Khạo thuộc xã Khuôn Hà, nơi có những núi đá, rừng nghiến hoang vu, không có bóng người qua lại, có thể bầy hổ đang trú ngụ ở những khe núi giáp ranh hai xã Thượng Lâm và Khuôn Hà vì khu vực này rừng rú âm u, hoang rậm, ít ai dám vào.
Có nhân chứng ở vùng Thượng Lâm của Tuyên Quang gặp hổ trước mặt cách khoảng 50m, thấy con hổ vằn to bằng con bê, đang đứng bên suối, nhẩn nha uống nước, rồi nhảy phóc vào rừng, những đám cây rung nhẹ và bóng dáng con hổ cũng mất hút, bên bờ con suối nhỏ, hiện trường chỉ có những dấu chân to bằng miệng bát tô loại nhỏ, dấu chân vẫn còn rất rõ, là vết nó nhảy từ bên này suối sang bên kia, in sâu vào lòng đất, nhân chứng khác ở xã Khuôn Hà cho biết gặp hổ cách chừng 20m, là con hổ vằn, to như con bê, đứng bên tảng đá mép hồ, đầu chúi xuống, nhìn gườm gườm, nó tiếp tục uống nước, rồi đi một vòng quanh túp lều, đạp đổ cả lọ nhớt, dẫm lên nhớt rồi lững thững đi vào rừng sâu. Sau đó, chỉ có ban ngày người dân mới dám sang xã này để kiểm đếm dê, bò, đêm thì về Thượng Lâm ngủ, không dám ở túp lều bên kia hồ dù con hổ này chưa bắt dê, bò nhà lần nào.
Tại đỉnh Giang Chí cao hơn 2.000m là nóc nhà của tỉnh Tuyên Quang hiểm trở, một số người đi rừng kể rằng, hổ từng tìm lên tận nơi đó, nhiều vết cào vào đất, đá xuất hiện, nhưng lại có người khẳng định đó là vết cào của loài báo vì loài báo còn khá nhiều ở đại ngàn Lâm Bình. Có nhân chứng tại đây cho biết rằng trong rừng còn hổ, nhưng thi thoảng chúng mới xuất hiện qua tiếng gầm, hoặc những dấu vết đi lại trong rừng. Lần hổ xuất hiện gần nhất là ở ngay mảnh đất trước nhà khi nghe tiếng cây rừng xao động, tiếng lợn rừng kêu, con lợn rừng chạy từ rừng vào mảnh nương nhà với bộ dạng hốt hoảng, mình đầy thương tích thì bị một con hổ to xông đến, quắp con lợn rừng tha đi. Mấy ngày sau, thấy đại ngàn yên ả, người dân mới dám ra khỏi nhà, lần vào bìa rừng, thấy bãi phân hổ, lẫn với những đoạn xương cứng vì loài hổ háu ăn, nuốt cả xương, nhưng không tiêu hóa được, nên lại đại tiện thải xương ra ngoài.
Những vách núi phía trong thung lũng Nghiều Lài của Tuyên Quang chính là hang ổ của bầy cọp. Loài cọp thường sống một mình, hoặc cặp đôi, mỗi con có một lãnh địa riêng, rộng chừng vài km vuông. Tại một địa điểm phía ven suối, chỉ vào những dấu chân, rất nhiều dấu chân lợn rừng, dấu chân nai, hoẵng. Tuy nhiên, dấu vết của loài don thì bặt tăm, tìm cả ngày không thấy. Loài hổ đặc biệt thích ăn thịt don, nên hễ ở đâu có nhiều don, thì loài hổ mò đến và hễ ở đâu bỗng dưng hết don, nếu không có thợ săn thì thường sẽ có hổ. Dẫn chứng đáng tin cậy nhất về sự xuất hiện của hổ tại thung lũng Nghiều Lài, vào năm 2010, người bản Nà Tông, đã bắn con hổ rất lớn ở đúng thung lũng này.
Có câu chuyện về một thợ săn bắn rơi con voọc, thì con hổ to tướng xông đến quắp xác con voọc tha đi mất, hai người vào Lũng Chuột ở Tuyên Quang, phục kích dưới chân núi để bắn voọc lấy thịt nấu giả cầy và dùng xương nấu cao vì chiều nào đàn voọc cũng về hang trú ngụ, nên từ trưa, trèo lên vách đá, khoảng 5 giờ chiều thì đàn voọc ríu rít kéo nhau về. Chúng chuyền cành trên vách đá làm náo động cả khu rừng, khi một con voọc trúng đạn rơi xuống sườn núi thì từ phía con voọc rơi xuống, cây cối xao động, nhân chứng rùng mình khi thấy cọp xám to như bò, cắn con voọc trên miệng, phốc một cái, con cọp biến mất trong cánh rừng rậm rạp, nhân chứng chờn chợn, không dám đuổi theo con hổ. Hôm sau, mò vào rừng lần theo dấu chân hổ thì thấy trong khe núi cách Lũng Chuột độ 500m, dấu tích máu me, lông lá vài mẩu xương voọc vẫn còn đó. Con cọp đã tha xác con voọc đến địa điểm đó và ăn sạch, con voọc nặng độ 10 kg, nên chỉ đủ một bữa cho hổ xám.
Đã có nhiều người báo cáo với kiểm lâm rằng đã tận mắt nhìn thấy hổ về các bản quanh rừng Huổi Luông, họ cho biết năm nào hổ cũng về bản Púm bắt trâu bò, bản Púm, xã Pha Khinh (Quỳnh Nhai, Sơn La), đất Sơn La không còn hổ, nhưng, chuyện người dân ở đất Quỳnh Nhai khắp nơi đều kể về hổ Có vị Trưởng bản không tìm thấy con trâu mộng và tìm xung quanh mà vẫn không thấy. Khi thấy dấu chân lằn sâu xuống lớp mùn to bằng miệng cái bát ăn cơm lẫn với vết kéo con trâu tướp cỏ, ai cũng sợ hãi vì biết rằng chúa sơn lâm đã về bắt trâu. Họ còn phát hiện ra một loạt dấu chân nhỏ hơn cũng hướng về phía rừng sâu, như vậy đã có hai con hổ tha con trâu của vào rừng.
Mọi năm chỉ mất nghé, năm nay mất con trâu mộng vì hai con hổ, trung bình mỗi năm bản Púm mất 20 con trâu, bò, nghé vì chó sói và hổ. Tuy nhiên, hai "ông hổ" này hiền lắm, chưa tấn công người bao giờ. Mỗi năm, hai "ông hổ" thường về bản 1-2 lần, vào tháng 7 hoặc tháng 8 và chỉ bắt trâu bò vào những đêm trăng xế, sau 12 giờ đêm. Hai con hổ này thường đi cùng nhau và chúng cứ lang thang hết vùng rừng này đến vùng rừng khác. Thi thoảng, dân bản ở Pha Khinh, Cà Nàng, Mường Giôn, Chiềng Khay, Mường Chiên những xã ven rừng Huổi Luông mênh mông lại gặp những dấu chân hổ về nương rẫy. Nếu trâu bò đột nhiên mất tích, lại phát hiện thấy vết chân hổ thì chỉ than thở.
Người dân bản Púm, xã Pha Khinh vẫn nhắc đến đêm hổ về bản cách đây 15 năm, một đám thợ săn người Mông ở Mường Giôn đi săn tê tê trong rừng Huổi Luông, chỗ giáp với bản Púm đã phát hiện ra hang ổ của chúa sơn lâm, chỗ từng có dấu chân hổ. Trong ổ có hai chú hổ con mới sinh. Hổ mẹ và hổ bố đi kiếm mồi chưa về. Đám người Mông này đã bắt hai chú hổ con rồi cắt ngang núi Pú Cô, vòng qua bản Púm xuôi về đường Thuận Châu. Đêm đó, trăng lên, hổ bố và hổ mẹ quần thảo dưới chân núi Pú Cô, gầm thét điên cuồng. Chúng lao cả vào gầm nhà sàn của một số hộ nằm ngay chân núi để phá phách, tấn công trâu bò. Nhà nào cũng cửa kín then cài, nín thở lo lắng. Đến gần sáng chúng mới bỏ đi, tiếng gầm gừ cũng nhỏ dần, ai oán. Sau lần ấy, người dân Pha Khinh gọi hổ bằng "ông hổ" .
Chuyện hổ xuất hiện ở rừng Huổi Luông (Quỳnh Nhai, Sơn La) rất lạ, khó có thể tin rừng Việt Nam vẫn còn hổ hoang dã. Tuy nhiên, việc hổ ăn thịt trâu, bò nhiều người chứng kiến và được nghe nhiều chuyện về hổ. Nhiều người cho rằng, cùng là đàn hổ, nhưng chúng di cư đến những địa bàn trên, từng có nhóm người Mông ở Mù Cang Chải bắt được hổ con nặng 10 kg. Sự việc xôn xao, dân buôn và sưu tầm thú quý hiếm khắp vùng đổ về, đang thỏa thuận mua bán thì kiểm lâm ập đến, cả đám người Mông vác hổ con bỏ chạy Hiện ở Quỳnh Nhai có phỏng đoán còn ít nhất hai con hổ, một con rất lớn và một con nhỏ hơn.
Đã có nhiều người báo cáo với kiểm lâm rằng đã tận mắt nhìn thấy hổ về các bản quanh rừng Huổi Luông. Người dân quanh rừng Huổi Luông rào gậm nhà sàn rất kín để nhốt thú nuôi vì sợ hổ, chó sói bắt trộm. Rừng ở Quỳnh Nhai nổi tiếng vì còn rất nhiều tê tê, gấu, rắn chúa, chó sói, lợn rừng tuy nhiên, hổ thì không còn nhiều, mặc dù cách đây 20 năm, hổ là loài khá phổ biến ở đây. Đồng bào ở Quỳnh Nhai từ xưa đến nay vẫn rất bức xúc vì nạn chó sói và hổ về bắt trâu bò. Mỗi năm đồng bào ở Quỳnh Nhai mất trung bình 50 con trâu bò vì chó sói và hổ. Mấy năm gần đây không thấy hổ về bản tấn công trâu bò, mà chủ yếu nó ăn lại con mồi đã chết do chó sói tấn công.
Hiện nay ở đại ngàn Sơn La hàng chục năm nay ít nghe đến chuyện hổ, chẳng mấy ai thấy dấu hiệu của loài chúa sơn lâm, nhưng người Mông ở bản Tốc Tát Trên lại thường được nghe tiếng hổ gầm, nên tiếng hổ gầm thế nào, dấu chân hổ ra sao nhiều người có kinh nghiệm đều biết. Có thời điểm, hổ khổng lồ xuất hiện ở Lục Yên, có lúc ở rừng Văn Chấn, Trạm Tấu, có lúc ở Mù Cang Chải. Những huyện này đều nằm ở phần đuôi của dãy Hoàng Liên Sơn, rừng rậm hoang vu, mà hổ là loài di chuyển liên tục, nên có thể bắt gặp ở nhiều nơi. Dấu hiệu để nhận biết là những tiếng gầm, dấu chân, và đặc biệt là hiện tượng mất thú nuôi, thời gian gần đây, hổ xuất hiện ở khu rừng thuộc huyện Mường La, giáp với Quỳnh Nhai của Sơn La và Mù Cang Chải của Yên Bái ở bản Tốc Tát Trên, thuộc xã Chiềng Công (Mường La).
Vào năm 2009, ghi nhận về việc hổ xuất hiện tại Lâm Đồng. Có hai con cọp, một lớn một nhỏ, khoảng một tuần nay thường xuất hiện gần khu dân cư thôn 3, xã Tư Nghĩa, huyện Cát Tiên, tỉnh Lâm Đồng, vồ gia súc nuôi thả rông ăn thịt, người dân bị mất dê, bò, lợn thả rông, đi tìm thì phát hiện những phần thịt rải rác các nơi và có nhiều dấu chân giống như chân cọp, căn cứ vào dấu chân để lại, xác định có hai con, một lớn một nhỏ. Trong khu rừng rộng 72.000 ha Vườn quốc gia Cát Tiên vẫn còn cọp sinh sống, chưa có nghiên cứu hay thống kê về số lượng, sinh sản cũng như chưa ghi nhận trường hợp tấn công người hay gia súc.